# Brno
Brno (německy Brünn) je statutární město, počtem obyvatel i rozlohou druhé největší město v České republice, největší město na Moravě a bývalé hlavní město Moravy. Je sídlem Jihomoravského kraje, v jehož centrální části tvoří samostatný okres Brno-město. Město o rozloze 230,18 km² má přibližně 403 tisíc obyvatel a v jeho metropolitní oblasti žije asi 700 tisíc obyvatel. Brnem protékají řeky Svratka a Svitava, které se v jižní části města slévají.
Město se stalo centrem soudní moci České republiky, neboť je sídlem Ústavního soudu, Nejvyššího soudu, Nejvyššího správního soudu i Nejvyššího státního zastupitelství. Také je významným administrativním střediskem, protože zde sídlí státní orgány s celostátní kontrolní působností a další důležité instituce, jako veřejný ochránce práv, Úřad pro ochranu hospodářské soutěže nebo Státní zemědělská a potravinářská inspekce. V Brně je zákonem zřízeno studio České televize a Českého rozhlasu. Od roku 1777 je Brno také sídlem římskokatolické brněnské diecéze.
Město je střediskem vysokého školství s 29 fakultami deseti univerzit a dalších vysokých škol s téměř 65 tisíci studenty. Mezi dříve dominující strojírenské závody ve městě patří Zbrojovka, výrobce traktorů Zetor, Královopolská či První brněnská strojírna, producent ložisek ZKL a další. V 19. století díky rozvinutému textilnímu průmyslu získalo Brno přezdívku „rakouský“ či „moravský Manchester“, v 21. století se díky vývoji informačních technologií zmiňuje jako „české“ či „moravské Silicon Valley“.
Na Brněnském výstavišti jsou od roku 1928 konány velké mezinárodní výstavy a veletrhy, největší z nich je Mezinárodní strojírenský veletrh. Rozsáhlý areál výstaviště je také jednou z kulturních památek města. Brno proslulo i coby dějiště velkých motoristických závodů, jejichž tradice sahala do 30. let 20. století. K nejvýznamnějším závodům na blízkém Masarykově okruhu patří Grand Prix ČR, součást seriálu Mistrovství světa silničních motocyklů. Brno od roku 1998 hostí hojně navštěvovanou mezinárodní přehlídku ohňostrojů Ignis Brunensis.
K nejvýznamnějším dominantám města patří hrad a pevnost Špilberk na stejnojmenném kopci a katedrála svatého Petra a Pavla na vršku Petrov utvářející charakteristické panorama města. Druhým dochovaným hradem na území Brna je Veveří, kdysi vybudovaný nad řekou Svratkou a dnes se tyčící nad Brněnskou přehradou. Významnou památkou meziválečné architektury je funkcionalistická vila Tugendhat, patřící mezi Světové dědictví UNESCO. V Brně se nachází celkem 14 národních kulturních památek. Historické městské jádro bylo vyhlášeno městskou památkovou rezervací, na území města se také nachází dvě městské památkové zóny, jedna vesnická památková zóna a jedna archeologická památková rezervace. K turisticky atraktivním lokalitám patří také Chráněná krajinná oblast Moravský kras, jejíž nejjižnější část zasahuje na území města. Brno je rovněž vinařskou obcí v rámci Velkopavlovické vinařské podoblasti.

## Název
Jméno je poprvé doloženo ve 12. století v podobě Brnen (zapisováno též Brenne, Brynen, Birnen a podobně) a vztahovalo se k místnímu hradu. První písemná zmínka o Brně vztahující se k roku 1091 je z Kosmovy kroniky, kde je psáno: „Český král Vratislav I. vtrhl s vojskem na Moravu a oblehl hrad Brno…“ Jméno hradu bylo jmenný tvar přídavného jména brnný – „hliněný“, odvozený od podstatného jména brn – „hlína, kal, špína“. Hrad tak byl pojmenován podle polohy na hlinitém místě (vrchu). Označení hradu bylo přeneseno v podobě Brnno (střední rod téhož přídavného jména ve jmenném tvaru) na osadu v jeho sousedství. Z českého Brnno pocházejí i latinské (Brunna) a německé (Brünn) pojmenování města. Židovský název města zní v hebrejštině מברונא (Brona), v jidiš ברין (Brin).
Mezi lety 1949 a 1992 bylo Brno oficiálně označováno jako „krajské město Brno“, předtím neslo název „Zemské hlavní město Brno“, který se ujal v době první republiky, ačkoli Brno bylo hlavním městem již dávno předtím. Na některých starších dokumentech (mapách, různých listinách apod.) lze nalézt označení „Královské hlavní město Brno“.
Podle města Brna byl pojmenován lehký kulomet BREN (Brno + Enfield), známá zbraň druhé světové války, používaná především armádou Spojeného království. Také například kulinářská specialita brněnský řízek nebo malý asteroid „2889 Brno“, objevený astronomem Antonínem Mrkosem.
V brněnské mluvě zvané hantec, jejíž užívání dnes již není zcela běžné, se Brno označuje jako Brnisko nebo Bryncl, možné je také označení Štatl, které je ze zmíněných tří nejtypičtější mezi rodilými obyvateli, i když původně označuje spíše jen centrum Brna.

## Historie

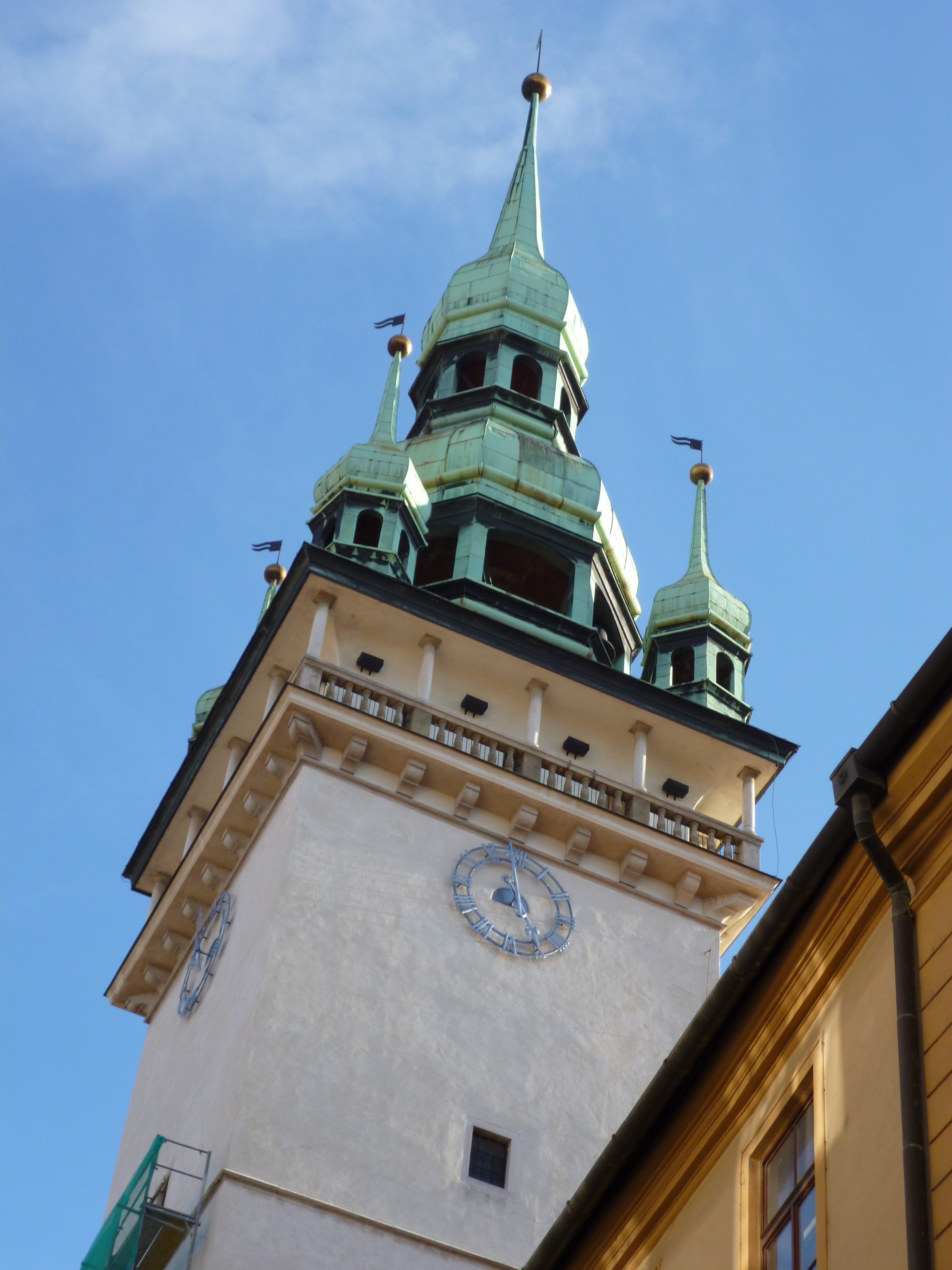
Stará radnice, nejstarší světská budova ve městě

Za přímého předchůdce Brna je považováno hradiště Staré Zámky na katastru dnešní Líšně, jedno z hradisek Velkomoravské říše, jehož osídlení se datuje od konce neolitu až do začátku 11. století.

### Počátky, středověk a novověk

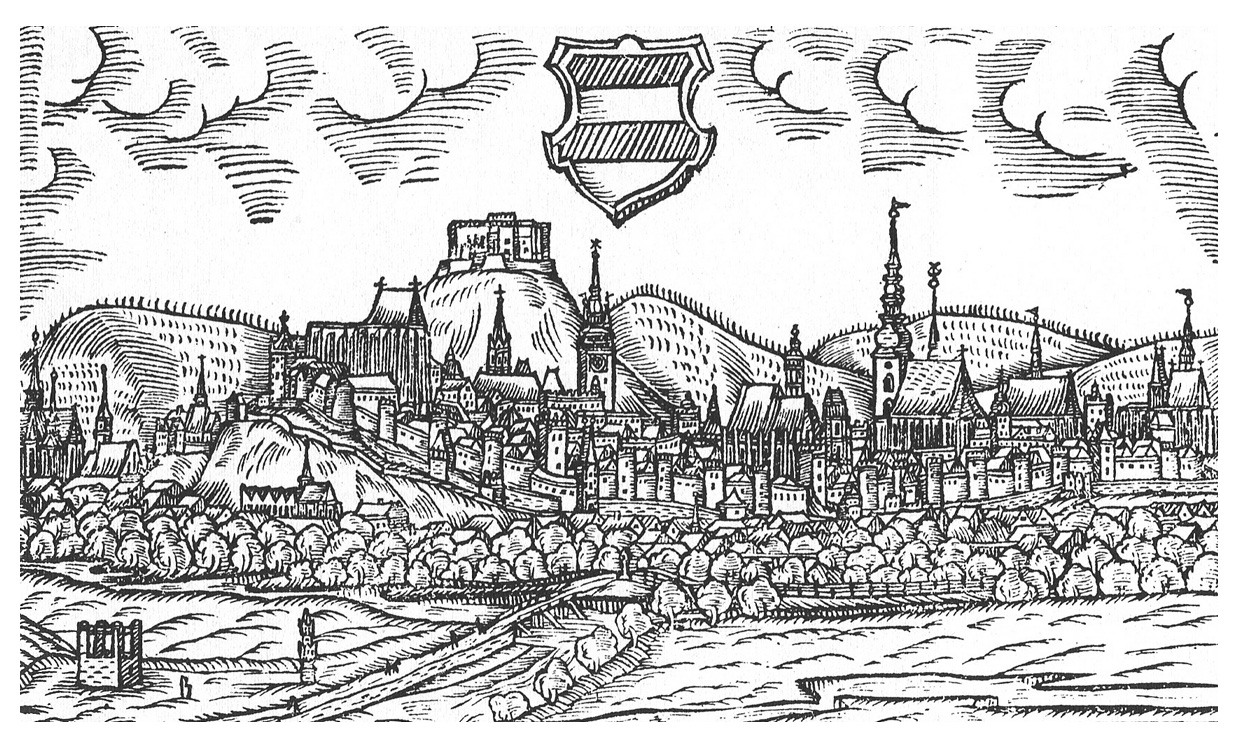
Rytina Brna v roce 1593

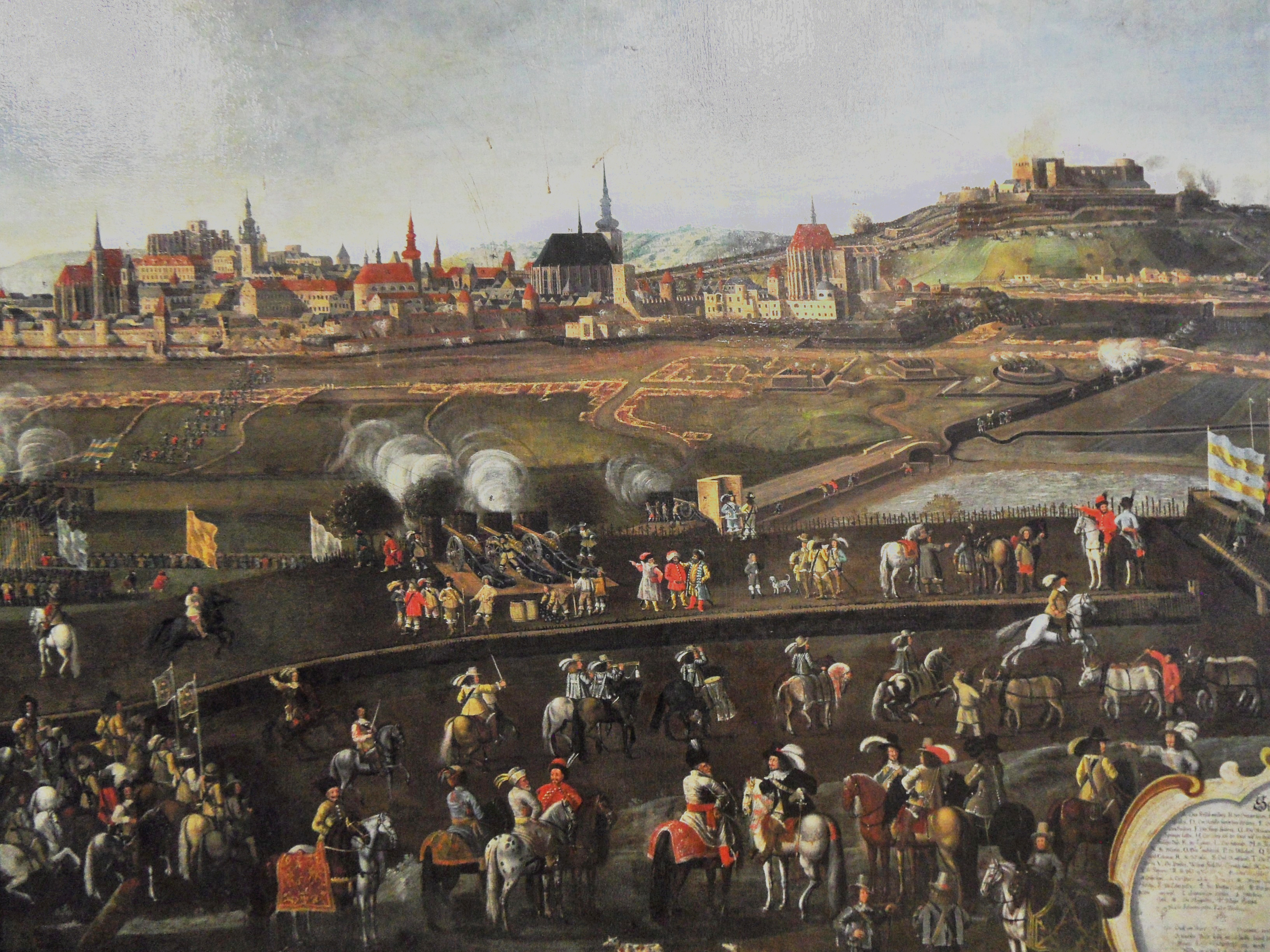
Neúspěšné obléhání Brna Švédy v roce 1645

První nálezy pozůstatků v brněnské oblasti jsou přibližně z paleolitu a byly nalezeny v oblasti Stránské skály, první doložené slovanské osídlení brněnské oblasti je z doby kolem 5. až 7. století.
Dějiny města Brna byly vždy pevně svázány s dějinami Moravy, již v 11. století od dob údělných knížectví na Moravě Brno zastávalo mimořádně důležitou úlohu ve správě země. Ražba mincí v Brně začala v 11. století, kdy zde brněnská knížata razila nejstarší brněnský denár. První písemná zmínka o Brně je v Kosmově kronice roku 1091. Roku 1243 byla Brnu udělena práva městská, v polovině 13. století byl založen hrad Špilberk, roku 1292 bylo tehdejšímu královskému městu Brnu uděleno právo volit rychtáře. V roce 1324 založila královna Eliška Rejčka na Starém Brně kostel Nanebevzetí Panny Marie, dnes baziliku a místo jejího posledního odpočinku. V Brně sídlila od poloviny 14. do začátku 15. století Janem Jindřichem založená moravská větev Lucemburků, moravských markrabat. Poslední moravský Lucemburk Jošt byl na podzim 1410 dokonce zvolen římským králem, začátkem následujícího roku ale zemřel na Špilberku. Je pohřben v kostele svatého Tomáše, který založil jeho otec Jan Jindřich.
V Brně byl markraběcí dvůr, zasedal zde moravský zemský sněm a další vrcholné politické instituce tehdejší Moravy. Brno je bývalé moravské hlavní město a od středověku je zejména spolu s Olomoucí jejím historicky nejvýznamnějším městem.
V roce 1777 bylo založeno brněnské biskupství, roku 1839 přijel do Brna první vlak z Vídně, čímž začal provoz parostrojní železnice na území dnešní České republiky. Roku 1850 bylo Brno poprvé administrativně rozšířeno připojením 20 okolních katastrálních území. V letech 1859–1864 bylo zbořeno téměř kompletně celé městské opevnění, v letech 1896–1916 proběhla v historickém jádru rozsáhlá asanace, při níž bylo asi 240 domů nahrazeno novostavbami nebo zcela odstraněno. Roku 1869 v Brně poprvé na území dnešního Česka vyjela do ulic města tramvaj, tehdy tažena koňmi.

### Významné bitvy
- V 15. století zůstalo Brno během husitských válek po celou dobu pevnou baštou katolictví a husité město nezískali. V létě roku 1467 město Brno obléhalo hrad Špilberk, kde sídlila posádka (husitského) českého krále Jiřího z Kunštátu a Poděbrad.[pozn. 6]
- V 17. století bylo Brno obléháno roku 1643 a znovu roku 1645 švédskými vojsky pod vedením generála Lennarta Torstensona. Šlo o významnou epizodu v třicetileté válce. Švédům se však město nikdy dobýt nepodařilo.
- V 18. století bylo Brno obléháno roku 1742 pruskou armádou pod vedením Fridricha II. Velikého, ovšem rovněž neúspěšně.
- V prosinci 1805 proběhla východně od Brna bitva u Slavkova, známá též jako „bitva tří císařů“. Město samo se do bitvy nezapojilo, francouzská armáda jej však bez boje dočasně obsadila a císař Napoleon I. zde několikrát přenocoval.[41] Několik měsíců bylo Brno francouzskou armádou obsazeno též v roce 1809 a Napoleon ve městě opět několik dní pobyl.[45]
- Na konci dubna 1945 bylo Brno osvobozeno Rudou armádou pod velením maršála Rodiona Malinovského v rámci bratislavsko-brněnské operace.

### Brno hlavním městem Moravy

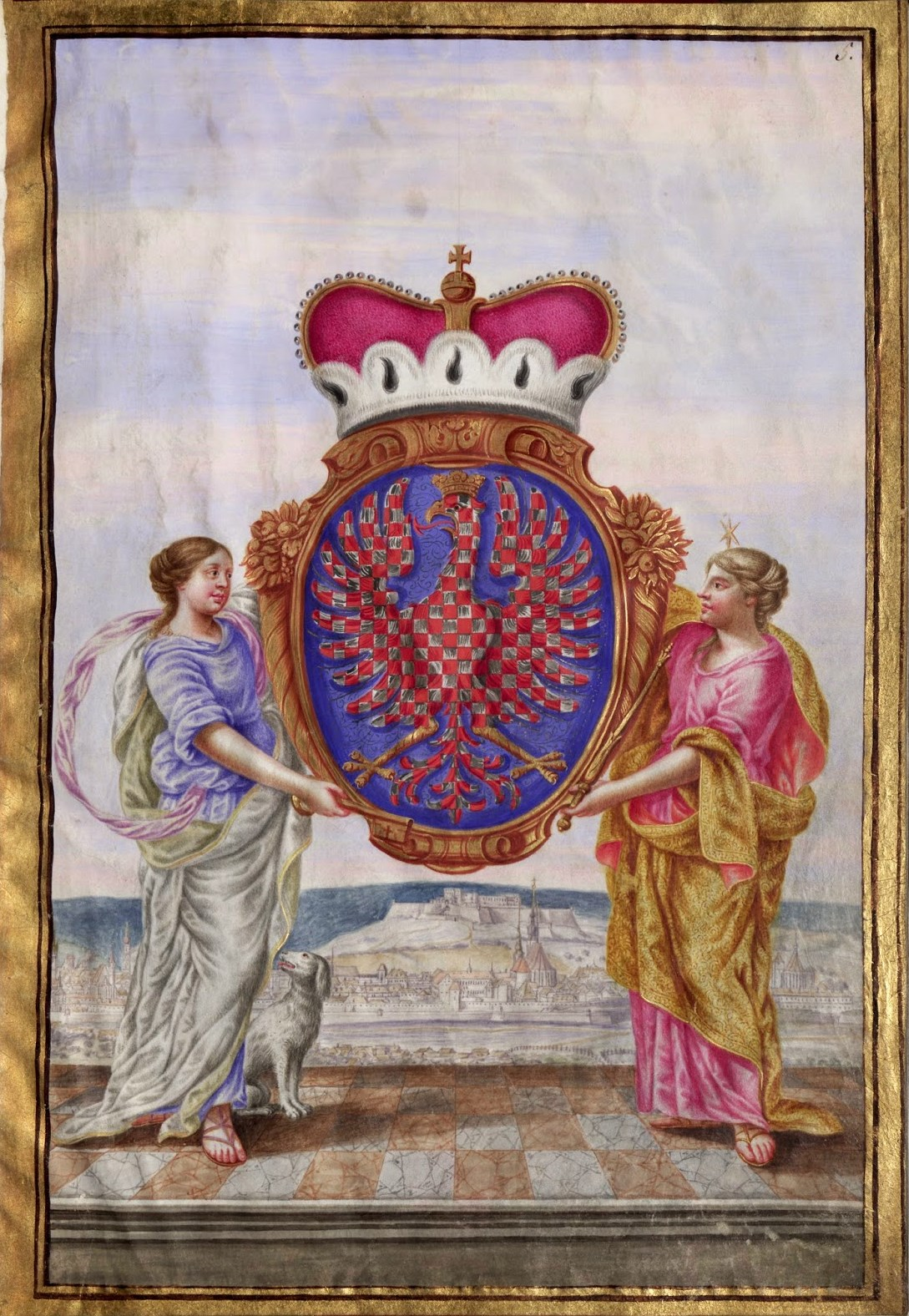
Znak Markrabství moravského v Knize stavu panského s vyobrazenou vedutou Brna (rok 1670)

Mapa Brna a pevnosti Špilberk (kolem roku 1698)

Před několika staletími bylo Brno po dlouhou dobu ve sporu s Olomoucí o postavení hlavního města Moravy. Tento spor zřejmě zapříčinil kníže Břetislav I., který v roce 1055 rozdělil Moravu na dvě navzájem nezávislá území, olomoucký a brněnský úděl, později vznikl i samostatný znojemský úděl. To vedlo k decentralizaci moci a vzniku tří, později znovu dvou center na Moravě. Znovusjednocení Moravy započalo roku 1182 z vůle římskoněmeckého císaře Fridricha I. Barbarossy vznikem Markrabství moravského. V roce 1348 za vlády markraběte a krále Karla byl zřízen moravský zemský soud a moravské zemské desky, oboje zároveň v Brně a v Olomouci, ale pozice hlavního města Moravy byla stále nejasná, přestože oficiálně byla vždy první uváděna Olomouc. Byla totiž větší a ekonomicky silnější, byla sídlem biskupa, později univerzity, měla výhodnější polohu blíže centru země (Moravy).
Brno bylo naproti tomu sídlem markraběte (moravského vládce) a později hrála roli i blízkost rakouské metropole Vídně. Moravský zemský sněm, jenž byl od 14. století zákonodárnou institucí v markrabství, zasedal střídavě v obou městech (krátkou dobu i ve Znojmě), stejně tak zemský soud zasedal střídavě a zemské desky byly také vedeny v obou městech. Olomouc však měla po dlouhou dobu výhodnější postavení než Brno, a to až do třicetileté války, kdy byl v Brně roku 1636 zřízen královský tribunál, instituce natolik významná, že se Brno stalo de facto jediným hlavním městem Moravy, ne však nadlouho.

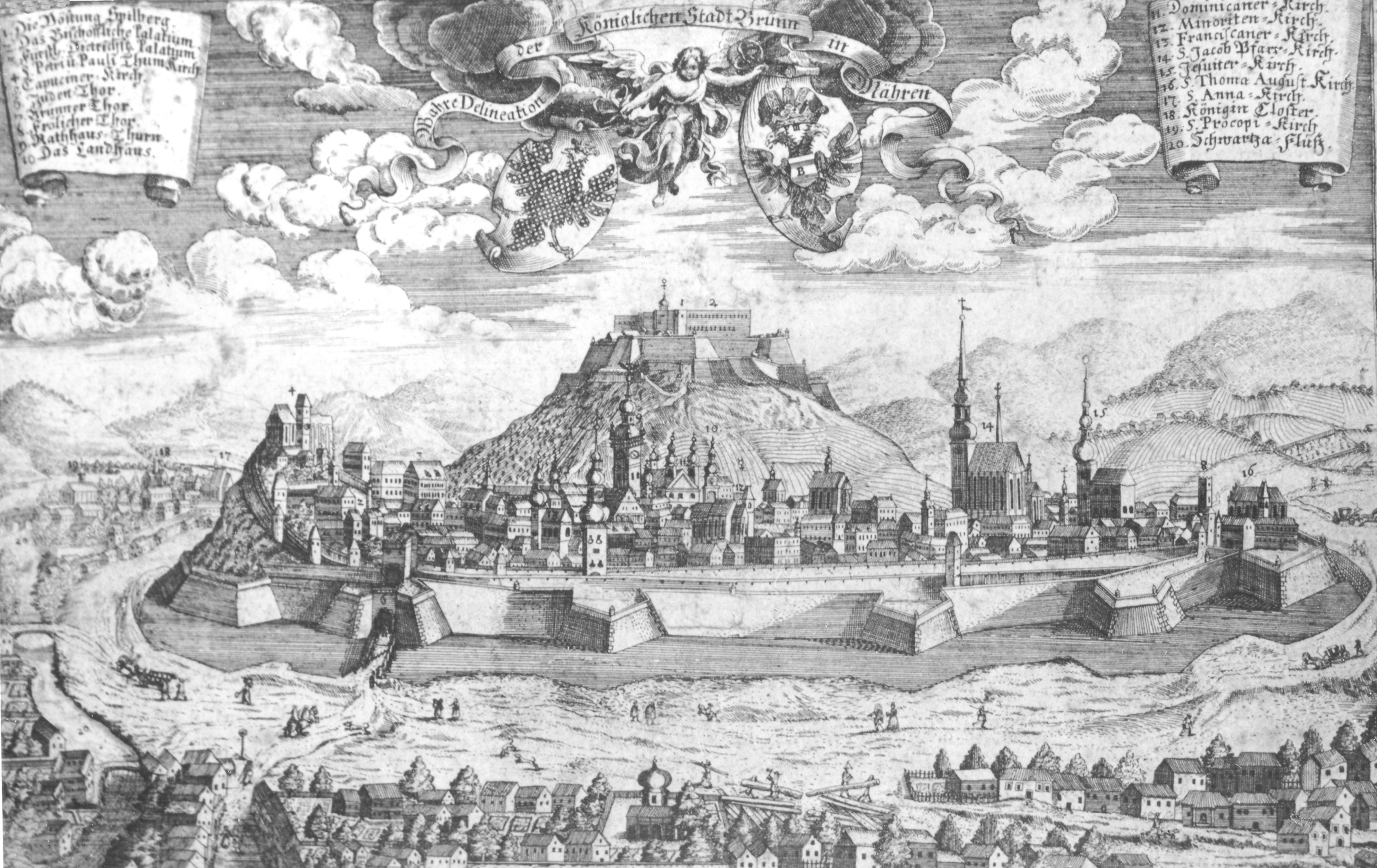
Pevnostní město Brno kolem roku 1700 s barokním bastionovým opevněním a citadelou na Špilberku

Nejvýznamnějším milníkem sporu se stal až přelom let 1641–1642. V roce 1641 markrabě a císař Ferdinand III. nařídil, aby byl zemský sněm i soud spolu s královským tribunálem a zemskými deskami trvale přemístěn z Olomouce do Brna, čímž bylo ukončeno střídavé zasedání zemského sněmu a soudu v obou městech. Roku 1642 se Olomouc vzdala švédskému vojsku a tím těžce upadl její politický význam na Moravě ve prospěch Brna, tehdy byly do Brna také přemístěny celé zemské desky, a Brno se poté definitivně stalo jediným politickým centrem země.
Avšak konečné vyřešení sporů o hlavní město Moravy mezi Brnem a Olomoucí náleží až markrabímu a císaři Josefu II., který v roce 1782 přiznal nárok na označení Brna hlavním městem trvale. To bylo později potvrzeno i zemskou ústavou, stejně jako např. působením Vrchního zemského soudu, jehož působnost se ale nevztahovala jen na celou Moravu, ale i na Rakouské Slezsko.
Brno pak bylo hlavním městem Moravy až do roku 1928, kdy byla Země Moravská sloučena se Zemí Slezskou. Poté bylo Brno zemským hlavním městem Země Moravskoslezské. Nakonec byla roku 1948 komunistickou vládou zrušena moravskoslezská zemská samospráva a s ní zanikla i pozice jejího hlavního města. Moravské zemské desky jsou dnes národní kulturní památkou a jsou uloženy v Moravském zemském archivu v Brně.

### 20. století a Velké Brno

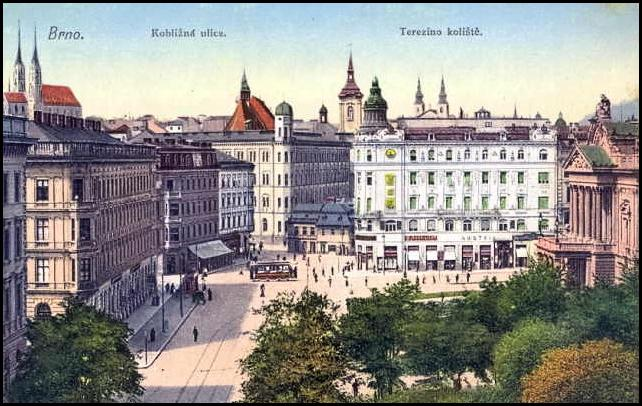
Ovocný trh, dnešní Malinovského náměstí, v roce 1907

Roku 1919 byla k Brnu připojena dvě sousední města Královo Pole a Husovice a 21 dalších obcí. Vzniklo tak tzv. Velké Brno s asi 7× větší rozlohou a počtem obyvatel asi 222 tisíc oproti původním asi 130 tisícům. Roku 1921 se Brno stalo zemským hlavním městem země Moravské v tehdejší první republice, předtím bylo hlavním městem Markrabství moravského, o sedm let později se stalo zemským hlavním městem země Moravskoslezské. Mezi lety 1936 a 1940 byla na Svratce vybudována nad Brnem vodní nádrž Brněnská přehrada (zpočátku nazývána Kníničská přehrada).
V roce 1939 bylo Brno v předzvěsti druhé světové války obsazeno německou armádou a 26. dubna 1945 osvobozeno Rudou armádou. Krátce po válce docházelo od 30. května 1945 v rámci obdobných celostátních snah k vysídlování německého obyvatelstva Brna.

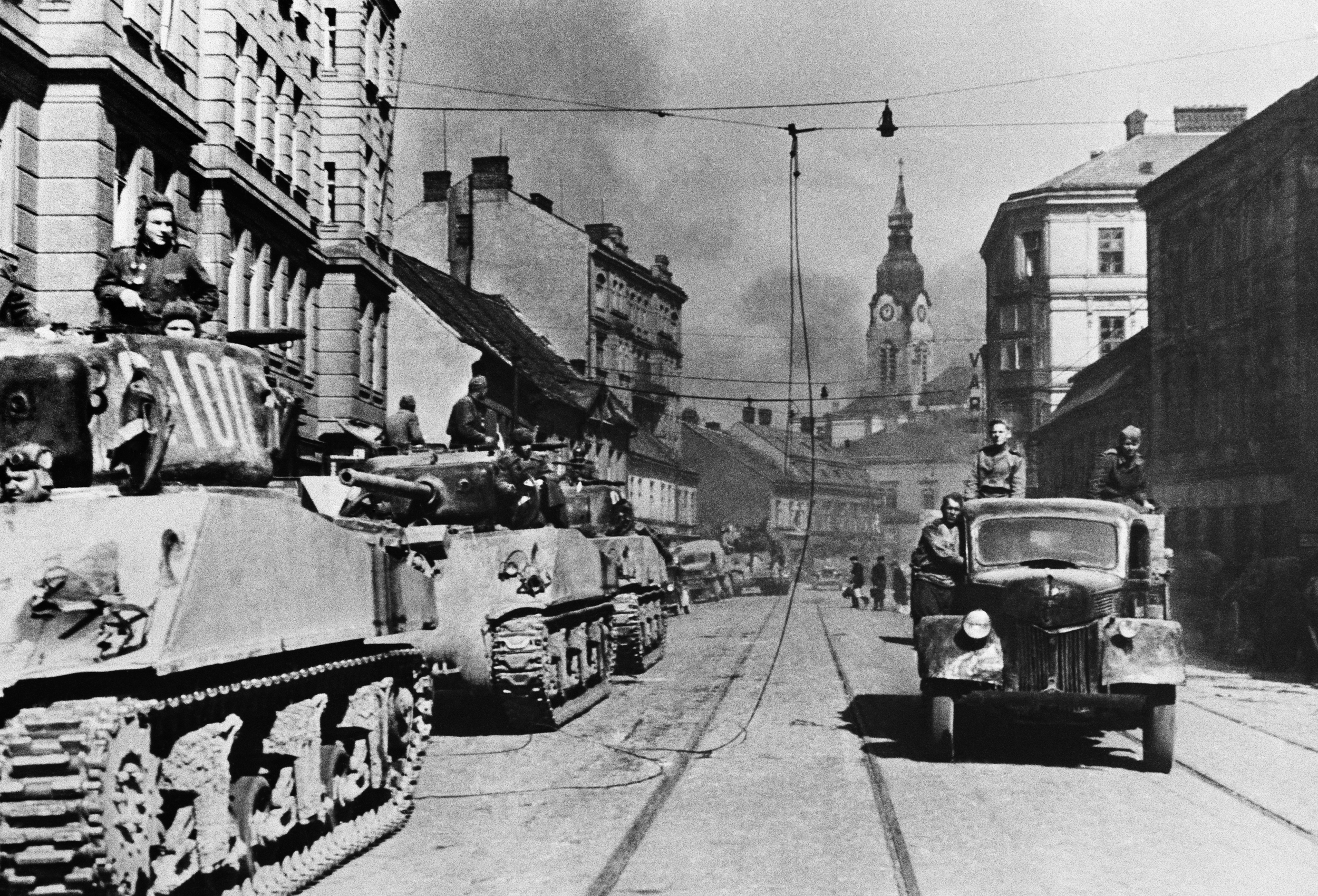
Tanky Rudé armády na Křenové ulici, duben 1945

Po komunistickém převratu z února 1948 upadl v té době tradiční politický a hospodářský význam Brna jako hlavního města, a to zákonem o krajském zřízení přijatým 21. prosince 1948. Tímto zákonem bylo zrušeno zemské zřízení a Morava byla rozdělena do několika krajů podřízených Praze (s účinností od 24. prosince 1948). Krajské zřízení po roce 1948 nerespektovalo hranice historických zemí. Město Brno se tehdy stalo sídlem Brněnského kraje a po reformě v roce 1960 sídlem Jihomoravského kraje. V roce 1949 ztratilo Brno postavení statutárního města. Roku 1968 se podle zákona o národních výborech stalo znovu statutárním městem, k obnovení tohoto statusu došlo také po sametové revoluci v roce 1990. Roku 2000 vznikl samosprávný Jihomoravský kraj, jehož krajským městem se Brno stalo.
V průběhu 20. století se Brno několikrát rozšiřovalo. Kromě vzniku Velkého Brna v roce 1919 k tomu došlo v letech 1944 (připojen městys Líšeň), 1957 (okolí Brněnské přehrady), 1960 (čtyři obce), 1971 (osm obcí) a naposledy 1980, kdy se součástí města stal Útěchov.

### 21. století
V roce 2017 vytvořilo město strategii zvanou Brno 2050, v níž popsalo vize do budoucnosti ve třech oblastech: kvalita života, městská správa a zdroje. Podle ní má v Brně v roce 2050 žít 600 tisíc obyvatel, má zde růst moderní architektura, fungovat spolupráce v rámci metropolitní oblasti, plánuje se zavedení politiky otevřených dat či participativní správy občany. V oblasti dopravní má jít o napojení města na vysokorychlostní tratě a zvýšení provozu na tuřanském letišti, vize dále počítá např. s využíváním obnovitelných zdrojů.

## Geografie

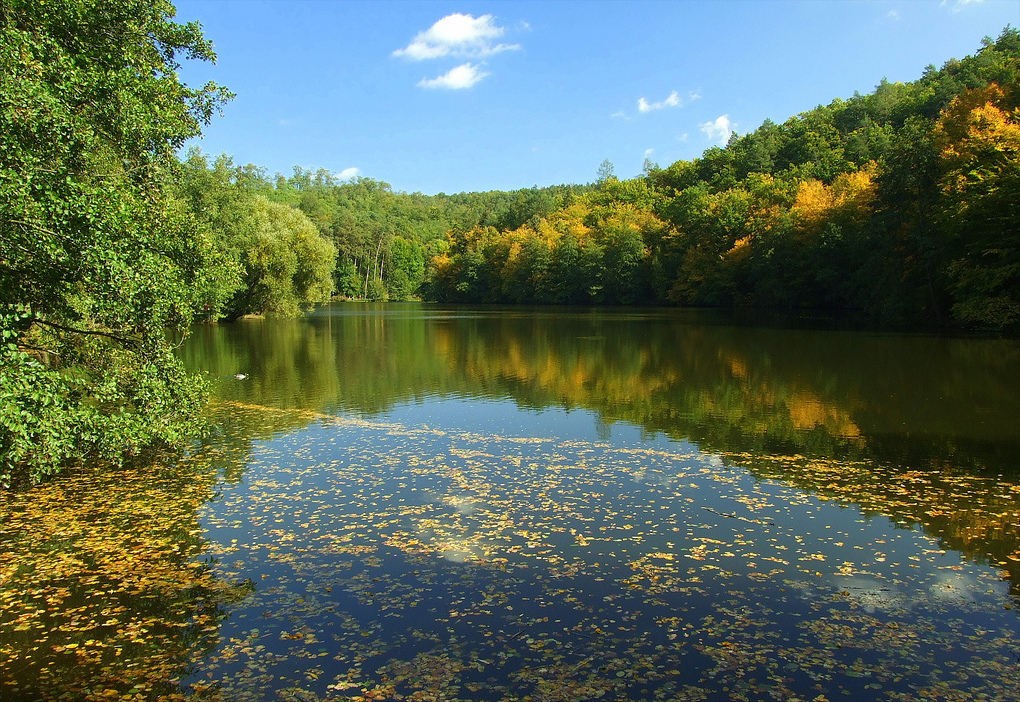
Mariánské údolí v Líšni

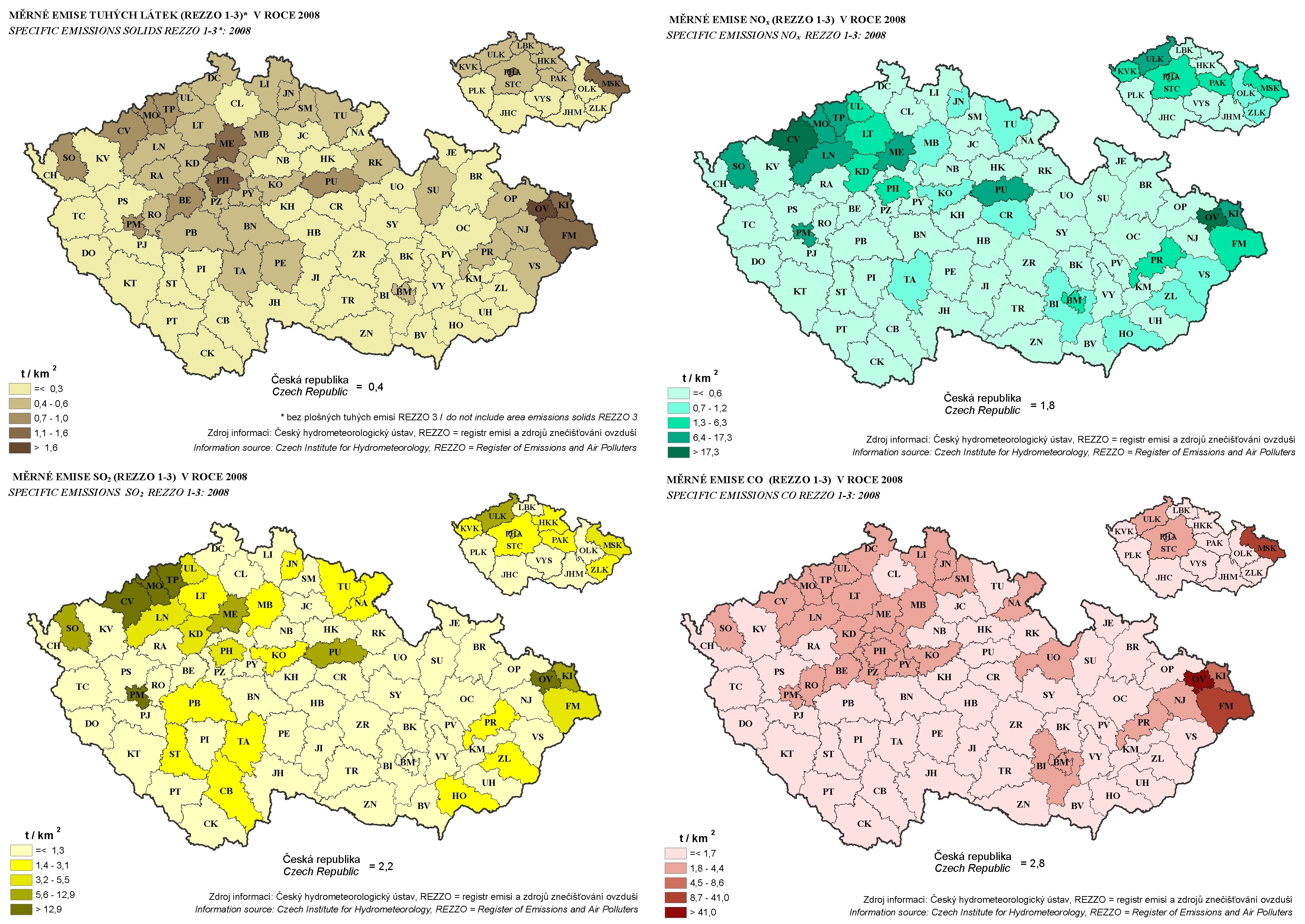
Kvalita ovzduší v ČR (2008), Brno si vede velmi dobře ve srovnání s dalšími velkými městy

Brno leží na jihovýchodě České republiky v oblasti jižní Moravy. Městem protékají řeky Svratka a Svitava, jejichž soutok se nachází na jižním okraji města, v katastrálním území čtvrti Přízřenice. Tok Svratky je na území Brna dlouhý přibližně 29 km, u Svitavy délka činí asi 13 km. K dalším vodním tokům patří říčky nebo potoky Ponávka, Veverka a Říčka. V katastru města se nachází Brněnská přehrada a několik malých rybníků a jiných vodních ploch, například Žebětínský rybník, nádrže v Mariánském údolí či Holásecká jezera. Brno je ze tří stran chráněno zalesněnými kopci Brněnské vrchoviny, na jihozápadě pak začínají nížiny Západních Vněkarpatských sníženin, konkrétně Dyjsko-svrateckého úvalu. Nadmořská výška města se pohybuje mezi 190–497 m n. m., značná část území Brna (6379 ha, 28 %) je pokryta lesy. Kromě kopců Petrov a Špilberk se na katastru města nacházejí také vrchy Bílá hora, Červený kopec, Hády (zčásti), Kamenný vrch, Kraví hora, Medlánecké kopce, Mniší hora, Palackého vrch, Stránská skála, Strom a Žlutý kopec, nejvyšším vrcholem je Kopeček (479,41 m n. m.). Nejvyšší bod na katastru města s nadmořskou výškou 497 m se nachází severně od Útěchova.
Dle Köppenovy klasifikace podnebí patří město do mírného oceánického podnebí Cfb.
Brno má poměrně rozmanité přírodní zázemí a mírné klima, což je dáno jeho polohou mezi Českomoravskou vrchovinou a nížinami jižní Moravy. Průměrná roční teplota dosahuje 9,4 °C, průměrné roční srážky 505 mm, průměrný počet dnů se srážkami je 150, průměrný sluneční svit za rok činí 1 771 hodin a převažující směr větru je severozápadní. V nejchladnějším měsíci lednu je průměrná denní teplota 0 °C, noční −5 °C. V nejteplejším měsíci červenci je průměrná denní teplota 25 °C, noční 11 °C. Za posledních 60 let se průměrná teplota se v Brně zvýšila z 8,1 °C na 10,5 °C a dochází k významnému nárůstu tropických dní s teplotou nad 30 °C.
Od východu na západ je město dlouhé 21,5 km a celkově zabírá plochu 230 km². Na katastru Brna se nachází několik desítek chráněných území, například část chráněné krajinné oblasti Moravský kras, národní přírodní památka Stránská skála, národní přírodní rezervace Hádecká planinka, přírodní památka Bílá hora nebo přírodní rezervace Bosonožský hájek.
Brno je odvěkou křižovatkou obchodních cest, která spojovala severní a jižní evropské civilizace po staletí, a po staletí bylo hlavním městem autonomní moravské země. Město je jako součást podunajského regionu historicky spjato s Vídní, vzdálenou 110 km.
| Brno – podnebí                                           | Brno – podnebí | Brno – podnebí | Brno – podnebí | Brno – podnebí | Brno – podnebí | Brno – podnebí | Brno – podnebí | Brno – podnebí | Brno – podnebí | Brno – podnebí | Brno – podnebí | Brno – podnebí | Brno – podnebí |
| Období                                                   | leden          | únor           | březen         | duben          | květen         | červen         | červenec       | srpen          | září           | říjen          | listopad       | prosinec       | rok            |
| -------------------------------------------------------- | -------------- | -------------- | -------------- | -------------- | -------------- | -------------- | -------------- | -------------- | -------------- | -------------- | -------------- | -------------- | -------------- |
| Průměrné denní maximum [°C]                              | 0,2            | 3,1            | 8,5            | 14,4           | 19,5           | 22,6           | 24,5           | 24,2           | 20,2           | 14,1           | 6,6            | 1,9            | 13,3           |
| Průměrné denní minimum [°C]                              | −5,2           | −3,3           | −0,2           | 3,9            | 8,3            | 11,4           | 12,7           | 12,6           | 9,5            | 5,0            | 0,9            | −3,0           | 4,4            |
| Průměrné srážky [mm]                                     | 24,6           | 23,8           | 24,4           | 31,5           | 61,0           | 72,2           | 63,7           | 56,3           | 37,6           | 30,7           | 37,4           | 27,1           | 490,3          |
| Zdroj: Světová meteorologická organizace (UN) Leden 2011 |                |                |                |                |                |                |                |                |                |                |                |                |                |

### Stav ovzduší
V roce 2013 přesahoval v Brně počet dní, po které smí být legálně překročen denní limit pro polétavý prach. Město mělo dlouhodobé problémy s překračováním limitů pro znečištění oxidem dusičitým nebo rakovinotvorným benzo-a-pyrenem. Od roku 2010 se situace výrazně zlepšuje, čísla koncentrací, která byla naměřena v roce 2016, jsou nižší o desítky procent než před šesti lety.

## Kultura

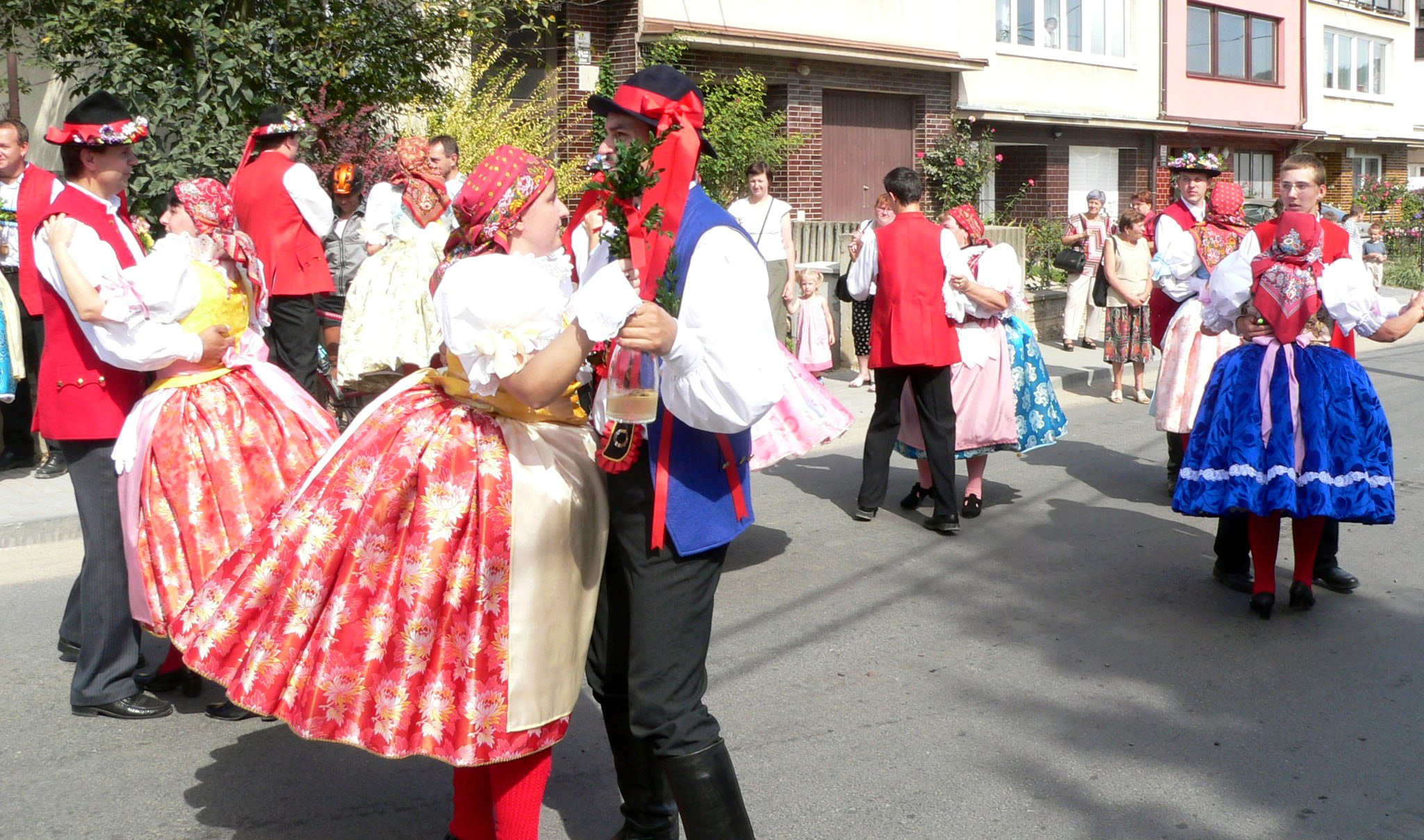
Tradiční moravské kroje na hodech v Líšni

Brněnský magistrát vynakládá na oblast kultury ročně kolem tří čtvrtin miliardy korun. Ve městě působí řada muzeí, divadel a dalších kulturních institucí, pořádá se zde řada festivalů a nejrůznějších kulturních akcí. Krom toho je v Brně je také zřízena Hvězdárna a planetárium Brno, tři botanické zahrady, nebo například Zoo Brno, jež je svojí rozlohou 65 ha čtvrtá největší v Česku.
Brno od 90. let zažívá kulturní „znovuzrození“, fasády jsou opravovány, jsou zakládány a rozšiřovány různé výstavy, přehlídky apod., do města se postupně vrací rytmus „menšího evropského velkoměsta“, Brnu se ovšem stále ještě někdy může dostávat ne zcela lichotivé pověsti „nudného maloměsta“. Roku 1996 navštívila Brno britská královna Alžběta II., v roce 2007 se zde konal summit 15 prezidentů zemí Evropy. Roku 2009 Brno navštívil papež Benedikt XVI. a v roce 2010 syn Alžběty II., princ Charles.
Brno i přes svůj městský charakter zachovává tradiční moravskou lidovou kulturu včetně lidových slavností, na kterých nechybí moravské kroje, moravská vína (město je vinařskou obcí v rámci Velkopavlovické vinařské podoblasti s několika viničními tratěmi, včetně obnovené vinice na svahu Špilberku), moravská dechová hudba, lidové tance a soutěže. Na rozdíl od menších obcí v Brně mají své hody lokálně jednotlivé městské části, ovšem ne všechny. Mezi městské části, kde se pravidelně pořádají tradiční hody, patří například Řečkovice a Mokrá Hora, Židenice, Líšeň nebo Ivanovice.
V Brně se nachází řada tzv. „kamenů zmizelých“ – Stolpersteine, které zde byly do chodníků vsazeny 9. června 2010 a 16. června 2011 německým umělcem Gunterem Demnigem.

### Kulturní památky

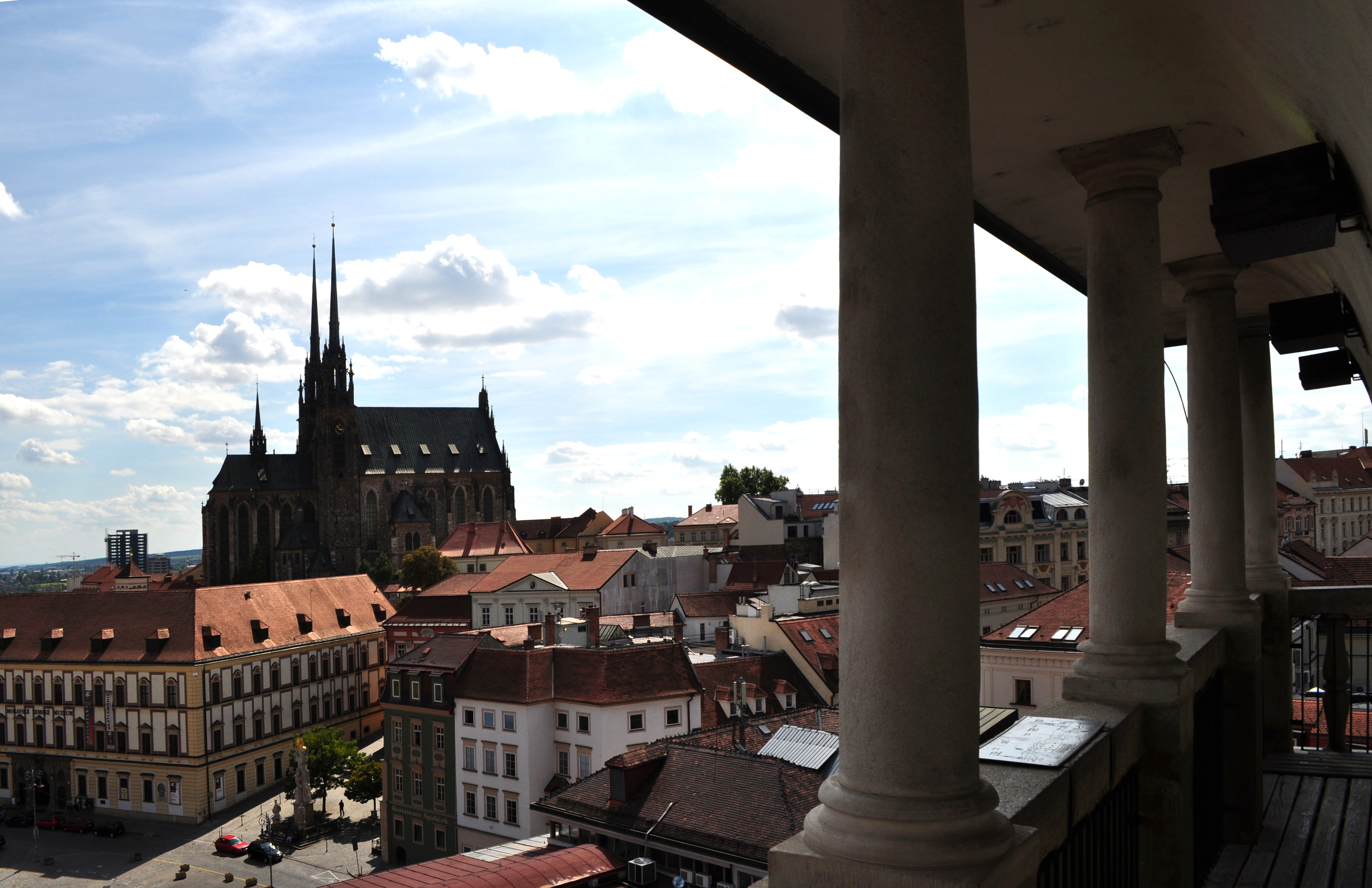
Katedrála sv. Petra a Pavla a Dietrichsteinský palác pohledem z věže Staré radnice

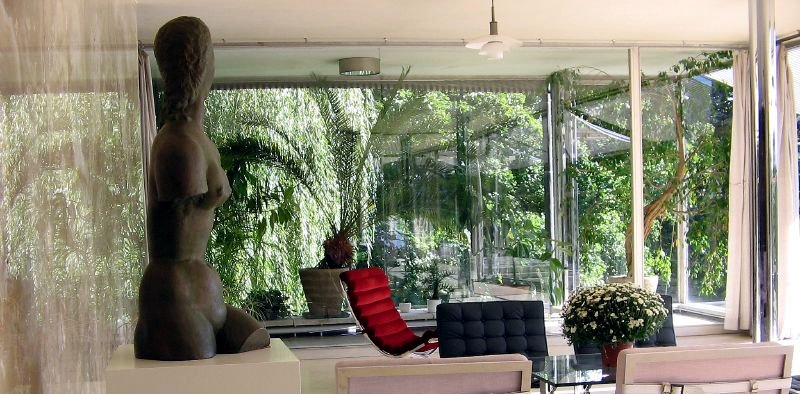
Vila Tugendhat, stěžejní dílo světového funkcionalismu od architekta Ludwiga Miese van der Rohe z konce 20. let 20. století a památka světového dědictví UNESCO

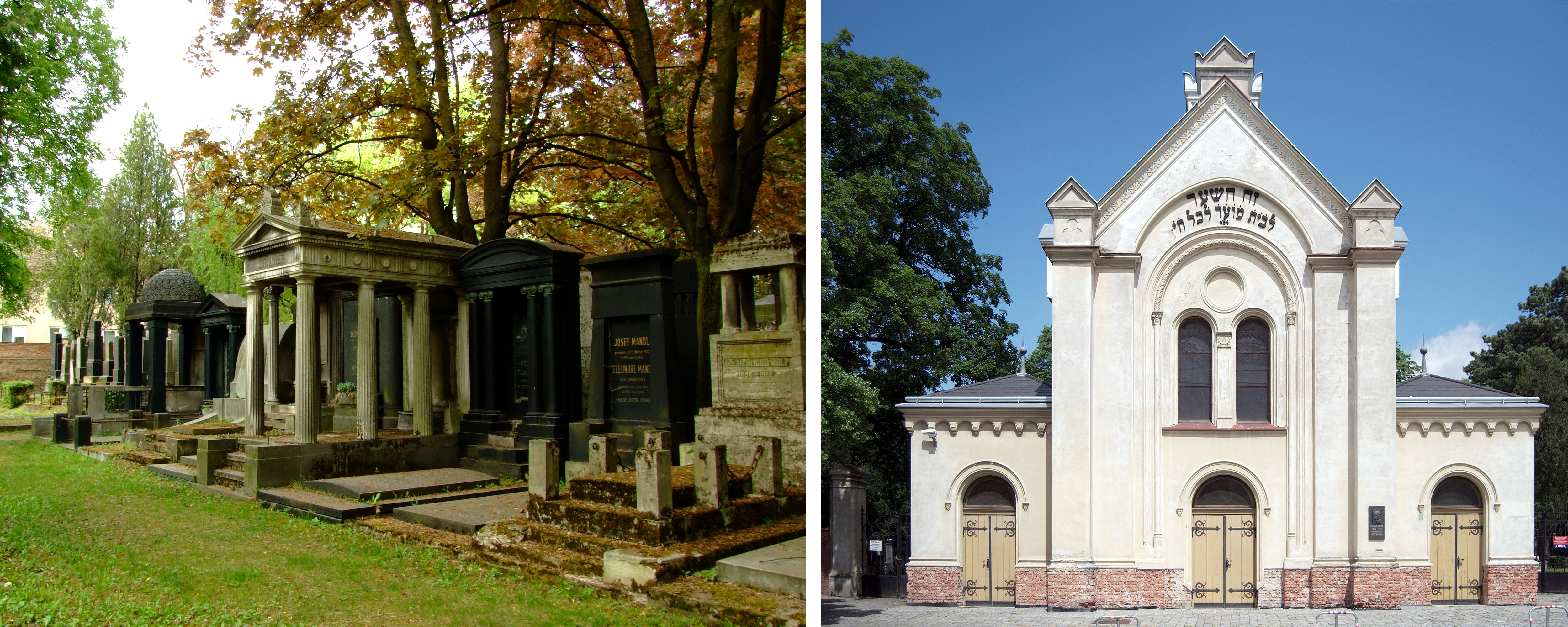
Židovský hřbitov v Brně (svojí rozlohou největší židovský hřbitov na Moravě)

V Brně je možné, pravděpodobně díky jeho bohaté historii hlavního města Moravy, nalézt stovky kulturních památek, včetně čtrnácti národních kulturních památek a jedné památky zařazené na seznam Světového dědictví UNESCO. Většina hlavních památek se nachází v jeho historickém jádru, brněnská městská památková rezervace je počtem objektů druhá největší v České republice, ovšem až s velkým odstupem za Prahou (Brno: 484 objektů; Praha: 1 330 objektů). Obklopena je městskou památkovou zónou, která obsahuje především velkoměstskou zástavbu z přelomu 19. a 20. století a vilové čtvrti z 19. a první poloviny 20. století. Jádro městské čtvrti Královo Pole je rovněž chráněno jako městská památková zóna, jádrová část čtvrti Brněnské Ivanovice byla vyhlášena vesnickou památkovou zónou a areál hradiště Staré Zámky je archeologickou památkovou rezervací.
Brno může být také označováno jako kolébka některých nových trendů v oblasti moderní architektury a její konkrétní podoby, funkcionalismu. Tento profil města, známý a oceňovaný ve světě, výrazně pomohl vtisknout zejména Bohuslav Fuchs, jeden z velmi respektovaných architektů 20. století. Podílela se na něm ale i řada dalších tvůrců jako Arnošt Wiesner, Emil Králík, Jindřich Kumpošt, Otto Eisler. Je zde možné vidět velmi pestrou řadu památek tohoto stylu. Následující seznam uvádí pouze některé z nejvýznamnějších památek. Hvězdičkou označené objekty jsou národními kulturními památkami.
| - Hrady - Hrad a pevnost Špilberk - Hrad Veveří - Brněnské podzemí - Kostnice u sv. Jakuba - Kapucínská hrobka - Labyrint pod Zelným trhem - Další sídla a paláce - Moravská zemská sněmovna - Biskupský dvůr - Nová radnice - Palác šlechtičen - Stará radnice - Dům pánů z Lipé - Funkcionalistické stavby - Brněnské výstaviště - Vila Tugendhat (památka UNESCO) - Hotel Avion - Brněnské krematorium - Palác Morava | - Kašny, sochy a pomníky - Kašna Parnas - Morový sloup na náměstí Svobody - Parky - Lužánky - Denisovy sady - Park Špilberk - Kostely a kláštery - Katedrála svatého Petra a Pavla - Starobrněnský klášter a bazilika Nanebevzetí Panny Marie - Kostel svatého Jakuba Většího - Kostel svatého Tomáše - Jiné - Divadlo Reduta - Kounicovy koleje - Čestné pohřebiště na Ústředním hřbitově - Židovský hřbitov v Brně - Movité - Madona z Veveří - Moravské zemské desky - Soubor archeologických nálezů z lokality Mikulčice |

### Místní a mezinárodní festivaly

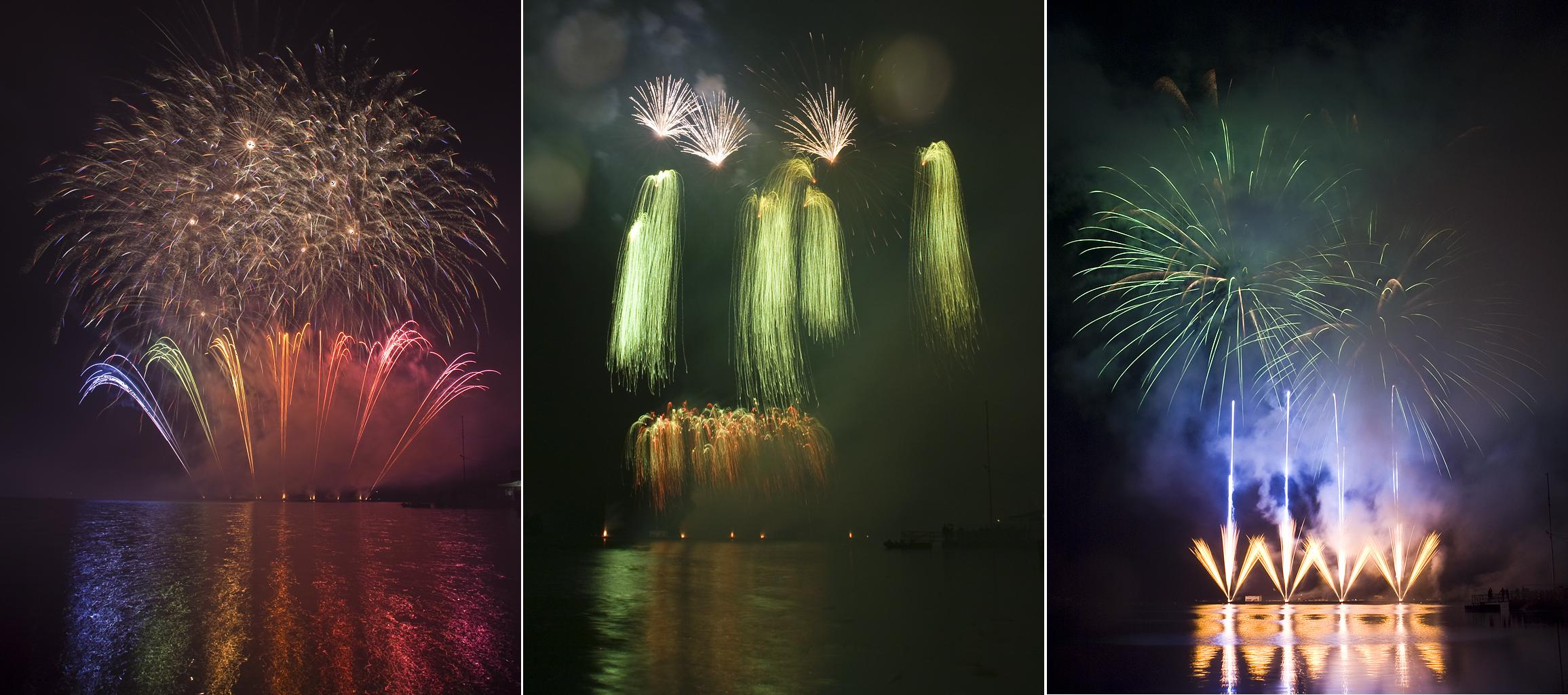
Mezinárodní soutěžní přehlídka ohňostrojů Ignis Brunensis na Brněnské přehradě (2010)

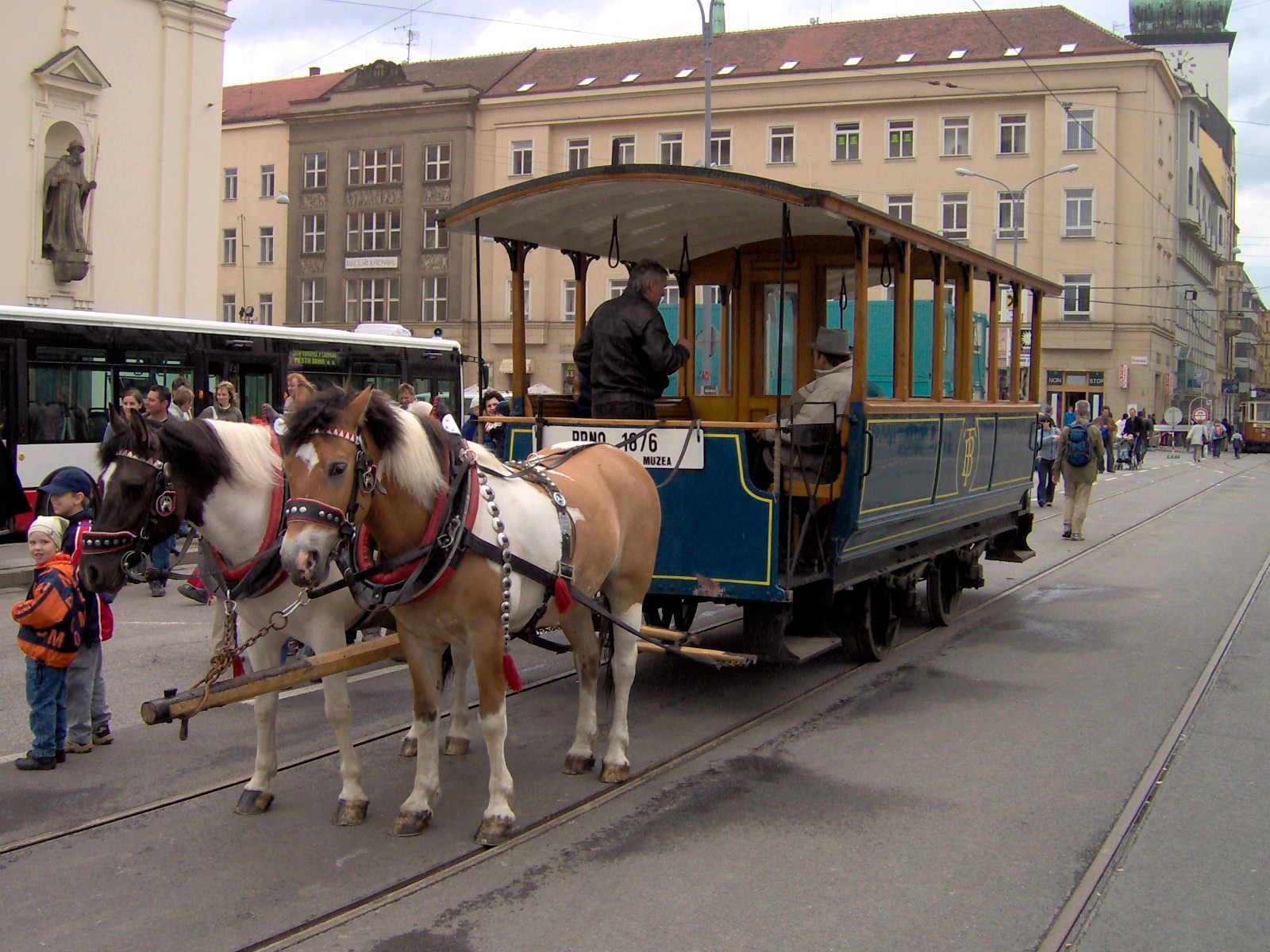
Historická koněspřežná tramvaj na festivalu zábavy Brno – město uprostřed Evropy

V Brně je každoročně na přelomu května a června pořádán festival zábavy Brno – město uprostřed Evropy, jehož součástí je i přehlídka a možnost jízdy starými dopravními prostředky Dopravní nostalgie, Zábava pod hradbami hradu Špilberk s koncertem brněnské filharmonie, lidová hradní slavnost na témže hradu. Součástí tohoto festivalu je i mezinárodní soutěžní přehlídka ohňostrojů Ignis Brunensis, latinsky „Plamen Brněnský“, největší soutěžní show ohňostrojů ve střední Evropě.
Od června do září probíhá v centru města Brněnské kulturní léto, jehož součástí je i divadelní festival Brněnské shakespearovské hry; ukončují je folklorní Brněnské lidové slavnosti. V srpnu se každý rok konají Dny Brna – oslavy úspěšné obrany města před Švédy roku 1645, jejichž součástí jsou i rekonstrukce dobových bitevních scén. Od roku 2001 se každoročně koná svátek balónového létání Baloon Jam. V Brně se také pořádá mezinárodní festival Divadelní svět, zahájen Nocí kejklířů a vrcholící Slavností masek, Divadelní svět je největší podobnou akcí ve střední Evropě.
V Brně se konají dva výroční festivaly symfonické hudby – Mezinárodní hudební festival Brno, známý pod tímto jménem již od roku 1965, a Mezinárodní hudební festival Špilberk pod širým nebem. V roce 2004 se konal u příležitosti 100. výročí světové premiéry opery Leoše Janáčka Její pastorkyňa v Národním divadle v Brně první ročník mezinárodního hudebního festivalu Janáček Brno. Multižánrový hudební festival Semtex Culture se věnuje populární hudbě mládeže a Alternativa Brno experimentální hudbě. Do roku 1989 se v Mariánském údolí konaly Mírové slavnosti. Častým místem konání hudebních i jiných produkcí jsou hala Rondo či náměstí Svobody v brněnském centru.
V Brně se také konal mezinárodní filmový festival Cinema Mundi, přehlídka filmů z celého světa, které se ucházejí či ucházely o Oscara. Od roku 2000 zde probíhá filmový festival s gay a lesbickou tematikou Mezipatra (původně Duha nad Brnem).

### Muzea

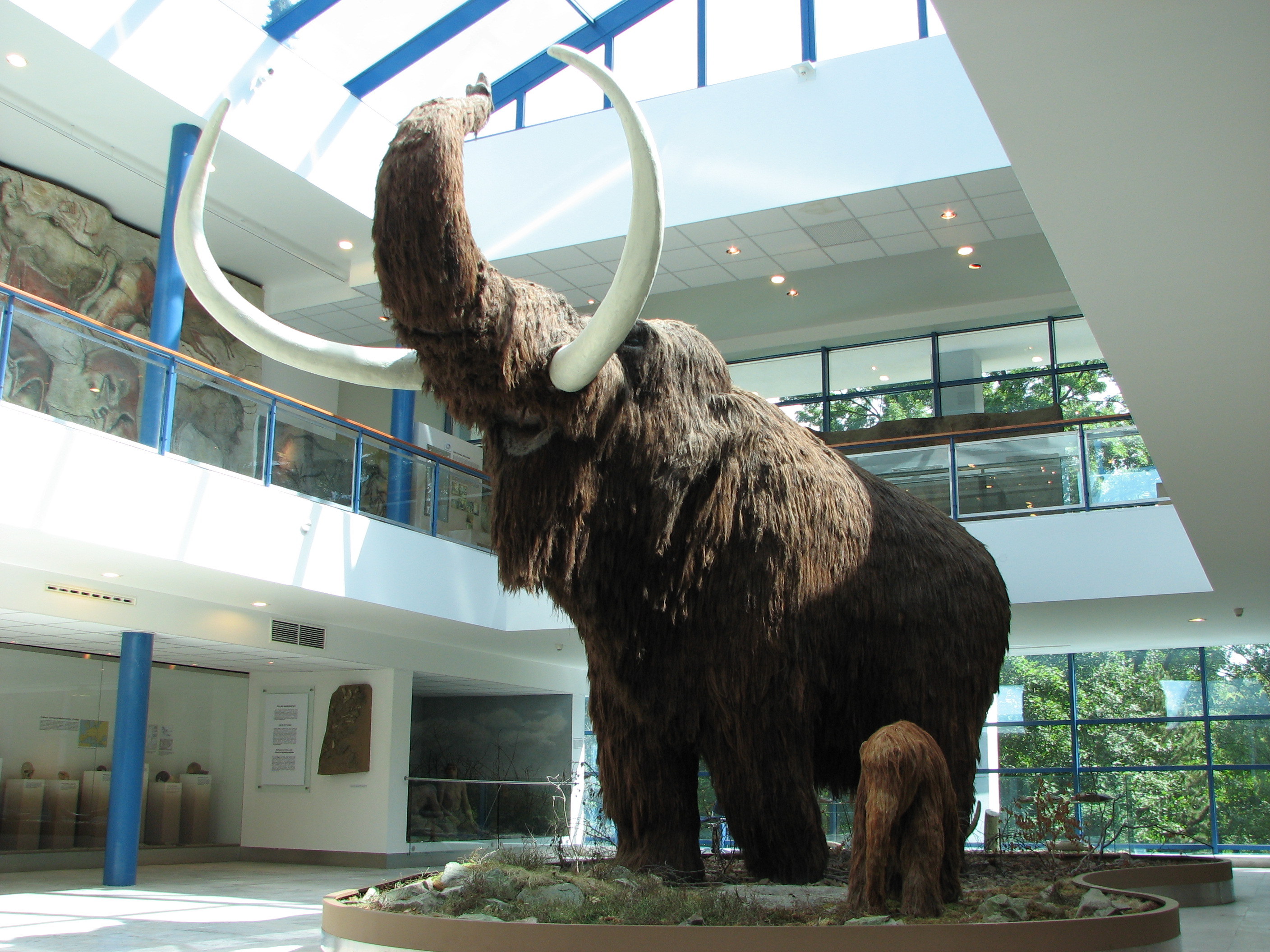
Model mamuta v životní velikosti v pavilonu Anthropos, součásti Moravského zemského muzea

Nejvýznamnějším muzeem v Brně je Moravské zemské muzeum, které je druhou nejstarší a nejrozsáhlejší muzejní institucí v republice a první na Moravě. Bylo založeno Hospodářskou společností pro povznesení orby, přírodovědy a vlastivědy v roce 1817, kdy byl Biskupský dvůr na Zelném trhu převeden církví na tuto společnost. První instalace byly provedeny až v roce 1828. Po roce 1880 bylo přistavěno tzv. d'Elvertovo křídlo, které uzavřelo dvůr z jižní strany, v roce 1908 byl zakoupen i sousední Dietrichsteinský palác, muzeum bylo rekonstruováno a během první světové války uzavřeno. Po znovuotevření v roce 1923 muzeum fungovalo až do roku 1944, kdy bylo opět uzavřeno. Po roce 1948 bylo muzeum postátněno a byla provedena rekonstrukce, při níž byly objeveny části středověkých budov. V roce 1968 proběhly velkolepé oslavy 150 let muzea. Později byly přikoupeny a pro muzejní účely rekonstruovány další budovy, např. Palác šlechtičen, či nově postavený pavilon Anthropos. Celý rok 2018 byl ve znamení oslav 200. výročí založení muzea.
Ve městě dále sídlí Muzeum města Brna na hradě Špilberk, Technické muzeum v Brně založené v roce 1961, Muzeum romské kultury, Muzeum českého a slovenského exilu 20. století, Diecézní muzeum v Brně a Mendelovo muzeum (jedná se o první celouniverzitní muzeum v Česku, které propaguje velikána světové vědy Gregora Mendela; původně bylo součástí Moravského zemského muzea pod názvem Mendelianum).

### Umělecké galerie

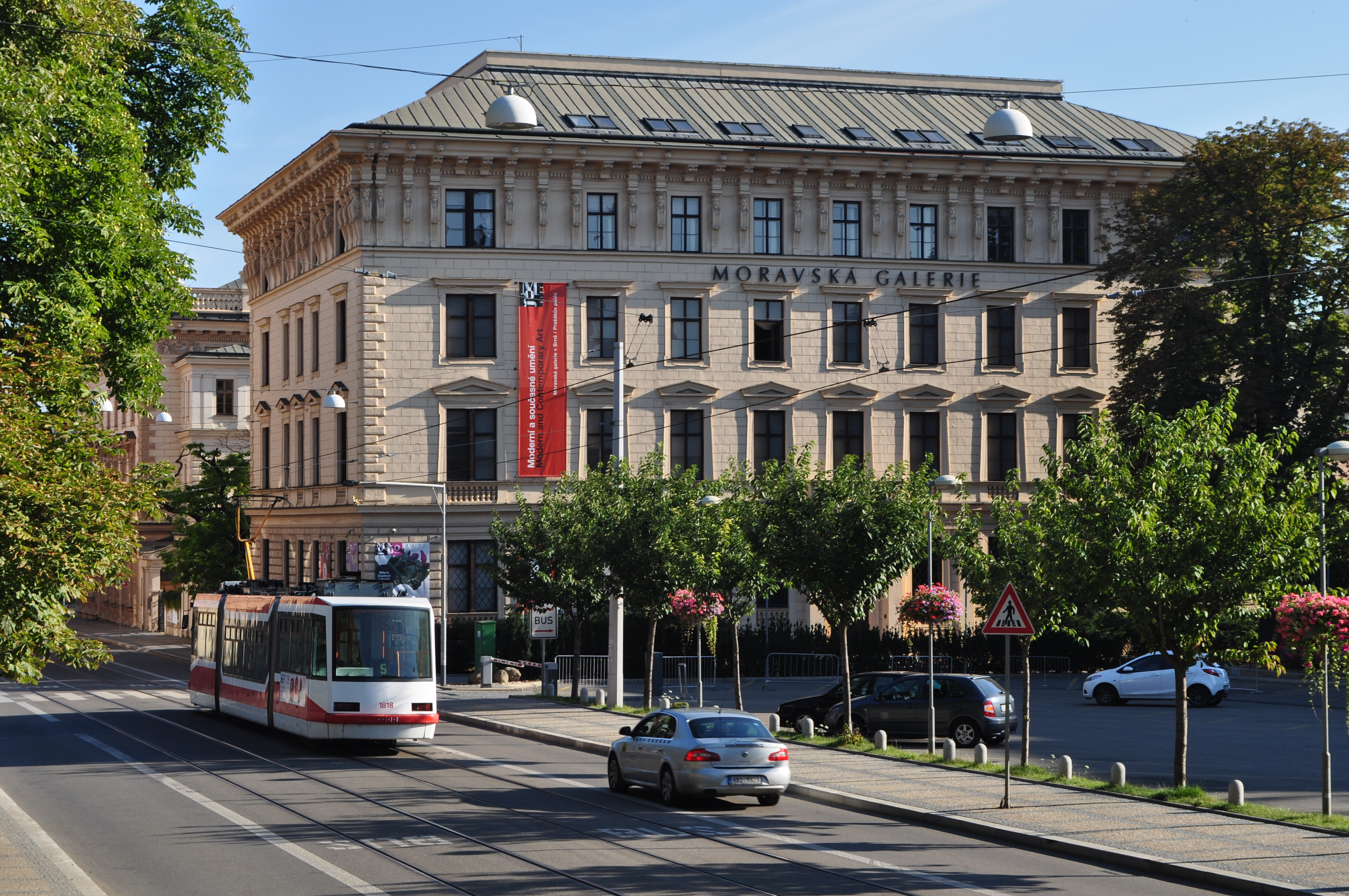
Pražákův palác, sídlo ředitelství Moravské galerie

Největší uměleckou galerií v Brně je Moravská galerie, jež je zároveň druhým největším muzeem umění v Česku. Galerie se zabývá uměním v celé jeho šíři a jejíž tradice sahá až do roku 1818, kdy bylo založeno Františkovo muzeum; v roce 1829 vznikl umělecký spolek, jenž nakupoval první umělecká díla pro tuto galerii. Této galerii patří Pražákův palác, Jurkovičova vila v Žabovřeskách a sbírky v Uměleckoprůmyslovém muzeu či Místodržitelském paláci. Spolu s vídeňským Muzeem užitého umění vlastní a spravuje rodný dům Josefa Hoffmanna v Brtnici u Jihlavy a od roku 1963 pořádá Mezinárodní bienále grafického designu. V prostorách MG se nachází sbírky obrazů (mimo jiné i obrazy Rubense), sbírky rukopisů a dávných děl, sbírky moderního a současného umění (např. Jan Zrzavý), sbírky užitého umění (např. Dušan Jurkovič), sbírky grafického designu (např. Aleš Najbrt, Alfons Mucha), sbírku fotografií (např. Josef Sudek), sbírku uměleckých děl pro nevidomé a slabozraké a sbírku bibliofilií a uměleckých knižních vazeb. Moravská galerie je spojena se jmény jako František Franc, Dagmar Halasová, Vlasta Kratinová, Albert Kutal a August Prokop.
Dalšími galeriemi v Brně jsou Dům umění města Brna, jehož součástí je i Galerie G99. V DUMB jsou pořádány výstavy tzv. mladého umění, tato instituce spolupořádá Cenu Jindřicha Chalupeckého pro umělce mladší než 35 let. Budova DUMB se nachází na Malinovského náměstí a byla po druhé světové válce přestavěna do současné podoby Bohuslavem Fuchsem. Již od svého dostavění roku 1910 sloužila pro umění, nejprve jako německý Künstlerhaus (dům umění) a později jako výstavní sál mladých.
K dalším centrům výtvarného umění patří galerie Brněnského kulturního centra (Galerie mladých, Galerie kabinet, Galerie U dobrého pastýře), Wannieck Gallery v areálu zrekonstruované Vaňkovky pod patronátem Richarda Adama a letohrádek Mitrovských, místo konání výstav, doprovodných akcí k veletrhům a společenských akcí.

### Knihovny a archivy

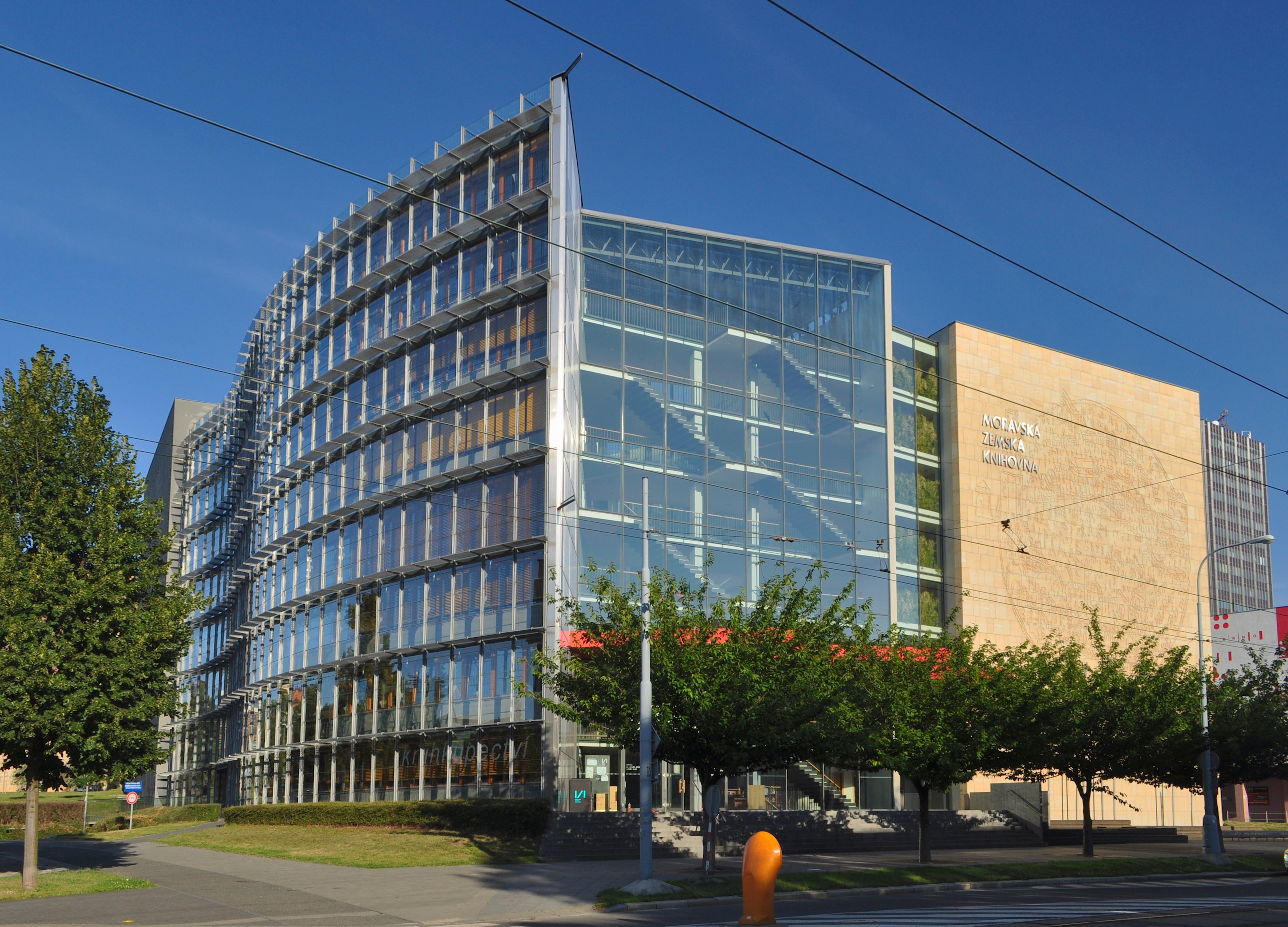
Moravská zemská knihovna, která je přední knihovnou na Moravě, sídlí v budově z roku 2001

V Brně sídlí Moravská zemská knihovna v Brně, přední odborná veřejná knihovna na Moravě s právem povinného výtisku a zároveň krajská knihovna Jihomoravského kraje. S knihovním fondem čítajícím přes 4 miliony položek je druhou největší knihovnou v Česku. Městská veřejná Knihovna Jiřího Mahena v Brně, která je druhou největší obecní knihovnou ve státě, má přes 30 poboček po celém Brně. Ve městě se dále nachází množství specializovaných knihoven různých veřejných institucí a odborných organizací, jako jsou muzea, výzkumné ústavy, soudy, nemocnice, vysoké školy a další.
Moravský zemský archiv v Brně je státní oblastním archivem pro Jihomoravský kraj, Kraj Vysočinu a Zlínský kraj a zároveň uchovává archiválie státních a samosprávných orgánů a organizací zaniklých zemí Moravské a Moravskoslezské. V Archivu města Brna, který je archivem územního samosprávného celku, jsou uloženy archiválie týkající se samosprávy města Brna a připojených obcí a dalších organizací působících na území města. V Brně dále sídlí specializované archivy vysokých škol a Moravské galerie.

### Divadla

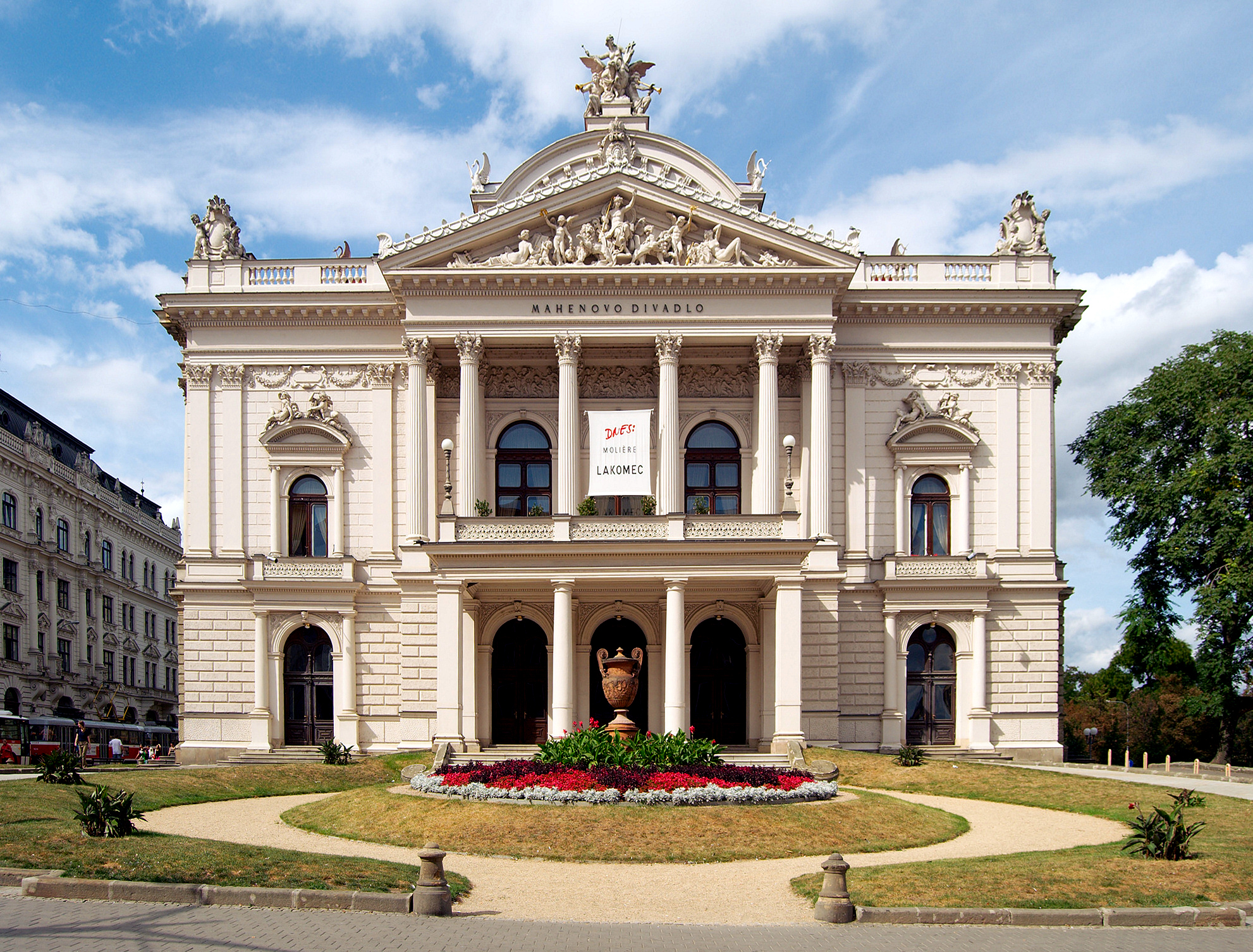
Mahenovo divadlo, jedna z budov Národního divadla Brno z roku 1882

V Brně můžeme nalézt nejstarší divadelní budovu ve střední Evropě, kterou je divadlo Reduta na náměstí zvaném Zelný trh. Divadelní tradice v Brně má mít kořeny až do 17. století, kdy se v tehdejší městské taverně, dnešní Redutě, odehrávaly občasné divadelní produkce pravděpodobně již v 60. letech 17. století, ovšem vlastní divadlo lóžového typu bylo v tomto komplexu vystavěno až roku 1733. První doložené profesionální a česky hrané představení se odehrálo roku 1767 opět v Redutě, šlo o představení Zamilovaný ponocný provedené bádenskou divadelní společností, tentýž rok zde koncertoval Wolfgang Amadeus Mozart se svojí sestrou Marií Annou. Mozartova rodina totiž tou dobou v Brně trávila Vánoce, tuto vzácnou návštěvu dodnes připomíná soška malého Mozarta před Redutou a jeho jméno nese i Mozartův sál v Redutě.

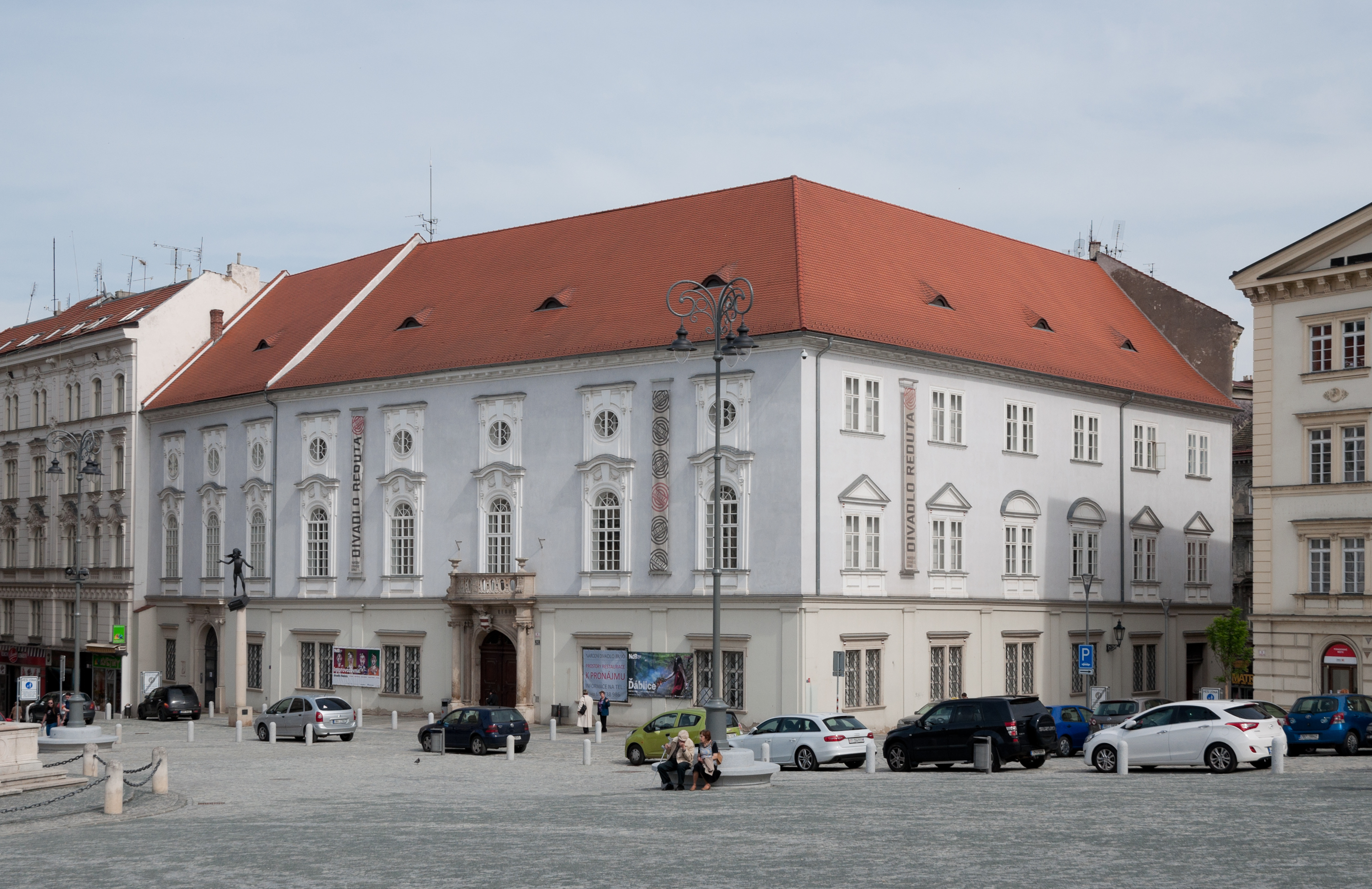
Reduta, nejstarší divadelní budova ve střední Evropě

Národní divadlo Brno je jedním z předních představitelů operní, činoherní a baletní scény města Brna, pod názvem Národní divadlo v Brně zahájilo svoji činnost roku 1884. Dnes do správy této instituce patří Mahenovo divadlo postavené roku 1882, Janáčkovo divadlo postavené roku 1965 a divadlo Reduta, která je onou nejstarší divadelní budovou střední Evropy. S Národním divadlem v Brně je spjata také osobnost světově uznávaného skladatele Leoše Janáčka. Zajímavostí je, že Mahenovo divadlo se stalo prvním plně elektricky osvětleným divadlem na evropském kontinentu, kvůli tomu musela být v blízkosti divadla dokonce postavena malá parní elektrárna a sám Thomas Alva Edison přijel roku 1911 do Brna zhlédnout svůj výtvor.
Jedním z nejvýznamnějších představitelů brněnského divadla je také Městské divadlo Brno, jehož historie sahá do roku 1945, a které zahrnuje scénu hudební a činoherní,oboje velmi úspěšné, vstupenky bývají brzy vyprodány a divadelní uskupení navíc v každém roce odehraje na 150 představení v zahraničí. Dále v Brně působí řada divadel jako jsou autorské scény Divadlo Bolka Polívky, loutkové divadlo Radost, Divadlo Vaňkovka pro děti, dále Divadlo Polárka, G Studio, Divadlo v 7 a půl (Kabinet múz), Divadlo na Orlí (hudebně-dramatická laboratoř JAMU) a další. Divadlo Husa na provázku, HaDivadlo a Divadlo U stolu spolupracují v rámci Centra experimentálního divadla. Repertoár brněnských divadel tedy může být právem považován za relativně pestrý a výjimkou nejsou ani vystoupení zahraničních uměleckých souborů, jako například Shen Yun Performing Arts roku 2011.
Brněnská divadla prošla dlouhým vývojem, původní scény se proto mohou od těch dnešních podstatně lišit, například Mahenovo divadlo se dříve nazývalo Městské divadlo a hrálo německy, součástí Národního divadla v Brně se stalo až za první republiky v roce 1918, podobně tomu bylo s divadlem Reduta. Mezi lety 1971 a 1978 se některé činoherní inscenace dokonce odehrávány na brněnském výstavišti kvůli rekonstrukci Mahenova divadla.

### Kina

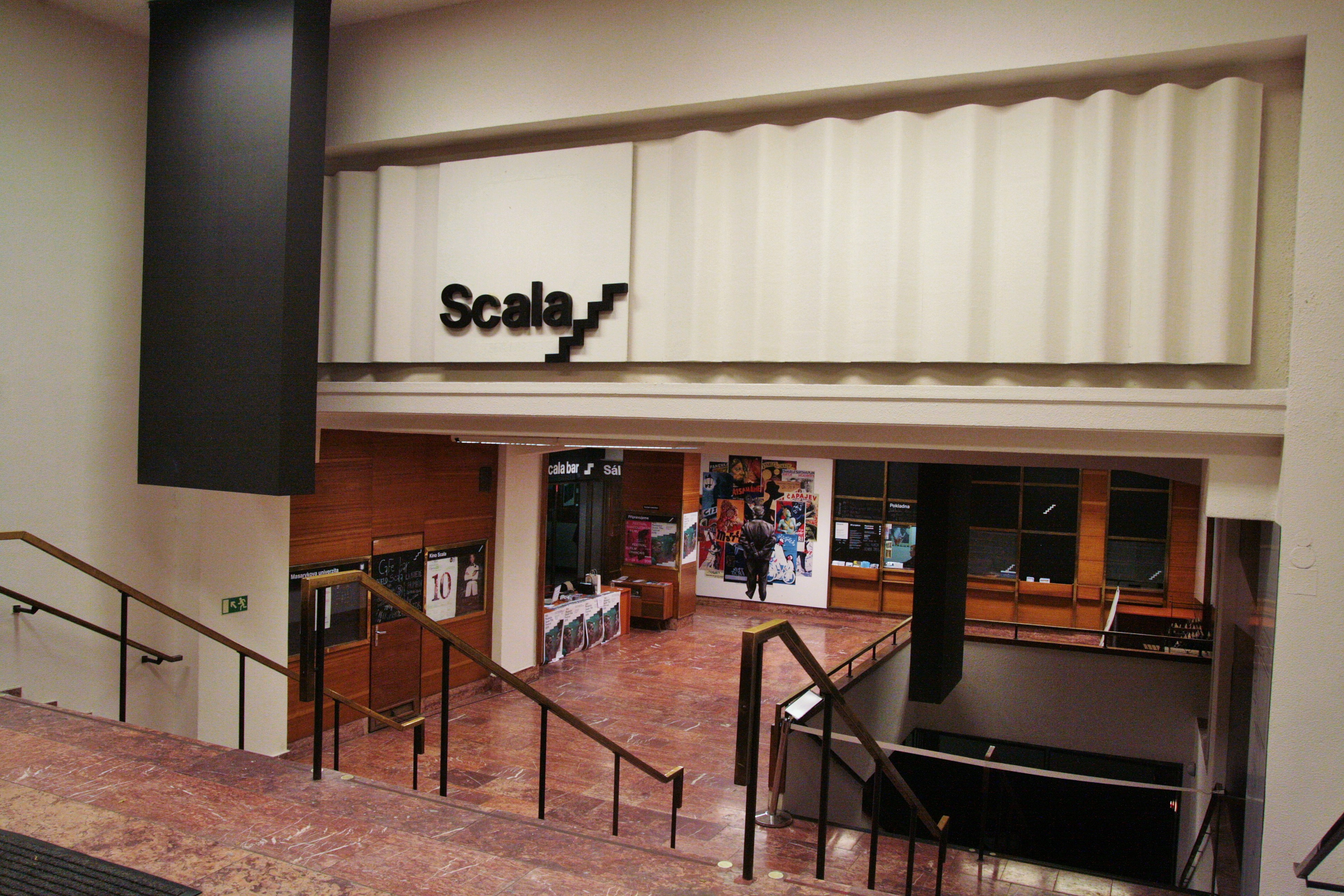
Foyer kina Scala

Do 90. let 20. století v Brně fungovalo několik desítek kin. Během 90. let zanikla kina Jadran, Jalta, Kinokavárna Boby, Kinokavárna Rio, Premiéra Club, Slavia a Světozor. Po otevření multikina v nákupním centru Olympia v nedalekých Modřicích v roce 1999 vznikla zbývajícím kinům technicky lépe vybavená konkurence, tato konkurence ještě narostla roku 2001 vznikem dalšího multikina Velký Špalíček v centru města. Tato situace vedla k uzavření kin Alfa, Beseda, Kapitol, Morava, Svratka a Svět.
Z původních menších kin tak zůstala pouze kina Art (ulice Cihlářská) a Lucerna (ulice Minská). První z nich je ve správě městské organizace TIC Brno, Lucerna, druhé nejstarší stále hrající kino v České republice, je v soukromém vlastnictví. Provoz kina Scala (Moravské náměstí), které patří městu, byl jako prodělečný zastaven v prosinci 2011. Od října 2013 kino provozuje Masarykova univerzita, která kromě promítání sál využívá i pro konference a výuku.

### Hudební kluby

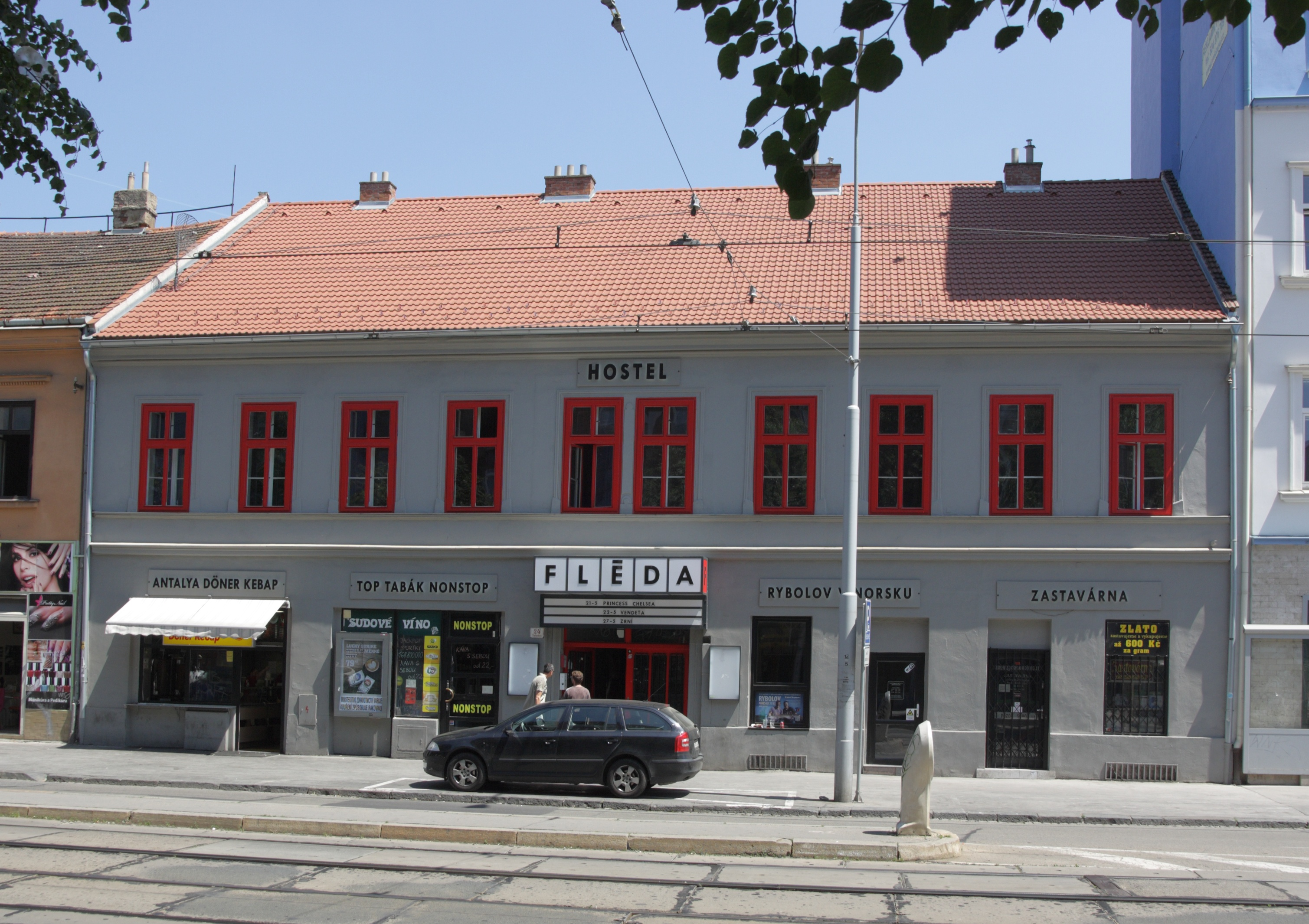
Fléda v roce 2015

V Brně lze najít několik známých klubů. Dvoupatrové Mersey je jedním z nejstarších klubů v České republice vůbec. Kultovním místem je pak největší brněnský hudební klub Fléda, známý velkými koncerty i pátečními tanečními akcemi, dává šanci i začínajícím českým kapelám. V samotném srdci města stojí legendární Skleněná louka, která v prostoru Sklenick nabízí útočiště tanečnímu undergroundu. Znovuotevřený (roku 2012) Kabinet múz se stal útočištěm brněnských hipsterů, kapel, divadel a DJů. U kolejí VUT pak stojí Yacht, který proslul svými HC/Punkovými koncerty organizovanými Loser Crew a dalšími DIY promotéry. Později jej však nahradily spíše kluby Boro (zaniklý v létě 2014), Vegalité a klub Praha. V dubnu 2014 bylo na ulici Veveří otevřeno Sono Centrum.

### Gastronomie a noční život

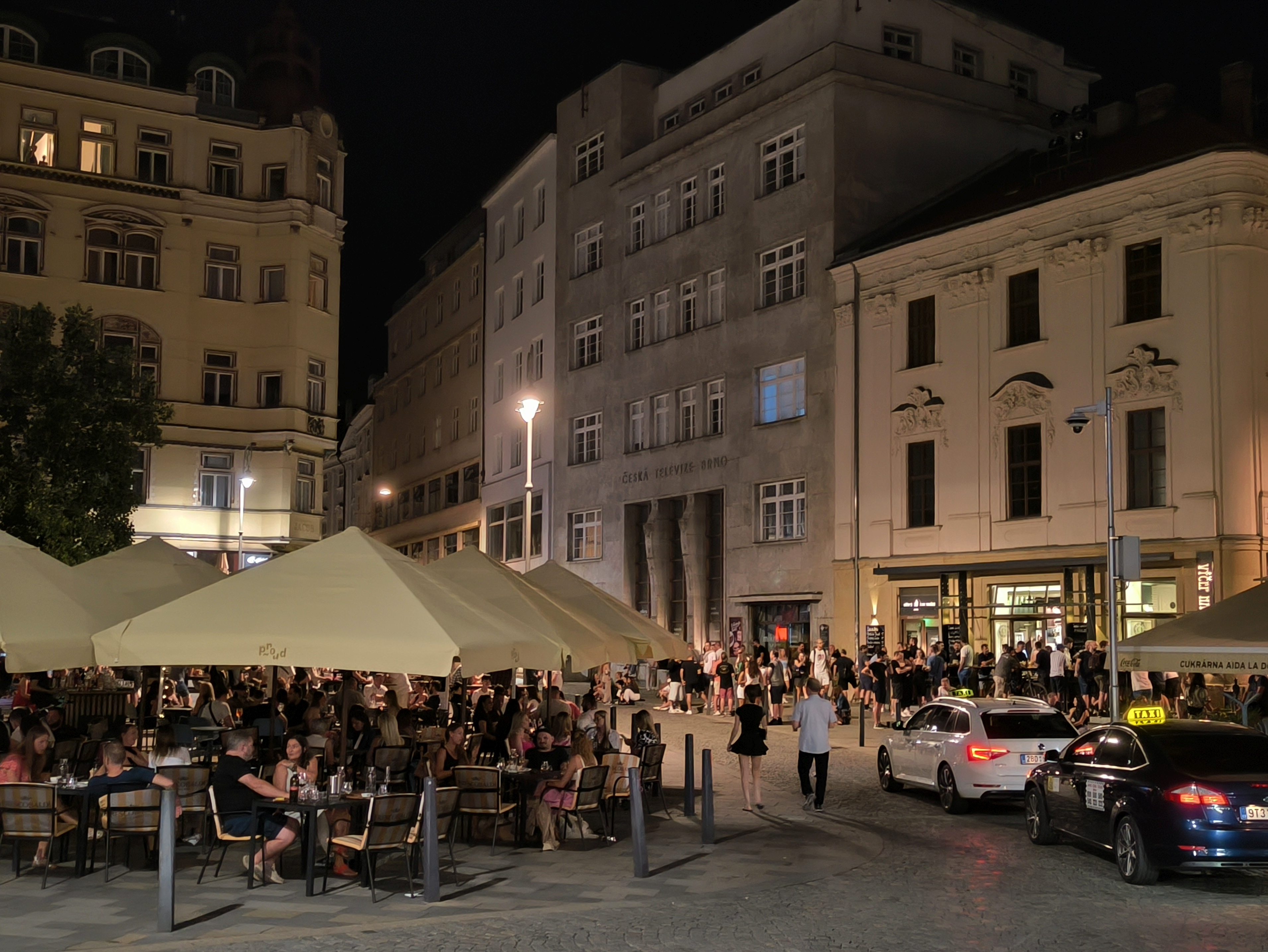
Letní večer na Jakubském náměstí

V Brně se nachází stovky různých restaurací nabízející domácí i cizí druhy pohoštění, vináren s moravským vínem, kaváren, různých klubů a dalších. V obdobích turistické a především festivalové sezóny centrum města často pulzuje životem a stává se dějištěm kulturních akcí, jako jsou divadelní a jiná umělecká vystoupení v ulicích, přehlídky historických vozů, lidové slavnosti a řada dalších. V době mimo takovéto kulturní akce život v ulicích centra města utichá, a to zejména v nocích před pracovními dny. Nejvýznamnější skupinu vyznavačů nočního života v centru města tvoří studenti, kterých je v Brně na sto tisíc. V noci je nejrušnějším místem historického jádra města terminál hromadné dopravy před hlavním vlakovým nádražím, odkud vyjíždějí takzvané „rozjezdy“ noční autobusové dopravy a působí zde několik non-stop restaurací a stánků rychlého občerstvení, díky čemuž se v tomto místě pohybují lidé v podstatě nepřetržitě.
K významným brněnským gastronomickým zařízením patří dvě restaurace, které, jako dosud jediné mimopražské, zvítězily v každoročním celostátním výběru Maurerův výběr Grand-restaurant. V roce 2005 to byla restaurace U Kastelána (v Kotlářské ulici) a roku 2013 restaurace Koishi fish & sushi (v Údolní ulici). V soutěži Gourmet 2016, pořádané brněnským Turistickým informačním centrem, uspěly restaurace Simplé, kavárna Coffee Fusion, pivnice Lokál u Caipla, vinárna Retro Consistorium, cukrárna Raw with Love a bar Super Panda Circus. Mezi dalšími oceněnými dále byly v kategorii restaurací Koishi, Restaurant Pavillon, Borgo Agnese, Palazzo Restaurant, Forhaus, Castellana trattoria, La Bouchée a Retro Consistorium, v kategorii kaváren SKØG, Kafec, Punkt., Cafe Mitte, Café Placzek, Kavárna Era a Spolek, v kategorii pivnic Výčep Na stojáka, Zelená Kočka Pivárium, Ochutnávková pivnice a Pivovarská Starobrno (zmíněny byly i podniky Lucky Bastard Beerhouse, Hostinec u Bláhovky a Pegas), v kategorii vináren Garage Wine, Petit Cru wine bar & shop, Kohout na víně, Don Pintxos, U Tří knížat, Jedna báseň a Baroko, v kategorii cukráren cukrářství Bukovský, Cukrářství Martinák a cukrárna Kolbaba a v kategorii barů Runway, Bar, který neexistuje, Rotor bar, Cubana, Spirit bar a Two Faces coctail bar. K dalším známým podnikům s dlouhou tradicí patří i Stopkova plzeňská pivnice z konce 19. století a také Restaurant Černý medvěd, existující minimálně od 18. století.

### Média

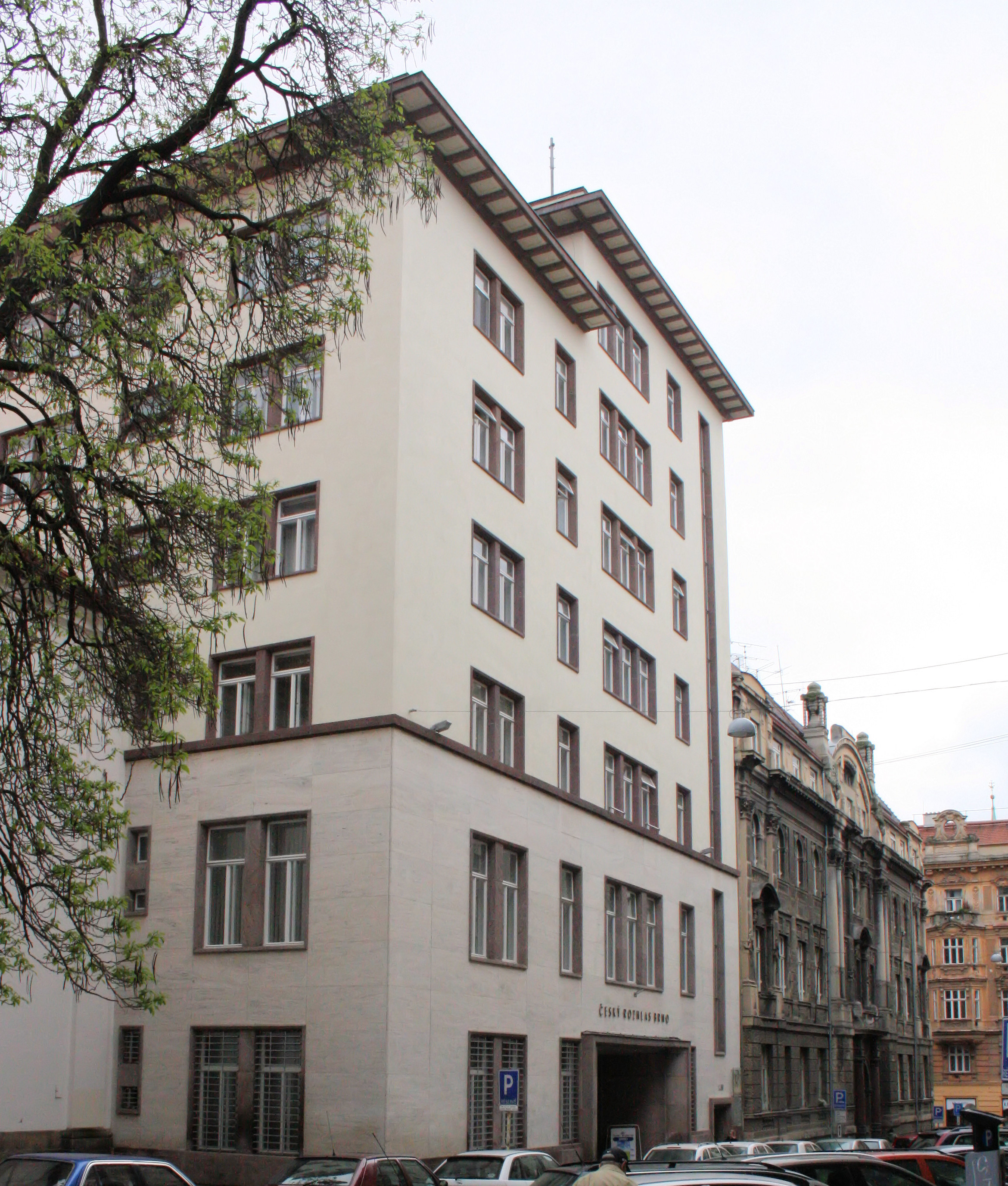
Budova Českého rozhlasu Brno, Beethovenova 4

V Brně sídlí velké redakce nejvýznamnějších celostátních médií – deníků Mladá fronta DNES a Brněnský deník (dříve Rovnost), jejichž redakce zajišťují denní výrobu regionálních zpravodajských příloh svých titulů, a menší redakce deníků Právo a Blesk. V roce 1961 bylo založeno brněnské studio nynější České televize, jeho Redakce zpravodajství dnes zajišťuje denní výrobu podvečerního vysílání zpravodajského pořadu Události v regionech (dříve Jihomoravský večerník) vysílaného na televizní stanici ČT1. Sídlí zde také redakce zpravodajství TV Nova a malá redakce Prima family.
Český rozhlas (brněnské studio založeno v roce 1924) vysílá z Brna na okruhu ČRo Brno a jeho zpravodajská redakce přispívá do zpravodajských pořadů vysílaných na okruhu ČRo Radiožurnál. V Brně sídlí i početná redakce České tiskové kanceláře. Na území města vysílá denně od 6 ráno do půlnoci soukromá stanice Brněnská televize (B-TV) dostupná v kabelových sítích UPC, O2TV a NETBOX – věnuje se lokálnímu zpravodajství z města a kraje. V Brně sídlí i několik soukromých regionálních rádií.
Město Brno také vydává své informační noviny pod názvem Brněnský Metropolitan, tento měsíčník je zdarma a informuje o rozvoji města, kultuře a lokální politice, vedle něj jednotlivé městské části obvykle vydávají své vlastní noviny. Ve vozech MHD je pak zdarma poskytován měsíčník Šalina vydávaný Dopravním podnikem města Brna. Různé další veřejné noviny vydávají také vysoké školy a podobné instituce. Zdarma jsou k dispozici také brněnské kulturní týdeníky Metropolis a kulturní magazín Kult oba informující o kulturním dění ve městě a jeho okolí.

### Brněnské pověsti

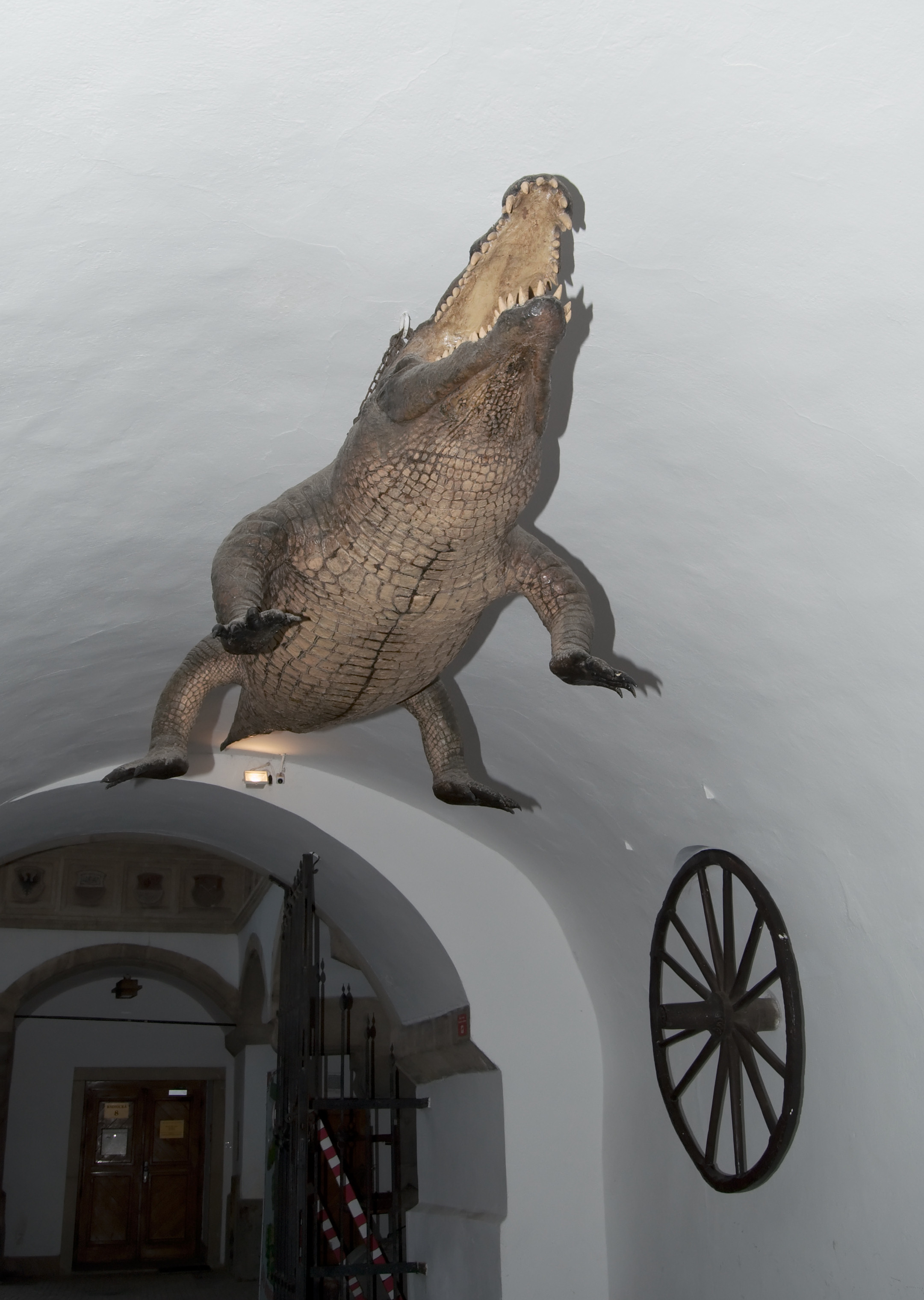
Pověstmi opředený brněnský drak a brněnské kolo

Historie Brna je opředena mnohými pověstmi. Například se traduje pověst o strašlivém brněnském draku, který se v Brně kdysi ocitl a terorizoval okolí. Jeden ze statečných měšťanů však lstí obávaného draka zabil a ten dodnes visí vycpaný na Staré radnici, jako připomínka na tuto událost.
Jako připomínka na vítězství při obléhání Brna švédským vojskem roku 1645 se v katedrále svatého Petra a Pavla zvoní poledne v 11 hodin dopoledne, o čemž pojednává pověst o zvonění na Petrově.

### Brněnský hantec
Hantec je specifická, výhradně brněnská řeč, která byla původně běžně používána v 19. století a na začátku 20. století spíše sociálně slabšími vrstvami obyvatel. Své základy má v tehdejší češtině, němčině, cikánštině, jidiš a dalších jazycích a také místních argotech. Ačkoli není hantec běžně používán, některá jeho slova jsou i dnes dobře známá a vesměs běžná. Typickým příkladem mohou být výrazy: šalina (tramvaj), štatl (město Brno, centrum), špinky (cigarety), Prágl (Praha), škopek (pivo), chálka (jídlo), love (peníze), švestky (policie), hokna (práce), mařka (dívka/žena), čórkař (zloděj), kéma (kamarád) nebo cajzl (Pražan).

## Sport

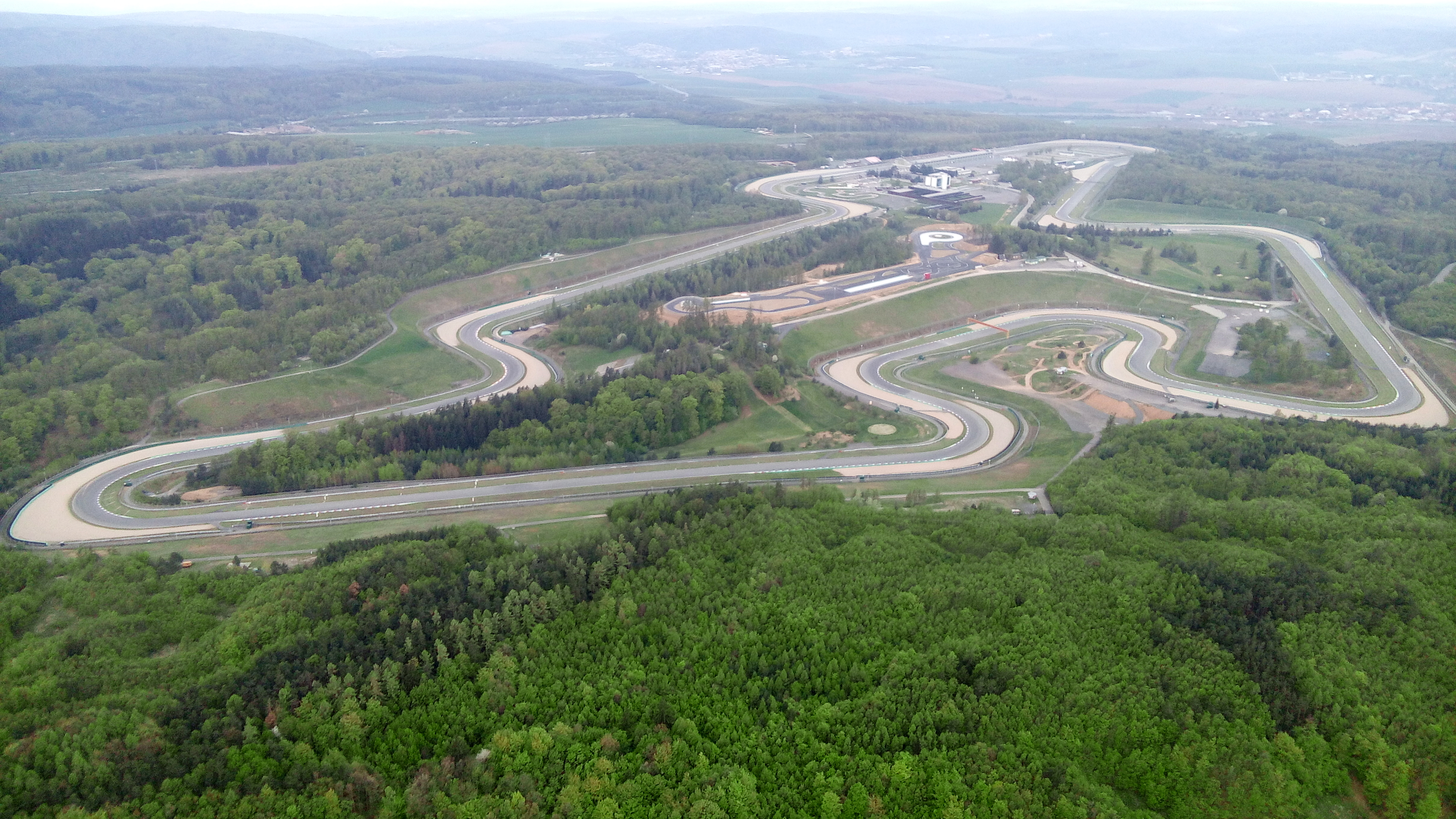
Masarykův okruh

Na katastru Brna se částečně nachází Masarykův okruh, kde je od roku 1950 skoro každoročně pořádána motocyklová Velká cena České republiky (od roku 1965 obvykle v rámci Mistrovství světa silničních motocyklů) a další velké motoristické závody. Dále dostihová dráha Brno-Dvorska, sportovně využívané letiště v Medlánkách, velodrom v Pisárkách, několik zařízení pro vodní sporty a řada dalších sportovišť. Nachází se zde několik veřejných i neveřejných fotbalových hřišť, hala Rondo (Winning Group Arena), Starez aréna Vodova, další kluziště, několik baseballových stadionů, tělocvičen atd. V blízkosti brněnského výstaviště probíhá výstavba multifunkční haly Arena Brno.

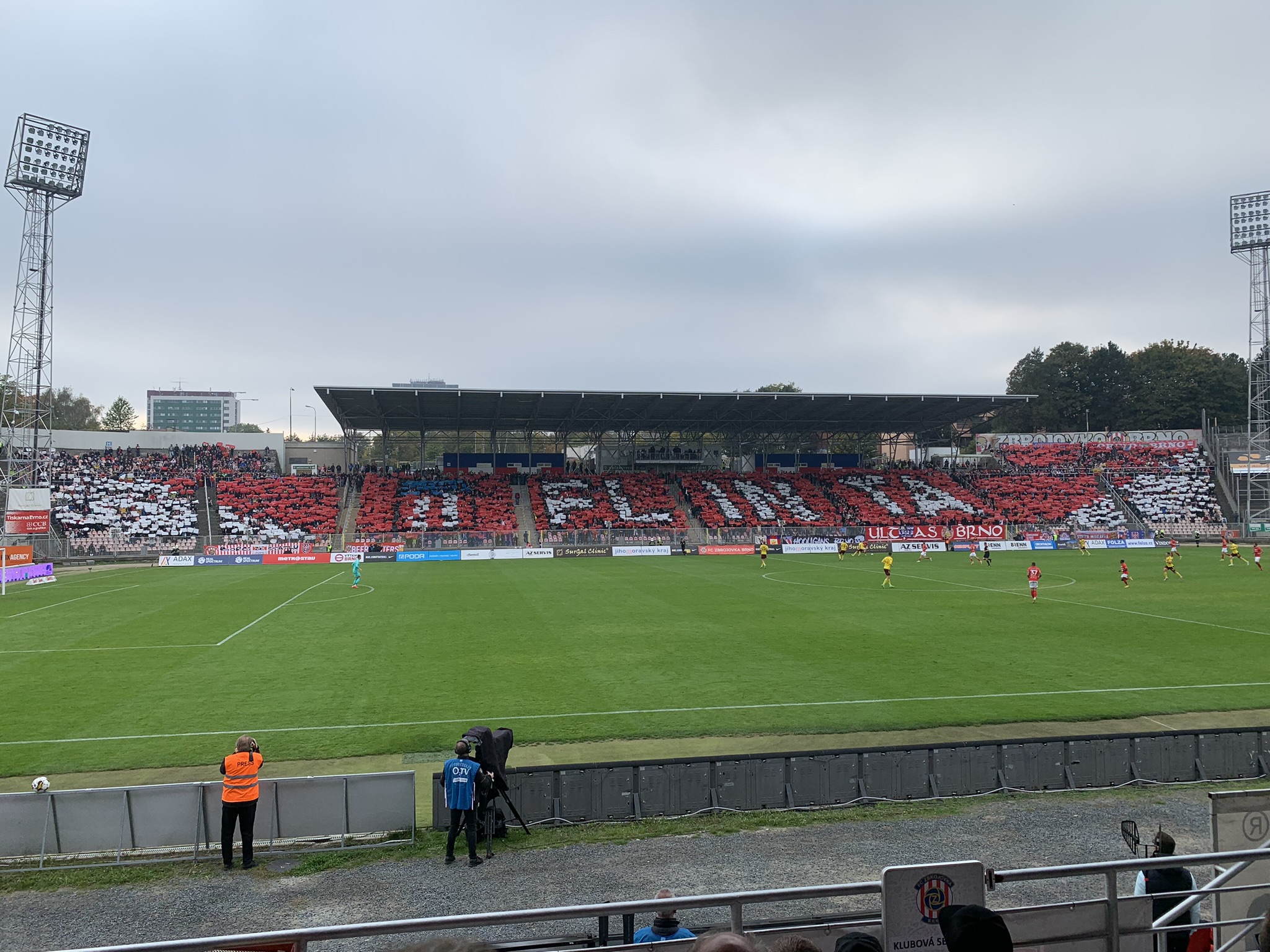
Městský fotbalový stadion Srbská v Králově Poli

V Brně je několik sportovních klubů, které většinou hrají nejvyšší ligy daného sportu. Mezi jinými to jsou druholigové fotbalové kluby FC Zbrojovka Brno a SK Artis Brno, oba hrající na Městském fotbalovém stadionu Srbská (ShipEx Aréna), tým ledního hokeje HC Kometa Brno, hrající v hale Rondo (Winning Group Arena), basketbalový tým Basket Brno, ženské basketbalové týmy BK Žabiny Brno (hrající v hale Rosnička v Žabovřeskách) a KP Brno, baseballové týmy – SK Draci Brno, Hroši Brno, VSK Technika Brno; dále týmy amerického fotbalu Brno Alligators, Brno Sígrs a Brno Amazons, dva ragbyové kluby RC Dragon Brno a RC Bystrc, volejbalový tým mužů Volejbal Brno a žen VK KP Brno, florbalové kluby Bulldogs Brno, FBŠ Hattrick Brno, Florbal Židenice a Troopers, klub národní házené 1. NH Brno, lakrosový klub Brno Ravens LC, mimo kolektivní sporty pak atletické kluby VSK Univerzita Brno (muži) a AK Olymp Brno (ženy), cyklistický klub TJ Favorit Brno a další.
V Brně probíhají i mezinárodní sportovní soutěže, například v roce 2009: Grand Prix ČR (mistrovství světa silničních motocyklů), Evropský pohár v triatlonu, Mistrovství Evropy kadetů v baseballu, Mezinárodní tenisový turnaj žen WTA, Velká cena Brna CDI-W (světový pohár v drezuře koní), Fed Cup v tenise žen ČR–Španělsko v únoru 2009, Fed Cup v tenise žen ČR–USA v dubnu 2009 a řada dalších.

## Architektura a charakter města

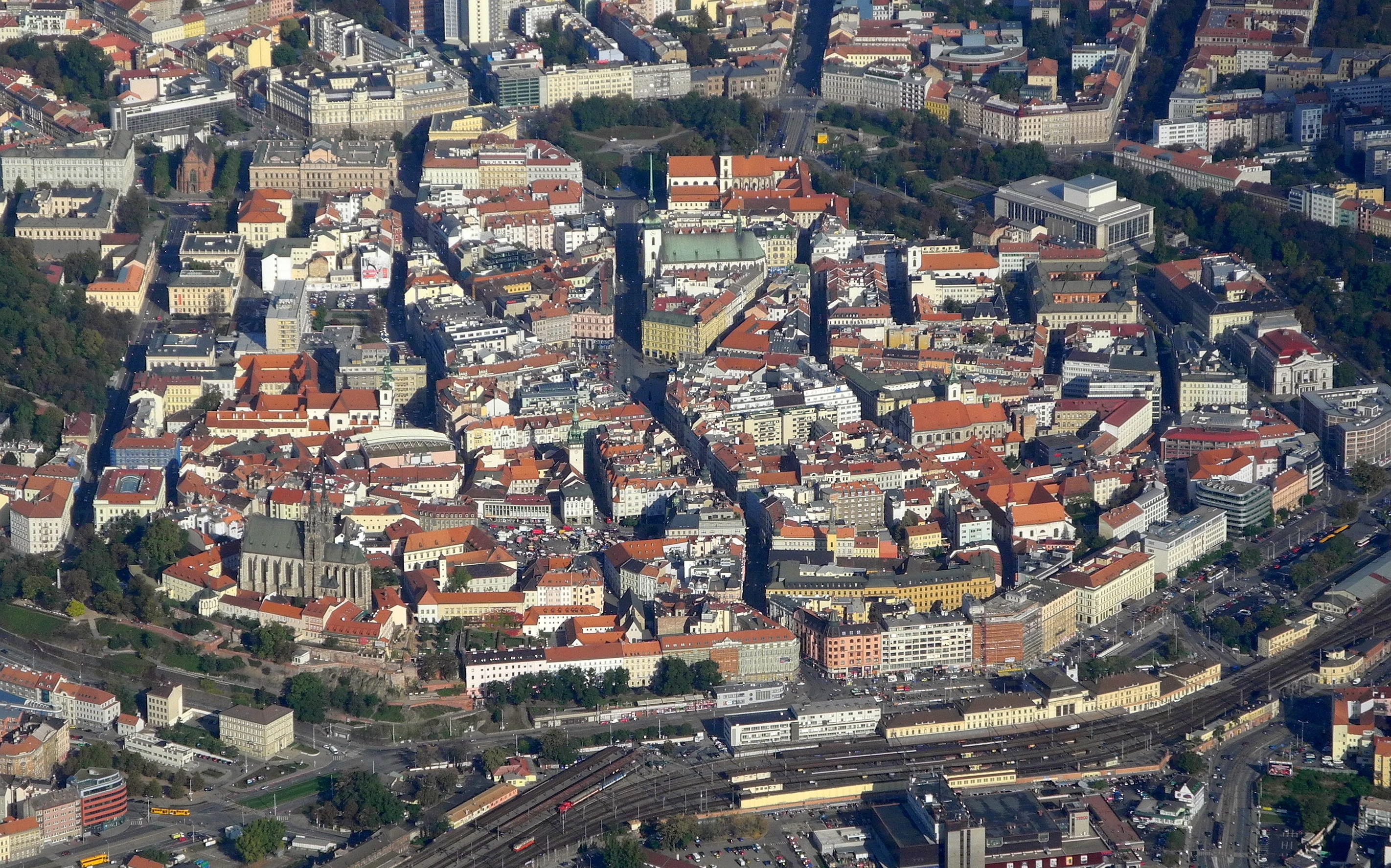
Letecký pohled na historické jádro od jihovýchodu

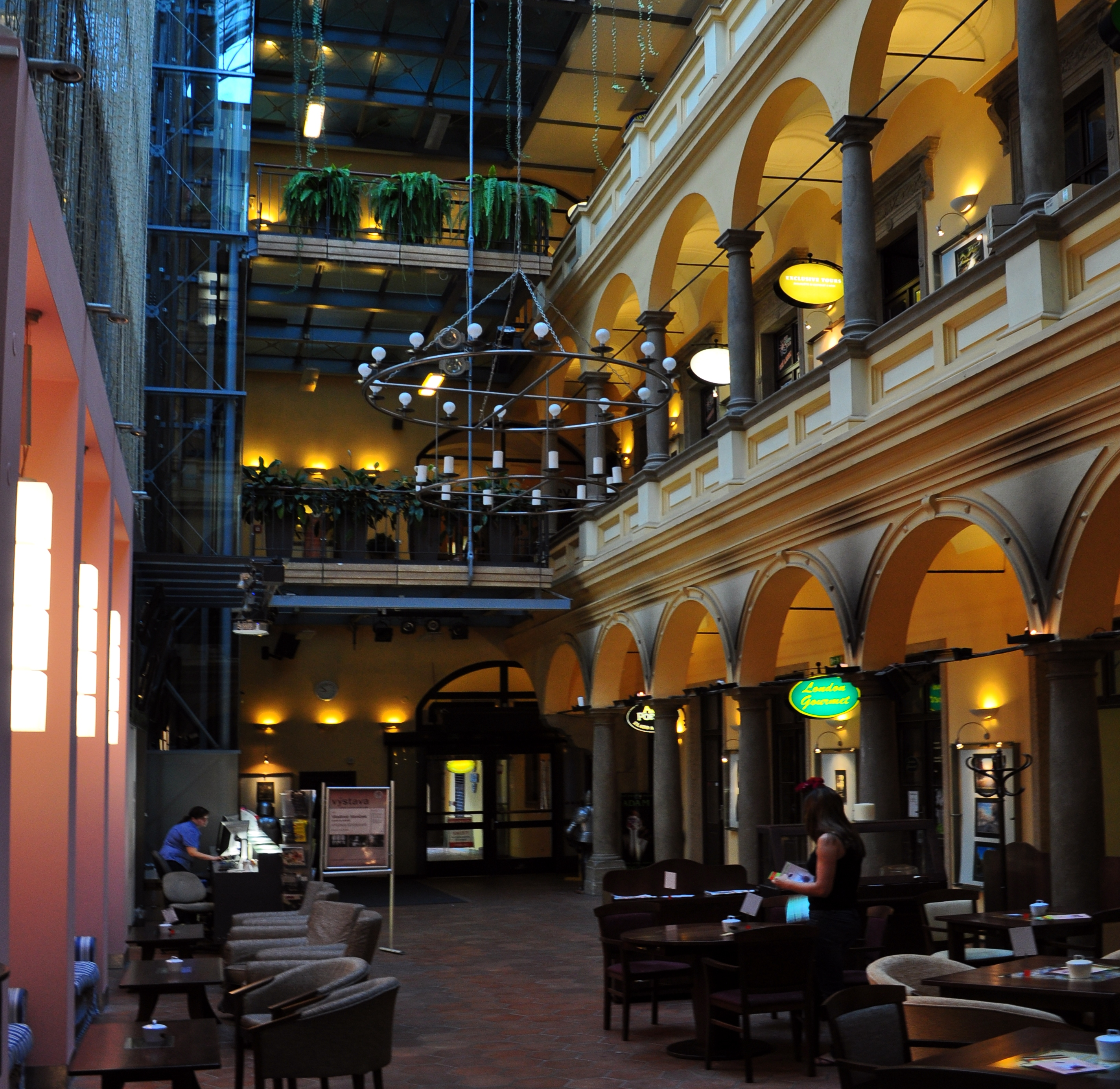
Pasáž v Domě pánů z Lipé

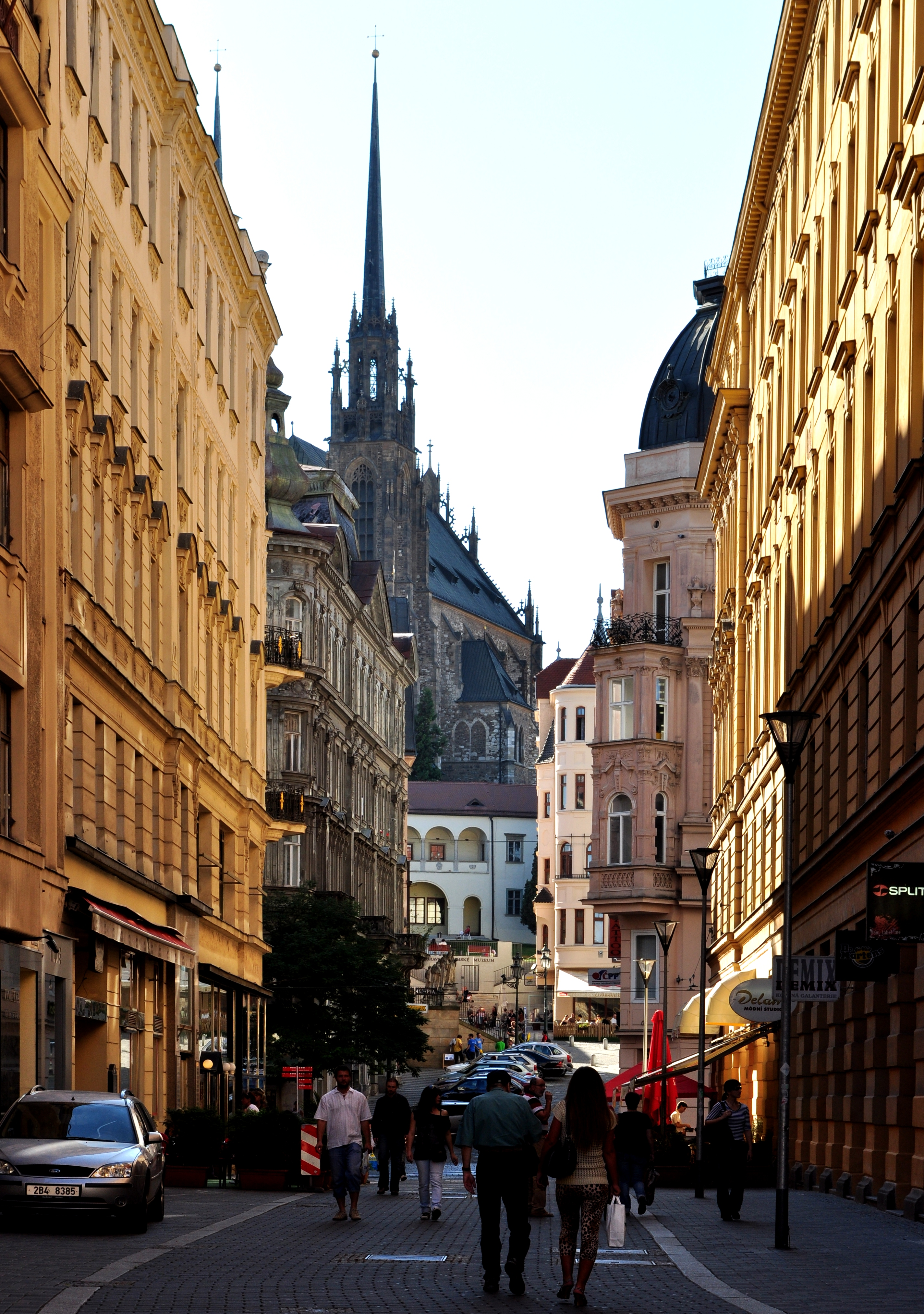
Josefská ulice v historickém jádru města

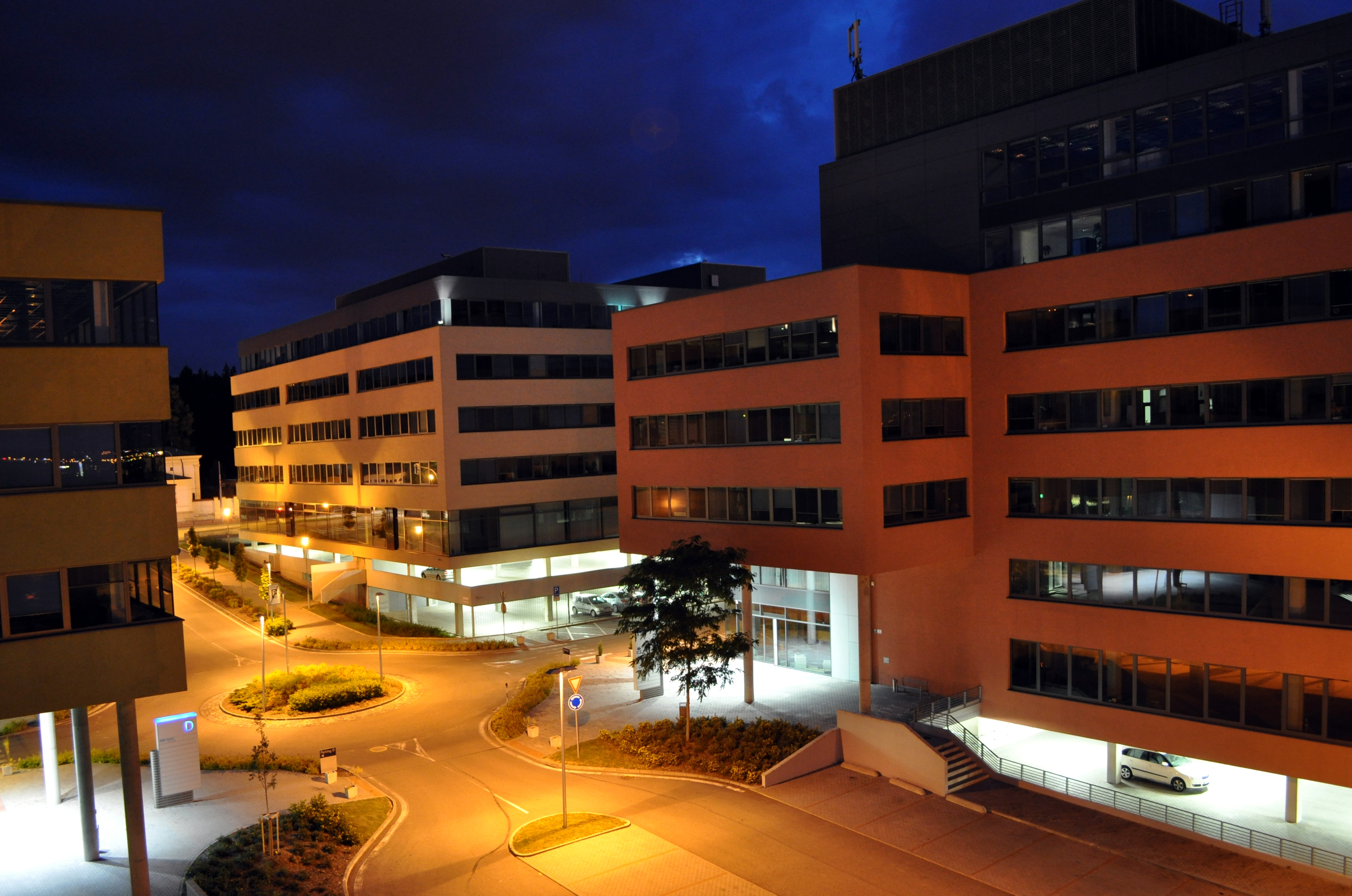
Brno Business Park, příklad moderní architektury

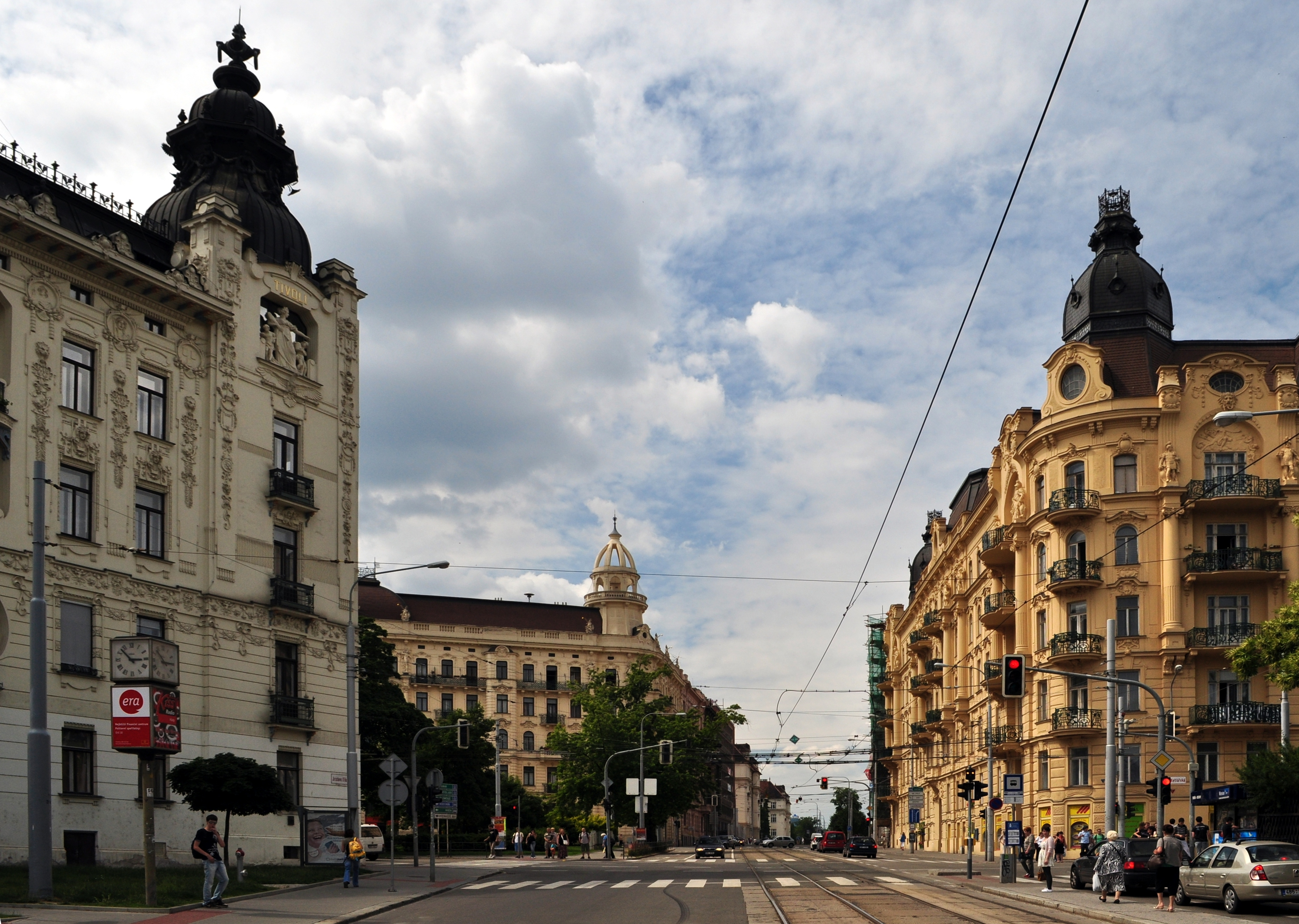
Honosné secesní domy na Konečného náměstí (Tivoli)

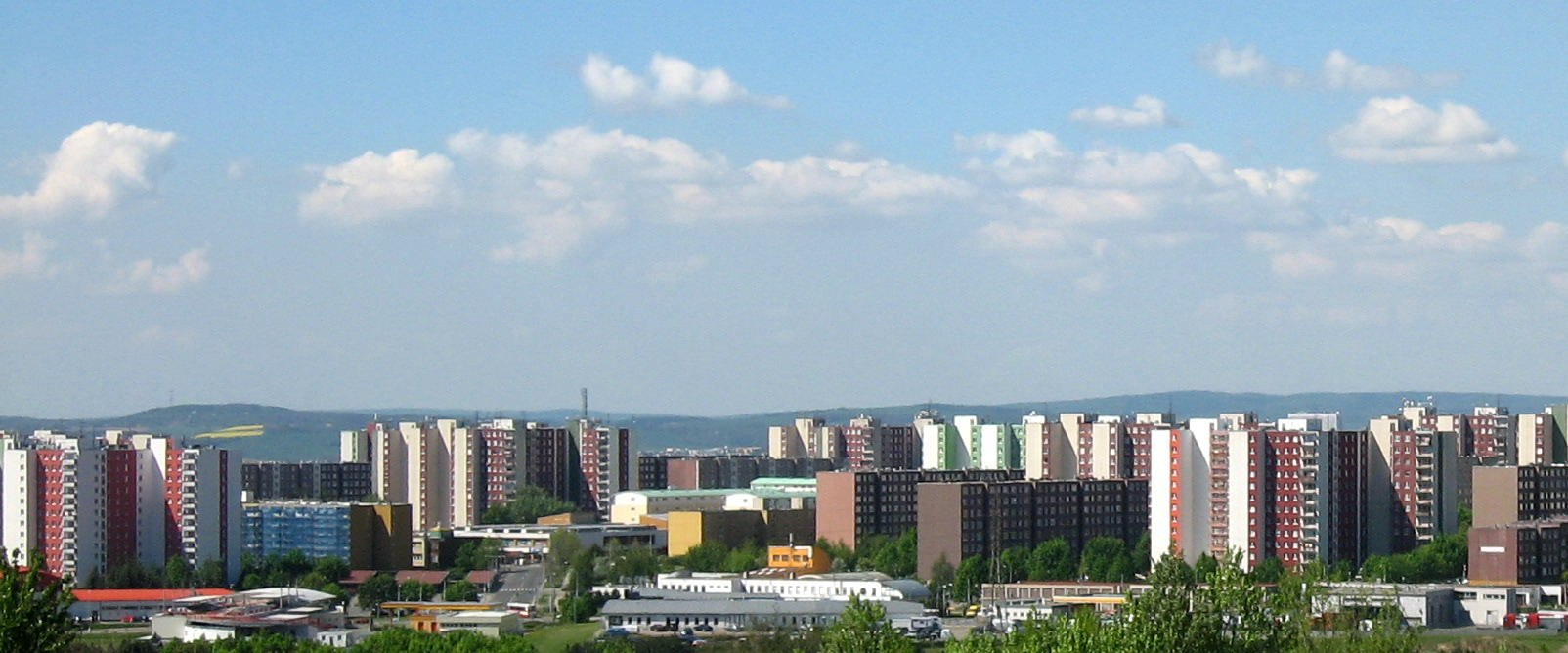
Panelové sídliště na Vinohradech

Historické jádro města, obklopené řekami Svratkou a Svitavou, rozkládající se pod kopci Petrov a Špilberk, se začalo formovat již začátkem 11. století. Jeho nejvýraznějšími dominantami jsou hrad Špilberk, založený ve 13. století jako královský hrad, a katedrála svatého Petra a Pavla obklopena domy královské stoliční kapituly, její počátky sahají až do 11. století. V historickém jádru lze nalézt velké množství velkých a bohatě zdobených kostelů, náměstí, paláců, pasáží, kašen, fontán, soch, věží a značné množství různých pozoruhodných architektonických detailů.
Budovy jsou vystavěny v nejrůznějších architektonických slozích a zpravidla tvoří uzavřené kontinuální bloky přibližně stejné stavební výšky, jejich fasády jsou většinou ve dobrém stavu a jsou zdobeny arkýři, terasami, rizality, helmicemi, kupolemi a podobně. Povrch ulic je obvykle tvořen kamennou dlažbou, většina jádra města je pěší zónou s minimální dopravou. Zajímavostí jsou různé drobné architektonické prvky a nebo např. obelisk a kolonáda s kašnou v Denisových sadech, či podzemní prostory (brněnská kostnice, mumie v kapucínské kryptě, Mincmistrovský sklep, apod.).
V zóně do dvou až tří kilometrů severně od historického jádra se rozkládá kompaktní ulicová zástavba z průběhu 19. a první poloviny 20. století s velkými bloky bohatě zdobených domů, včetně skupiny honosných obytných domů Tivoli na Konečného náměstí a velkého množství vil a rodinných domů včetně vily Tugendhat, zapsané do listiny světového kulturního dědictví UNESCO. Jedná zejména o městské čtvrti Veveří, Černá Pole, Královo Pole a Žabovřesky.
Na okrajích města se rozkládají sídliště z druhé poloviny 20. století složená z panelových domů (Lesná, Líšeň, Bystrc, Kamenný Vrch, aj.), množství modernějších budov a areálů, například výšková budova Fakultní nemocnice Brno ve Starém Lískovci nebo kampus Masarykovy univerzity v Bohunicích (největší svého druhu ve střední Evropě) v jehož blízkosti se nachází obchodní centrum Campus Square a Moravský zemský archiv. Jižně od centra města se rozkládá prudce se rozvíjející oblast výškových kancelářských budov podél ul. Heršpické (M-Palác, Spielberk Towers, AZ Tower a jiné). Výškové budovy se nachází také v severní části centra města na hranici s Královým Polem, jde o skupinu výškových budov kancelářského komplexu v Šumavské ulici, další jsou v Králově Poli (např. v areálu VUT), na Lesné a jinde.
Především jižně až východně od středu města se můžeme setkat s množstvím opuštěných a chátrajících především průmyslových objektů a areálů, tzv. brownfieldů. Tento problém je postupně řešen, a objekty bývají buď likvidovány nebo rekonstruovány, například bývalá továrna Vaňkovka. Na východě vnitřního města (čtvrť Zábrdovice – ulice Cejl, Bratislavská apod.) můžeme běžně najít zchátralé velkoměstské domy, špinavé ulice a zanedbaná prostranství; obyvatelé této části města jsou z velké části Romové, kteří často byli nastěhováni do domů po vysídlených Němcích.

### Městské parky a náměstí

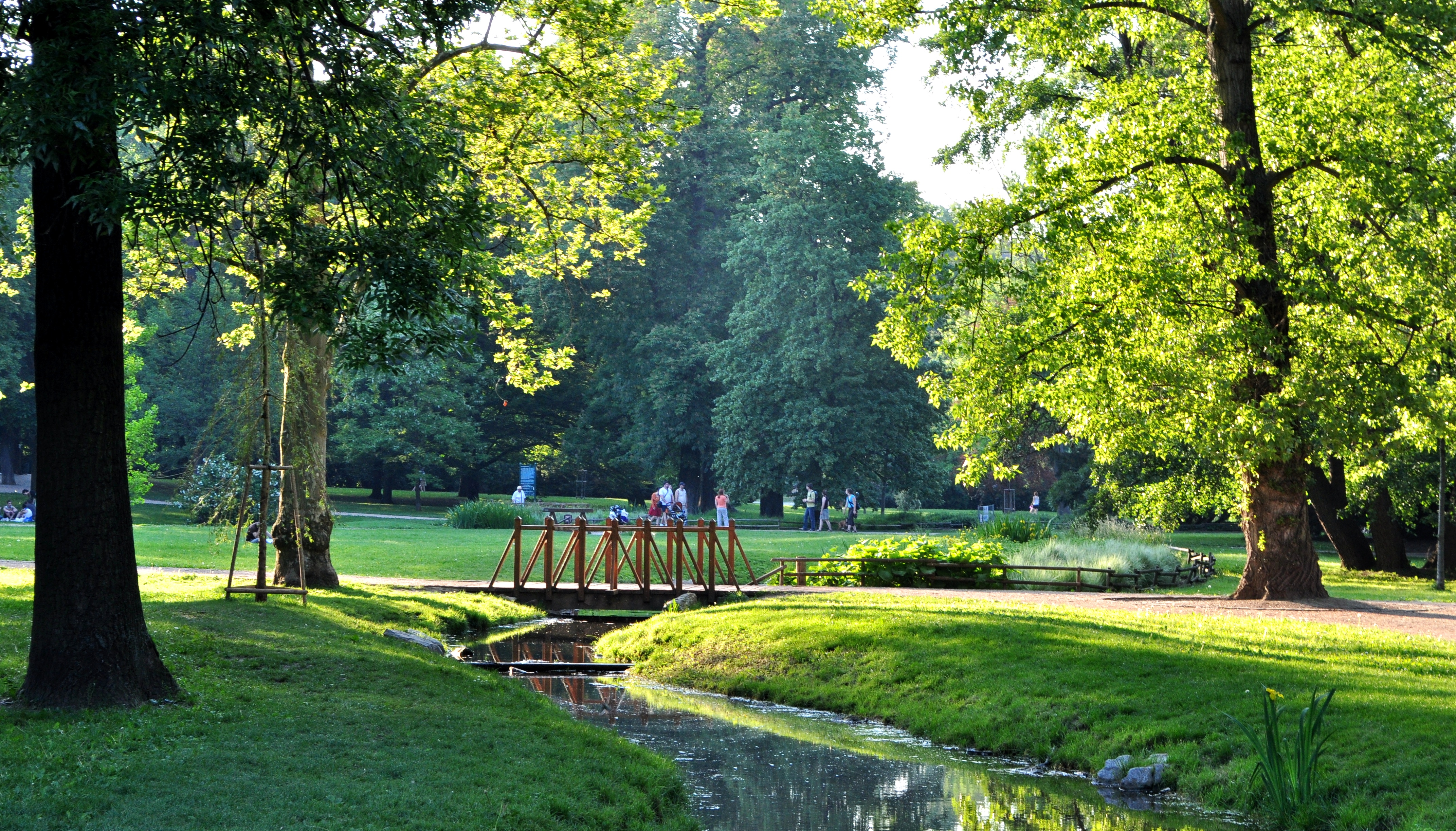
Park Lužánky, největší park v Brně a zároveň nejstarší veřejný park v Česku.

V Brně se nachází mnoho parků různých velikostí, mezi nejbohatší svým vybavením a zároveň největší patří park Lužánky, otevřený veřejnosti roku 1786, jako první veřejný park na Moravě a v Čechách, dále kopcový park Špilberk pod stejnojmenným hradem či rozsáhlý lesopark Wilsonův les. Parky jsou obvykle vybaveny množstvím soch, fontán a dalších prvků zpříjemňujících atmosféru parku. Na povšimnutí stojí například umělý potůček nebo dopravní hřiště v Lužánkách, skalka a vyhlídkový altán v parku Špilberk, fontány v parku na Moravském náměstí nebo kolonáda a obelisk v Denisových sadech na Petrově, které jsou vůbec prvním veřejným parkem na Moravě a Čechách zřízeným veřejnou správou.
Nejvýznamnější historická náměstí v Brně jsou náměstí Svobody (dříve Dolní trh) a Zelný trh (dříve Horní trh), v historickém centru Brna se dále nalézá Dominikánské náměstí (dříve Rybí trh) s komplexem barokních budov Nové radnice (dříve Zemského domu) nebo Šilingrovo náměstí (dříve Svinský trh), jež se rozkládá na místě bývalé brány brněnského opevnění. Největším náměstím v Brně je Moravské náměstí, v roce 2010 bylo vybaveno bronzovým modelem, který zobrazuje město v polovině 17. století v době neúspěšného obléhání Brna Švédy. V Brně se nachází celkově desítky náměstí, některá z nich svým charakterem připomínají parky, zejména Slovanské náměstí, které je dokola obklopené alejí, Obilní trh a částečně i Moravské náměstí.

### Hrady a zámky

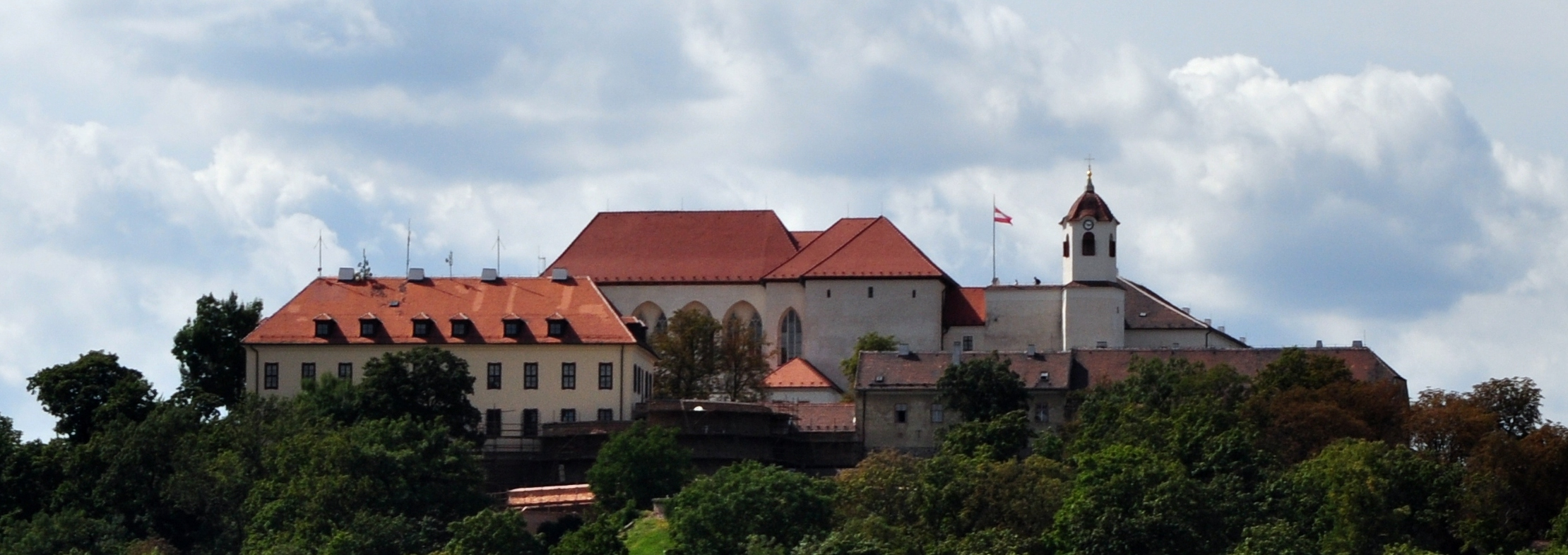
Hrad Špilberk v historickém jádru města

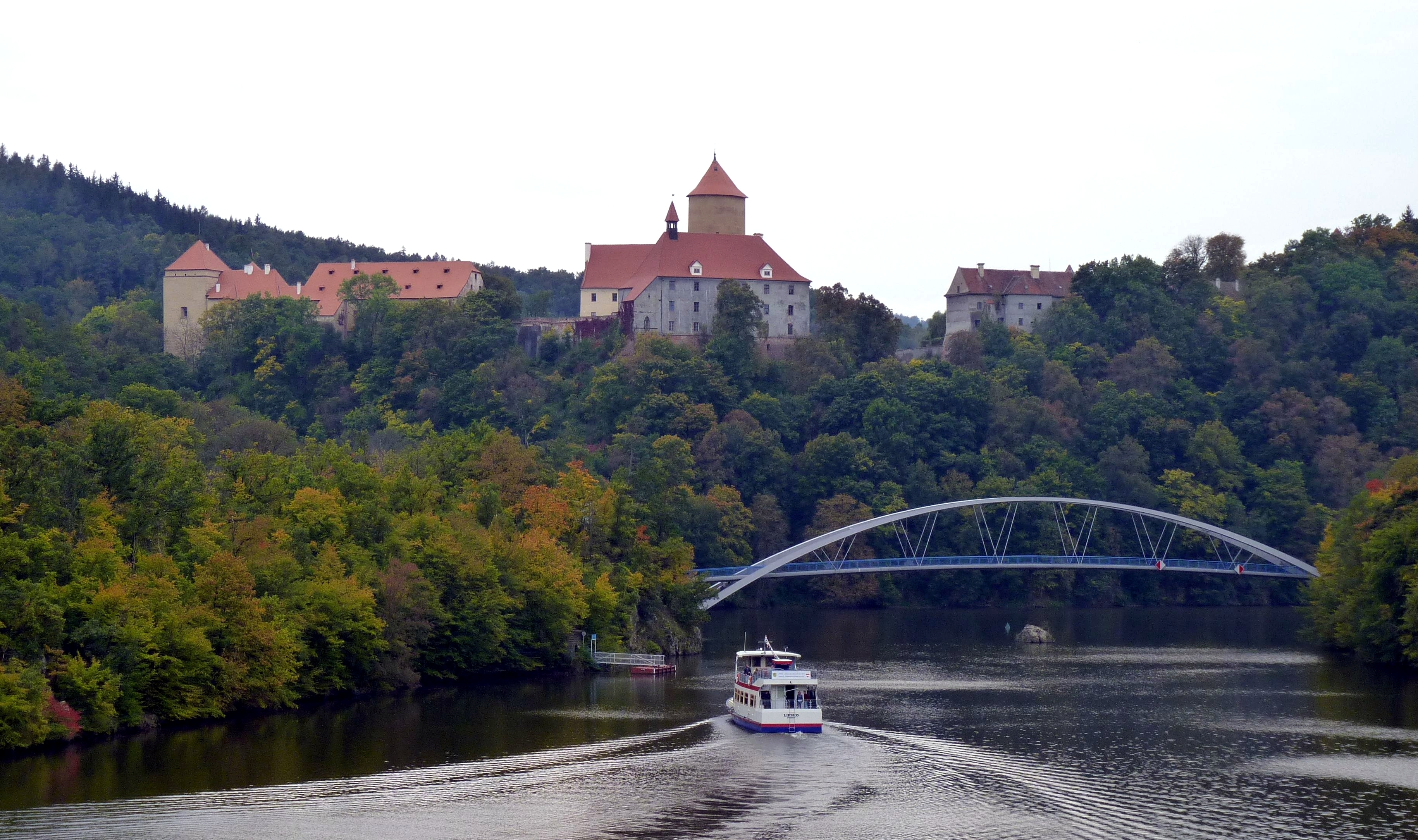
Hrad Veveří v Bystrci nad Brněnskou přehradou

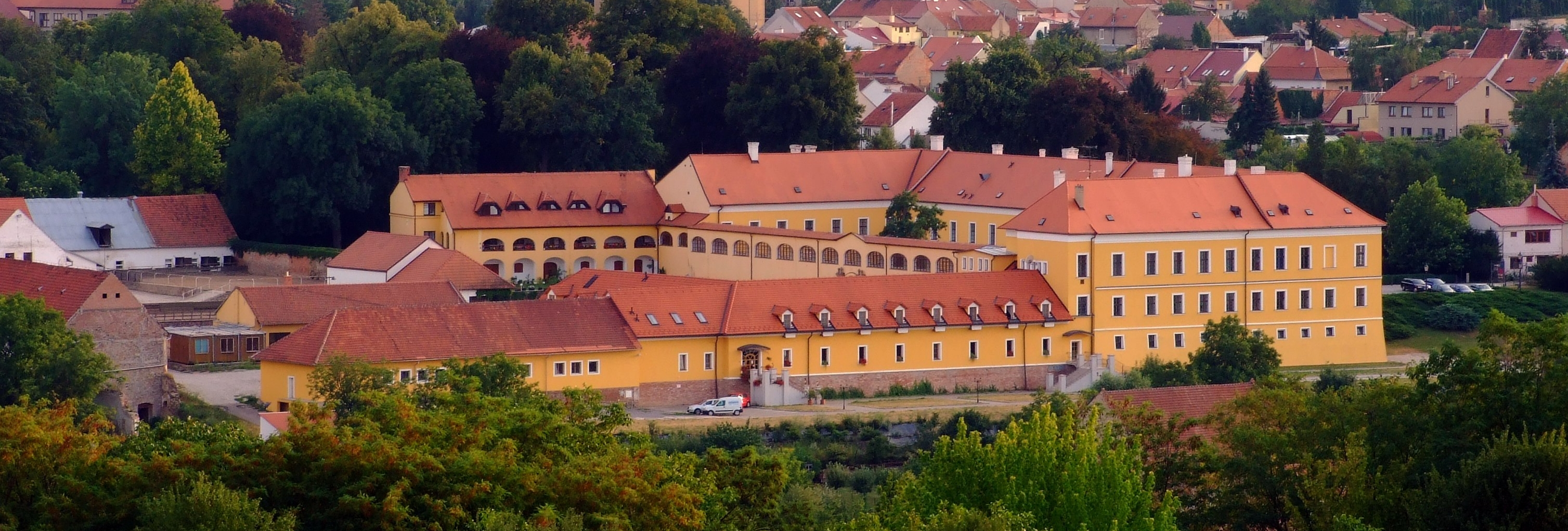
Zámek v Líšni

V Brně se nachází dva velké a staré hradní komplexy. Jde o hrad Špilberk nad historickým jádrem města, založený ve druhé polovině 13. století jako přední královský hrad na Moravě. Špilberk byl kdysi trvalým sídlem moravských markrabat, tehdejších vládců Markrabství moravského, včetně Jošta Lucemburského, který byl v letech 1410–1411 krátce králem Svaté říše římské. V 17. a 18. století byl hrad přestavěn na barokní citadelu. Druhým je hrad Veveří nad Brněnskou přehradou, který byl podle pověsti založen kolem roku 1059 brněnským údělným knížetem Konrádem I. Hrad a pevnost Špilberk je sídlem Muzea města Brna se stálými expozicemi a také častým dějištěm různých kulturní událostí, Špilberk je i s parkem okolo národní kulturní památkou. Naproti tomu hrad Veveří je po špatné údržbě a necitlivých přestavbách za socialismu a chátrání v 90. letech 20. století ve špatném technickém stavu. Hrad byl zpřístupněn veřejnosti teprve na začátku 21. století, od té doby také probíhá řada oprav, které mají navrátit památku do původního stavu.
Na katastru města lze také nalézt také několik zámků vystavěných v různých stylech. Největším z nich je klasicistní zámek v Líšni přestavěný začátkem 18. století z tvrze Janem Kryštofem z Freynfelsu. Dále se jedná o barokní chrlický zámek založený olomouckými biskupy roku 1561, v 16. století renesančně upravený řečkovický zámek, medlánecký zámek, zámek v Brněnských Ivanovicích, letohrádek Mitrovských na Starém Brně či Bauerův zámeček v areálu brněnského výstaviště.

### Brněnské podzemí

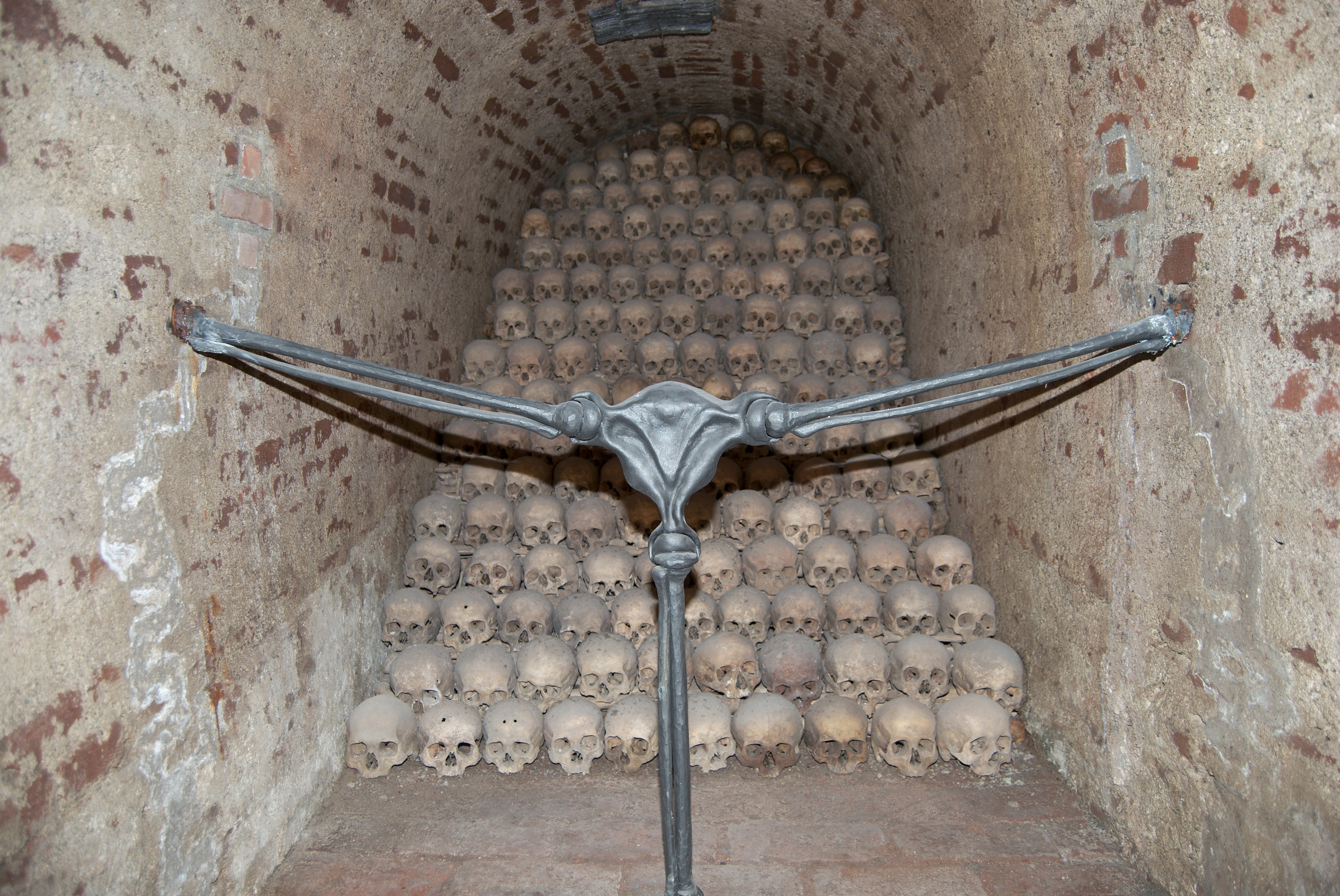
Brněnská kostnice pod kostelem sv. Jakuba, kde se nachází ostatky více než 50 000 zemřelých

Především měšťanská sklepení tvoří veřejnosti částečně přístupné podzemí v centru města. Rozsáhlé sklepy se nacházejí pod Zelným trhem, Dominikánským náměstím, Římským náměstím, Moravským náměstím, Petrovem, pod ulicí Orlí a Pekařskou ulicí. Roku 2010 byl zpřístupněn Mincmistrovský sklep (sklepení zaniklého domu mincmistrů pod Dominikánským náměstím), kde byla zahájena ruční ražba pamětního brněnské groše. V dubnu 2011 byl nastálo pro veřejnost otevřen labyrint pod Zelným trhem a v červnu 2012 brněnská kostnice. Ta se nachází pod Jakubským náměstím u chrámu svatého Jakuba, pochází pravděpodobně ze 17. a 18. století a po pařížských katakombách je druhou největší kostnicí v Evropě. V květnu 2016 byl zpřístupněn protiatomový kryt 10-Z pod Špilberkem v Husově ulici. Známé a veřejnosti přístupné jsou také kasematy na Špilberku, vybudované v době baroka v příkopech středověkého hradu a od konce 18. do konce 19. století využívané jako obávaný žalář.

### Kašny, fontány a významné sochy a památníky

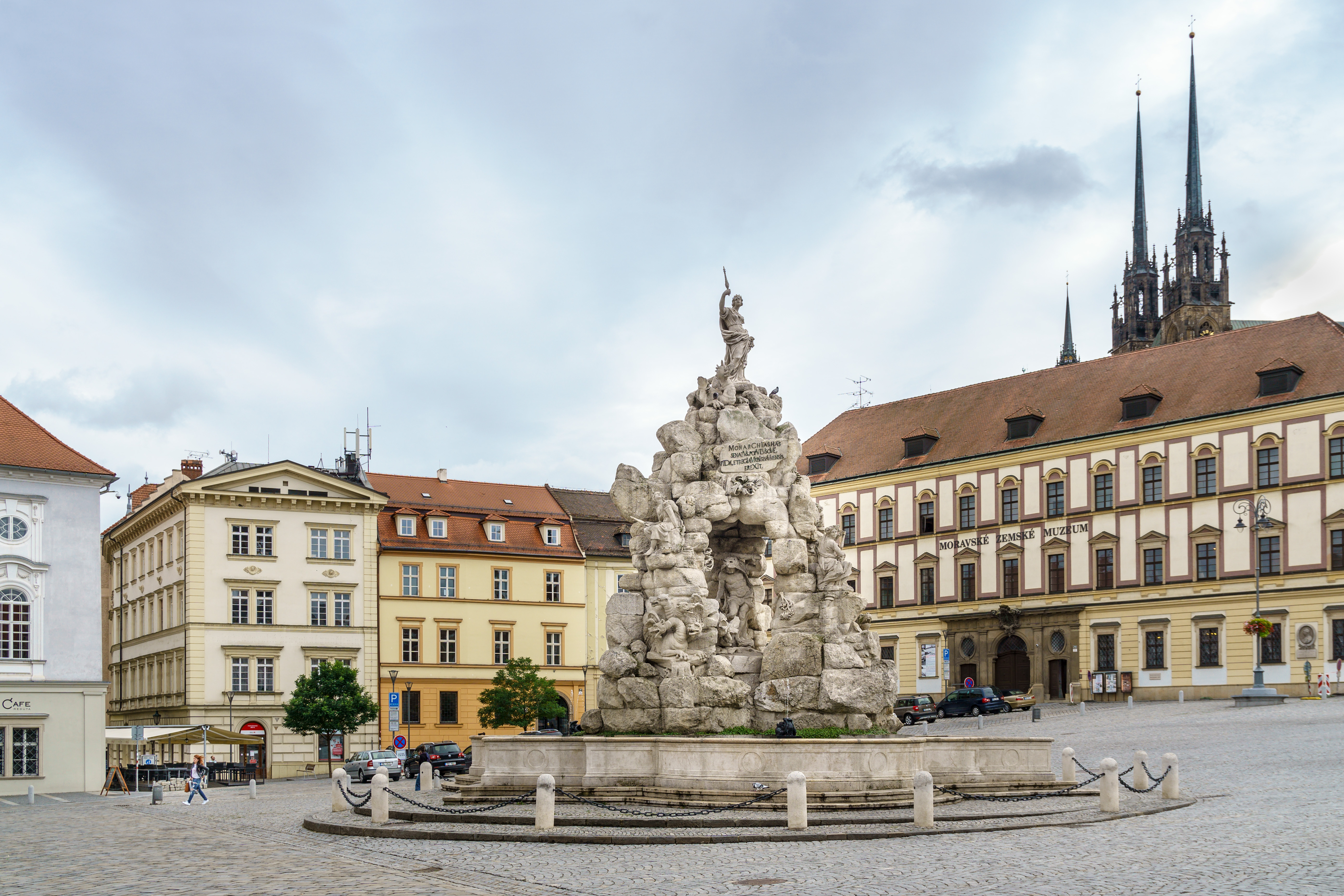
Zelný trh a Kašna Parnas z roku 1695.

Nejhonosnější brněnskou kašnou je barokní kašna Parnas z konce 17. století na Zelném trhu. Kašny či fontány můžeme nalézt i na mnoha jiných náměstích, nádvořích a parcích, například na náměstí Svobody a jinde. Fontány jsou v Brně běžným doplňkem parků a náměstí, několik se jich je k vidění v parku Špilberk, na Moravském náměstí, před Janáčkovou akademií múzických umění a na mnoha jiných místech.
Památníky velmi významných osobností a událostí spojených s Moravou a s Brnem jsou vybudovány především v historickém jádru města. Před Lékařskou fakultou Masarykovy univerzity stojí socha Tomáše Garrigua Masaryka, před Právnickou fakultou stejné univerzity socha Edvarda Beneše, na Špilberku busta brněnského hrdiny z třicetileté války, maršála císařských vojsk na Moravě Louise Raduita de Souches. Za zmínku stojí také socha římského krále Jošta a jeho otce moravského markraběte Jana Jindřicha na portálu Místodržitelského paláce, kde jsou v přilehlém kostele oba pohřbeni.

## Obyvatelstvo

### Počet obyvatel

Populační růst v Brně

V Brně žije přibližně 400 tisíc obyvatel. Podle výsledků Sčítání lidu, domů a bytů 2021 dosáhlo Brno k 26. březnu 2021 celkem 398 510 obyvatel. K 1. lednu 2024 žilo podle Českého statistického úřadu ve městě 400 566 osob (místo trvalého pobytu zde mělo ke stejnému datu evidováno 374 627 občanů ČR, trvalý pobyt 16 287 cizinců, přechodný pobyt 44 742 cizinců). Do Brna kromě toho dojíždí přibližně sto tisíc lidí za prací i za studiem, reálná velikost města se tedy pohybuje okolo půl milionu osob. Hustota zalidnění katastru Brna je přibližně 1 740 obyvatel na km².
Brněnská aglomerace, administrativně vymezená dle vyhlášky č. 561/2006 Sb. za účelem hodnocení a snižování hluku obcemi Brno, Adamov, Bílovice nad Svitavou, Česká, Kuřim, Lelekovice, Modřice, Ostopovice, Podolí, Popůvky, Rozdrojovice, Řícmanice, Šlapanice, Troubsko má zhruba 450 tisíc obyvatel. V samotné brněnské metropolitní oblasti ale žije asi 700 tisíc obyvatel, což ji činí po pražské a ostravské třetí největší v Česku, přičemž celý Jihomoravský kraj má asi 1,2 milionu obyvatel.
V roce 1389 mělo tehdejší Brno, fakticky dnešní historické jádro města ohraničené hradbami, 999 domů, ve kterých žilo asi 8 400 obyvatel. Po připojení předměstských obcí v roce 1850 žilo v tehdejším městě 49 460 osob. Největší přírůstek zažilo obyvatelstvo Brna v období let 1850–1919 za průmyslové revoluce a zejména následným připojením okolních obcí (Velké Brno); do roku 1940 pak počet obyvatel stagnoval a od 50. let 20. století opět rostl. Mírný pokles po roce 1989 kopíroval trend velkých měst v celé republice vlivem suburbanizace: lidé se stěhovali za administrativní hranice města, v němž však nadále pracují a využívají služby. Statisticky tak v Brně lidí ubývalo, fakticky jejich počet rostl, což indikoval rostoucí počet obyvatel okresu Brno-venkov, zvláště v prstenci obcí přímo sousedících s Brnem (správní obvody obcí s rozšířenou působností Kuřim a Šlapanice). Po roce 2016 začal počet obyvatel města znovu narůstat.
| Rok            | 1869   | 1880   | 1890   | 1900    | 1910    | 1921    | 1930    | 1950    | 1961    | 1970    | 1980    | 1991    | 2001    | 2011    | 2021    |
| -------------- | ------ | ------ | ------ | ------- | ------- | ------- | ------- | ------- | ------- | ------- | ------- | ------- | ------- | ------- | ------- |
| Počet obyvatel | 73 771 | 82 660 | 94 462 | 109 346 | 125 737 | 221 758 | 264 925 | 284 946 | 314 235 | 344 031 | 371 463 | 388 296 | 376 172 | 385 913 | 398 510 |

| Rok            | 1869    | 1880    | 1890    | 1900    | 1910    | 1921    | 1930    | 1950    | 1961    | 1970    | 1980    | 1991    | 2001    | 2011    | 2021    |
| -------------- | ------- | ------- | ------- | ------- | ------- | ------- | ------- | ------- | ------- | ------- | ------- | ------- | ------- | ------- | ------- |
| Počet obyvatel | 104 977 | 120 122 | 145 782 | 176 645 | 216 709 | 237 659 | 283 972 | 299 099 | 324 173 | 344 218 | 371 463 | 388 296 | 376 172 | 385 913 | 398 510 |
| Počet domů     | 6 396   | 7 066   | 8 535   | 10 807  | 14 450  | 15 866  | 23 780  | 30 637  | 31 097  | 32 130  | 33 851  | 36 327  | 37 051  | 40 676  | 42 105  |

### Struktura populace

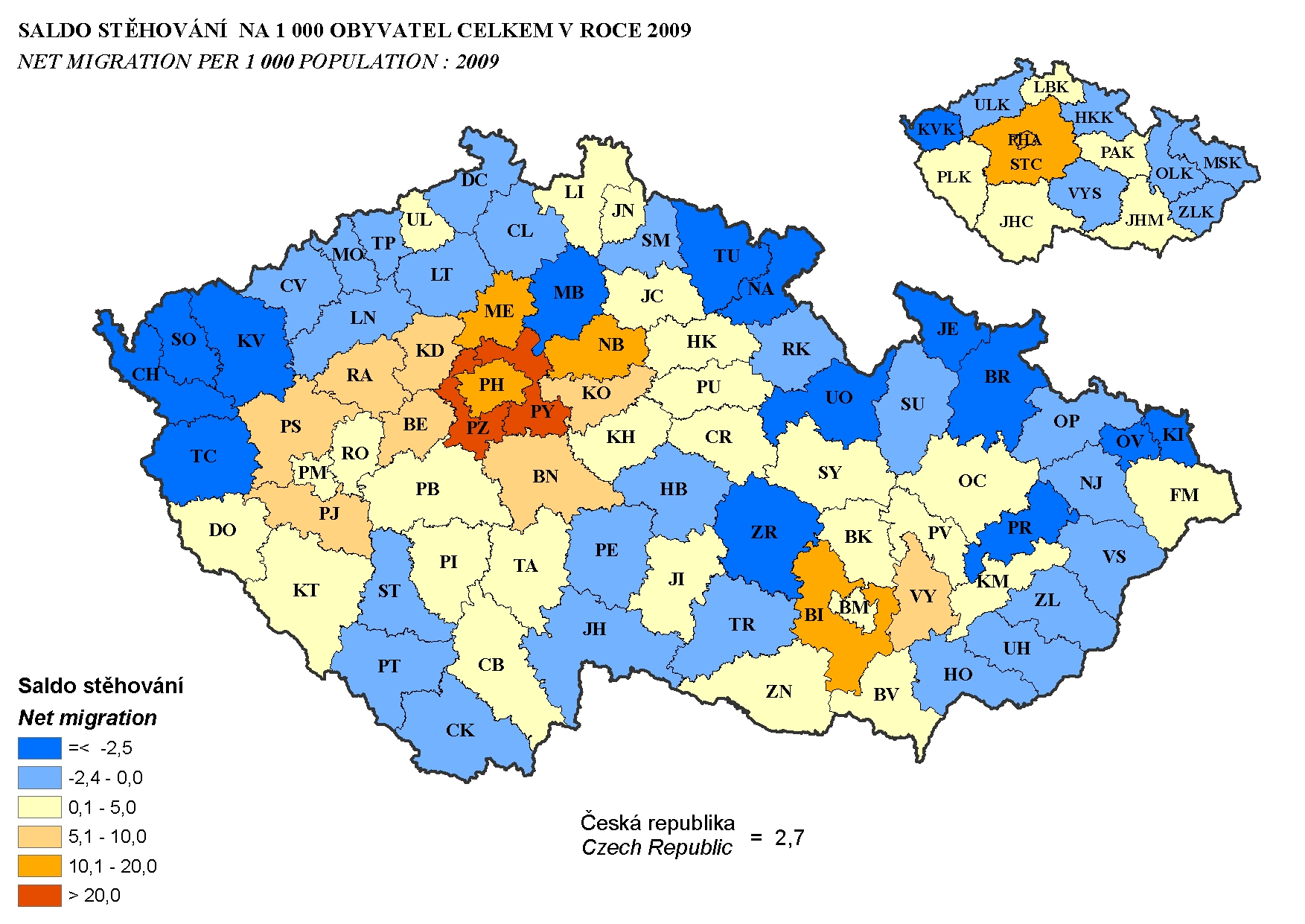
Suburbanizace v Česku: brněnská aglomerace je po pražské nejžádanějším místem k nastěhování v rámci republiky (stav 2009)

Při sčítání lidu v roce 2001 bylo v Brně zjištěno 376 172 obyvatel, z toho 286 120 s českou národností (76,1 %), 70 258 moravskou (18,7 %) a 5 795 slovenskou (1,5 %); ostatní národnosti nepřesáhly 0,5 % ve svých zastoupeních. Celkem 7 481 obyvatel (2,0 %) národnost neuvedlo. Při sčítání lidu v roce 2011 bylo v Brně zjištěno 385 913 obyvatel, z toho 191 395 s českou národností (49,6 %), 72 367 moravskou (18,8 %), 5 956 slovenskou (1,5 %) a 3 271 ukrajinskou (0,8 %); ostatní národnosti nepřesáhly 0,5 % ve svých zastoupeních. Celkem 91 529 obyvatel (23,7 %) národnost neuvedlo. Při sčítání lidu v roce 2021 bylo v Brně zjištěno 398 510 obyvatel, z toho 212 404 s českou národností (53,3 %), 84 632 moravskou (21,2 %), 10 189 slovenskou (2,6 %) a 4 753 ukrajinskou (1,2 %); ostatní národnosti nepřesáhly 0,5 % ve svých zastoupeních. Celkem 103 961 obyvatel (26,1 %) národnost neuvedlo.
Podle náboženského vyznání bylo v roce 2021 v Brně celkem 64 817 obyvatel (16,3 %), kteří se deklarovali jako věřící a hlásili se ke konkrétní církvi. Z toho 35 690 se hlásilo k římskokatolické církvi.
V rámci obyvatelstva staršího patnácti let (338 171 – 84,9 %) mělo v roce 2021 nejvyšší dosažené vzdělání 107 879 osob vysokoškolské (27,1 %), 107 116 středoškolské s maturitou (26,9 %), 67 607 střední bez maturity (17,0 %), 31 454 základní (včetně neukončeného; 7,9 %) a 5 933 vyšší odborné (včetně konzervatoře; 1,5 %). Celkem 1 330 uvedlo, že je bez vzdělání (0,3 %), a 16 852 své vzdělání neuvedlo (4,2 %).

Věková struktura obyvatel Brna roku 2011
Rodinný stav obyvatel Brna roku 2011
Vzdělání obyvatel Brna roku 2011

### Zdravotní péče a kriminalita
Brno má relativně dobrou dostupnost zdravotní péče, počet lékařů na 1000 obyvatel byl v roce 2009 v Brně 8,5 (Česká republika: 4,3; Praha: 7,3).
Město zažívá velmi výrazný úbytek trestných činů. V roce 2009 bylo v Brně spácháno 16 042 trestných činů, v roce 2018 již pouze 10 370. Roku 2008 zavedla Městská policie Brno program prevence kriminality ve městě, jehož implementace může být jedním z možných důvodů výrazného snížení trestné činnosti ve městě. Objasněnost trestných činů se pohybuje okolo 33 %, 6 procentních bodů pod celorepublikovým průměrem, což kopíruje trend velkých měst a výrazně se neliší od dalších velkých měst České republiky.

## Osobnosti
S Brnem je vedle mnoha významných domácích osobností spjata i řada světových osobností vědy a kultury. Narodili se nebo působili zde např. fyzik Ernst Mach, logik Kurt Gödel, genetik Gregor Mendel, po němž je pojmenována Mendelova univerzita v Brně (všichni tři německojazyčného původu), operní pěvkyně Maria Jeritza nebo spisovatel Milan Kundera.

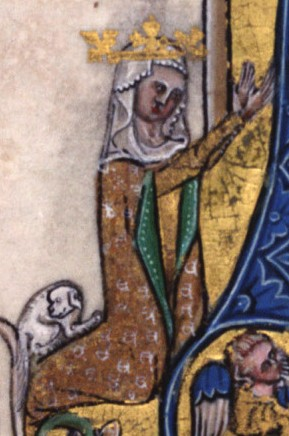
Eliška Rejčka, česká královna
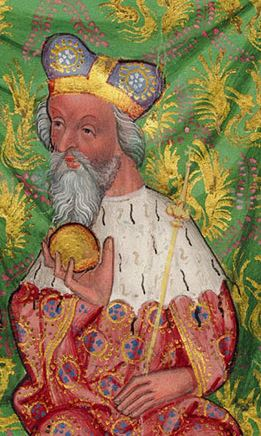
Jošt Moravský, římský král a moravský markrabě
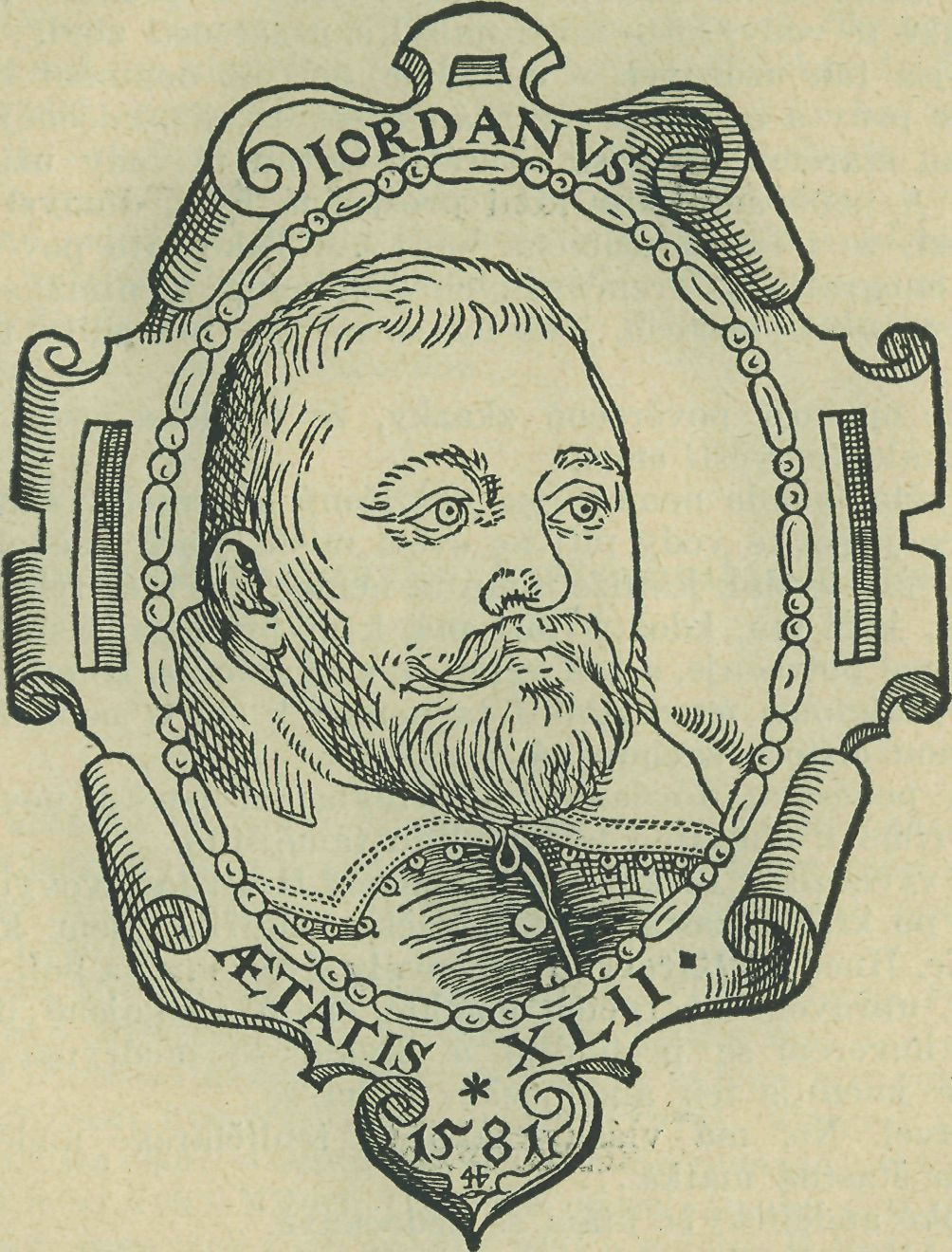
Tomáš Jordán z Klausenburku, lékař a balneolog
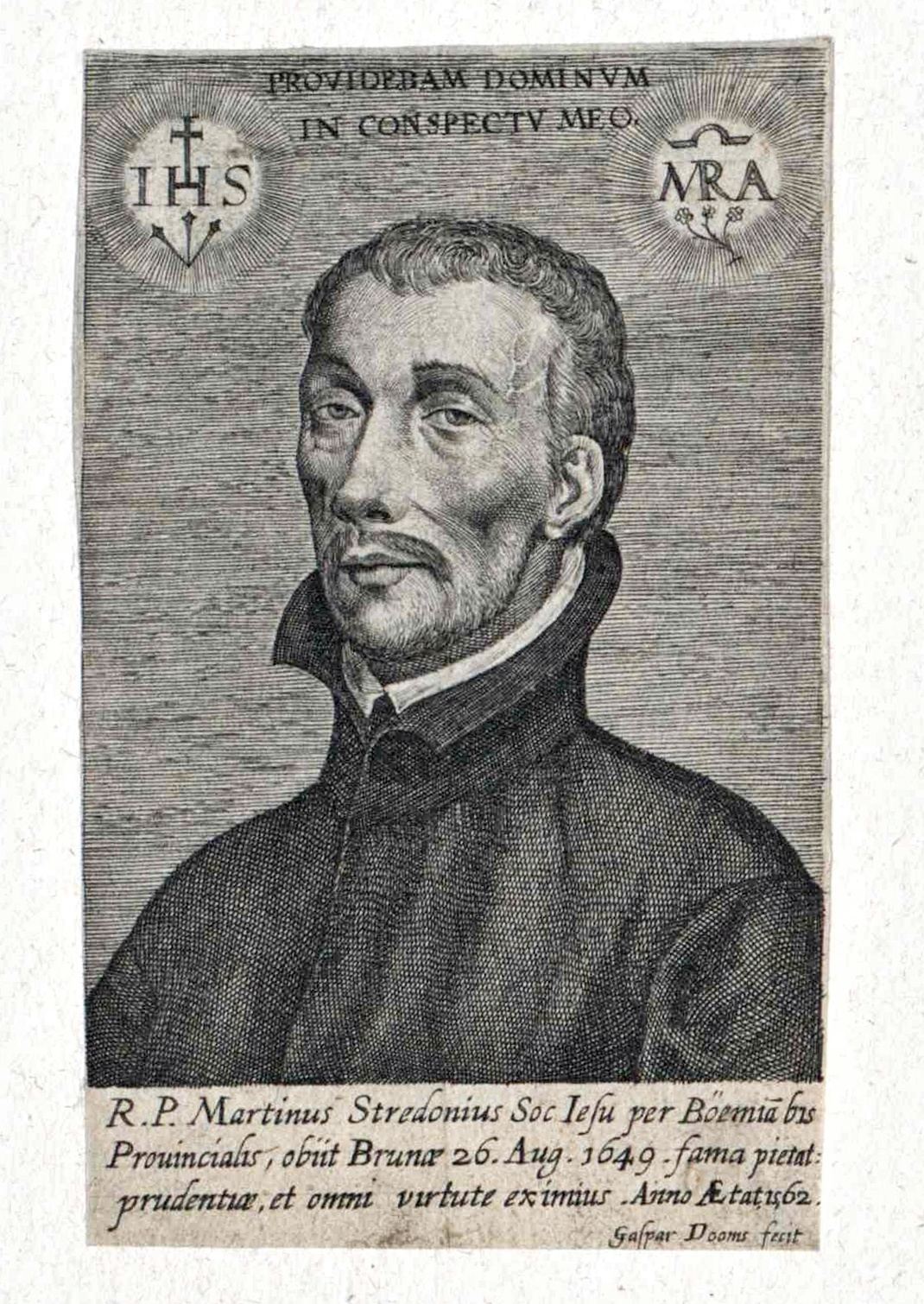
Martin Středa, teolog a historik
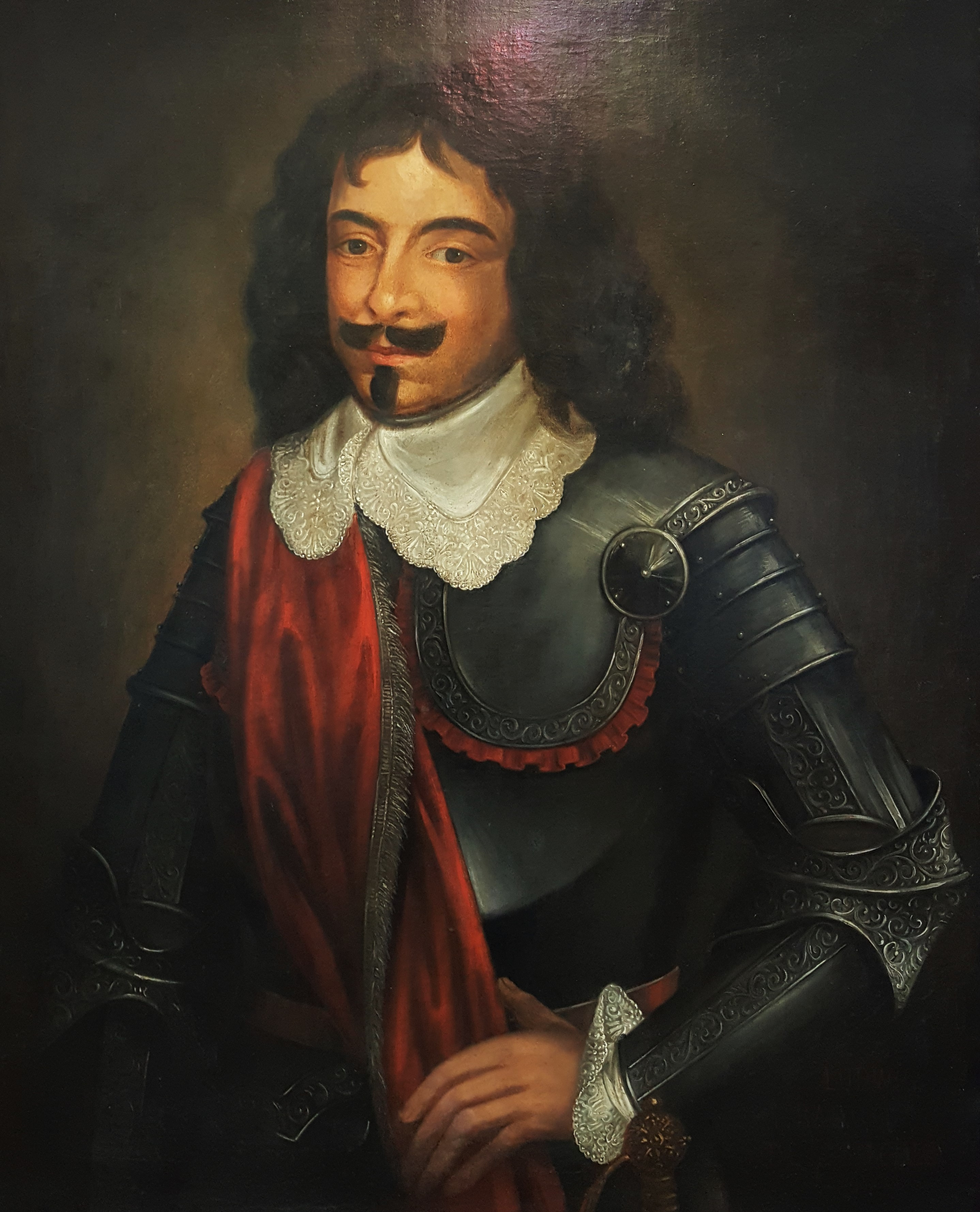
Louis Raduit de Souches, vojevůdce v třicetileté válce
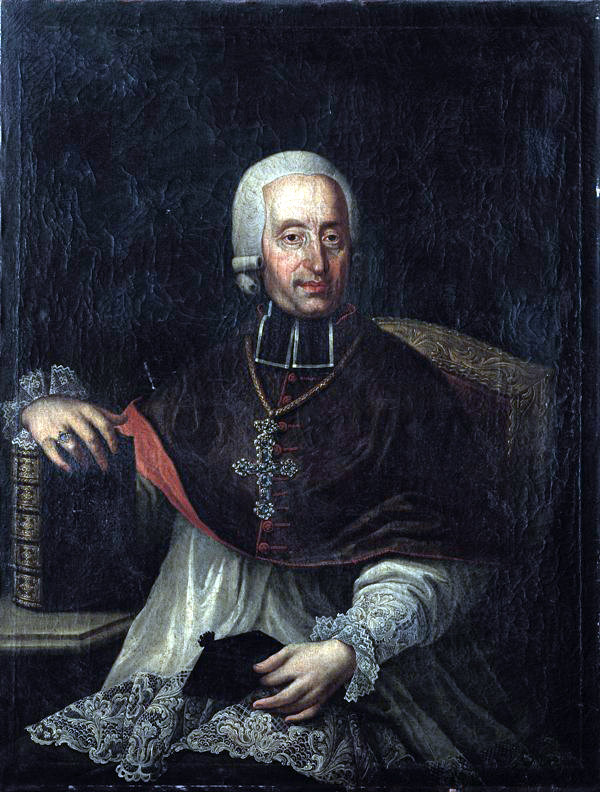
Matyáš František hrabě Chorinský, svobodný pán z Ledské, první biskup brněnský a zakladatel brněnské diecéze
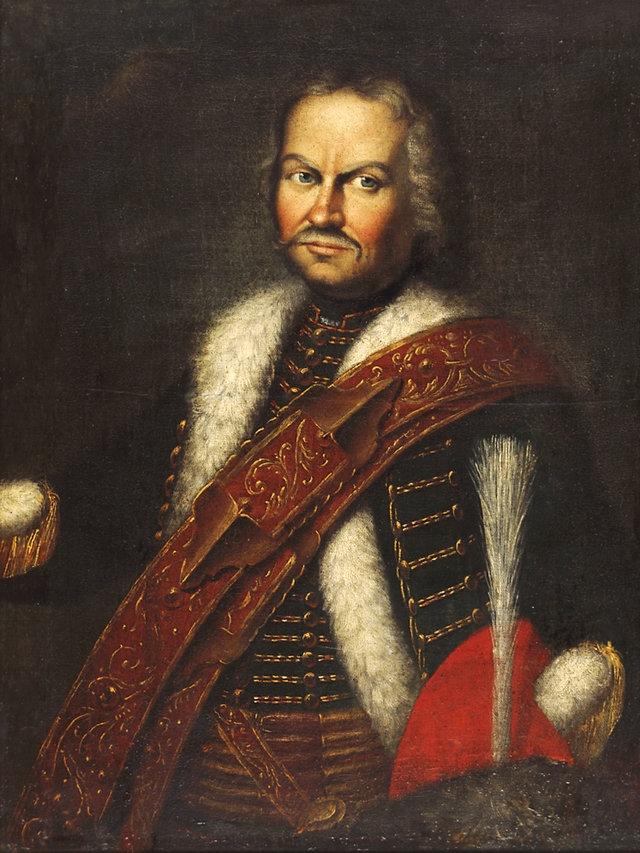
František svobodný pán Trenck, vojenský velitel
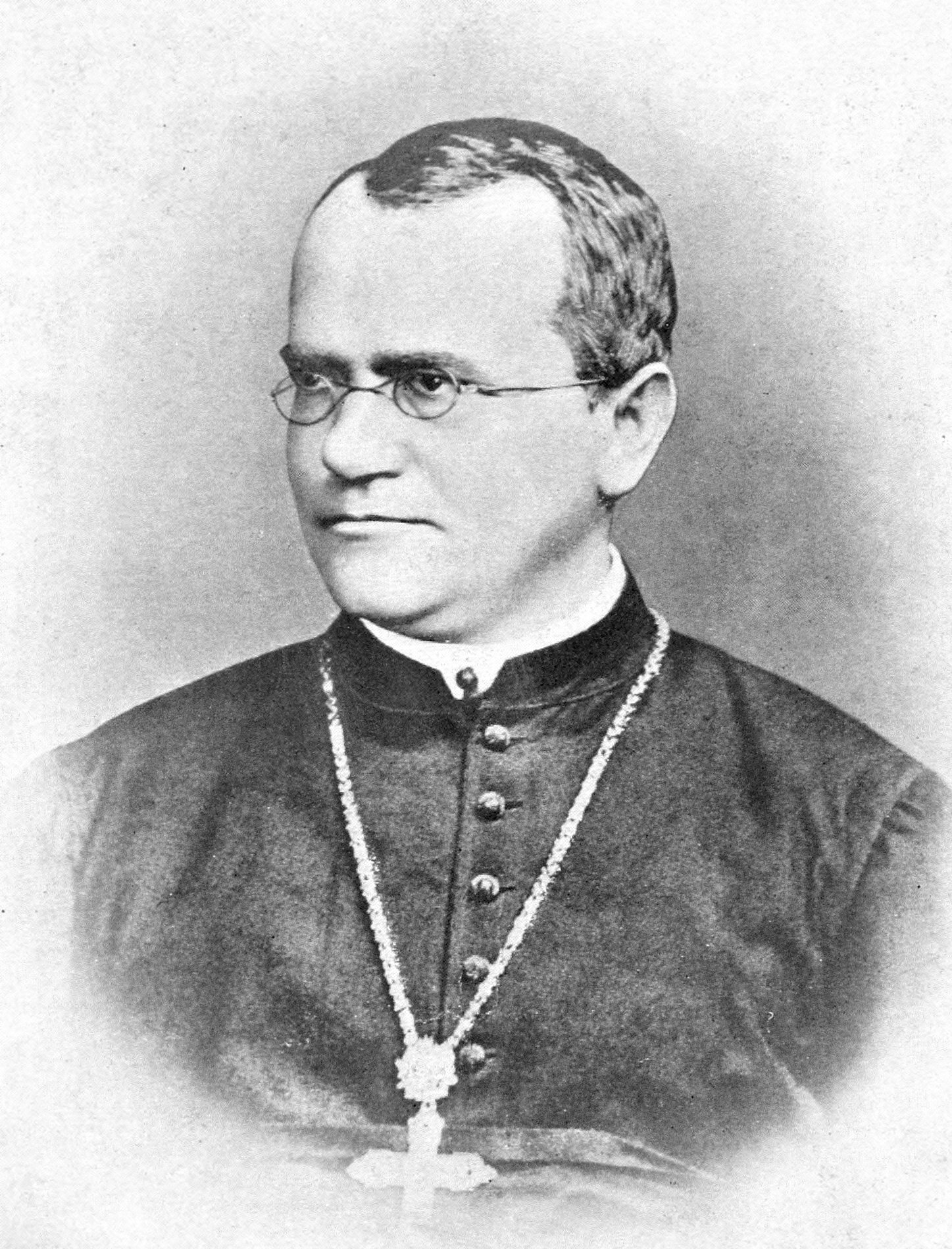
Gregor Johann Mendel, zakladatel genetiky
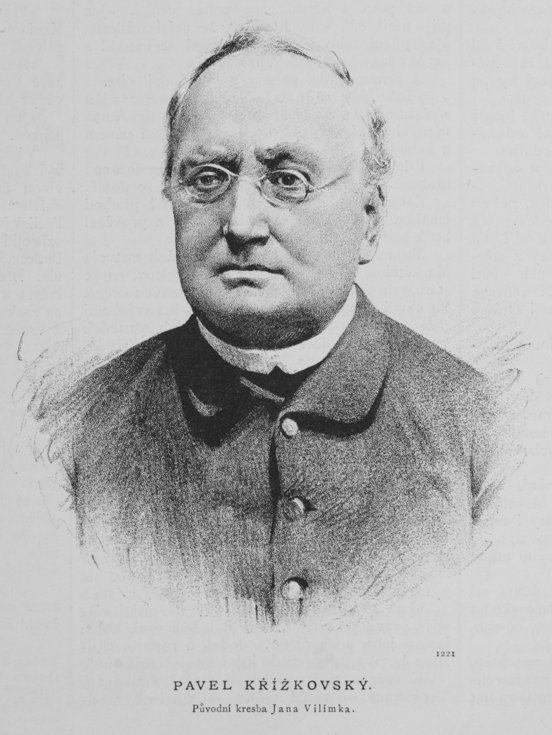
Pavel Křížkovský, hudební skladatel
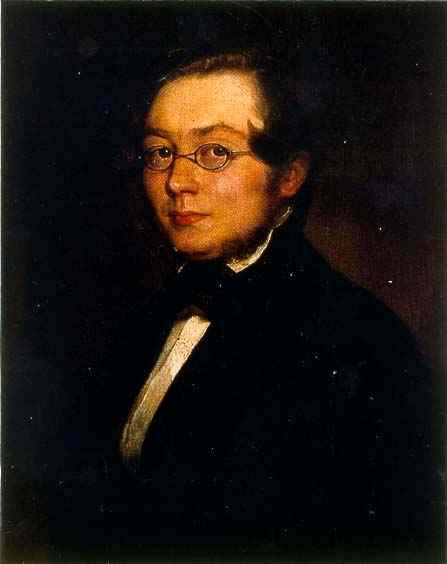
Ferdinand von Hebra, zakladatel dermatologie, objevitel příčiny svrabu
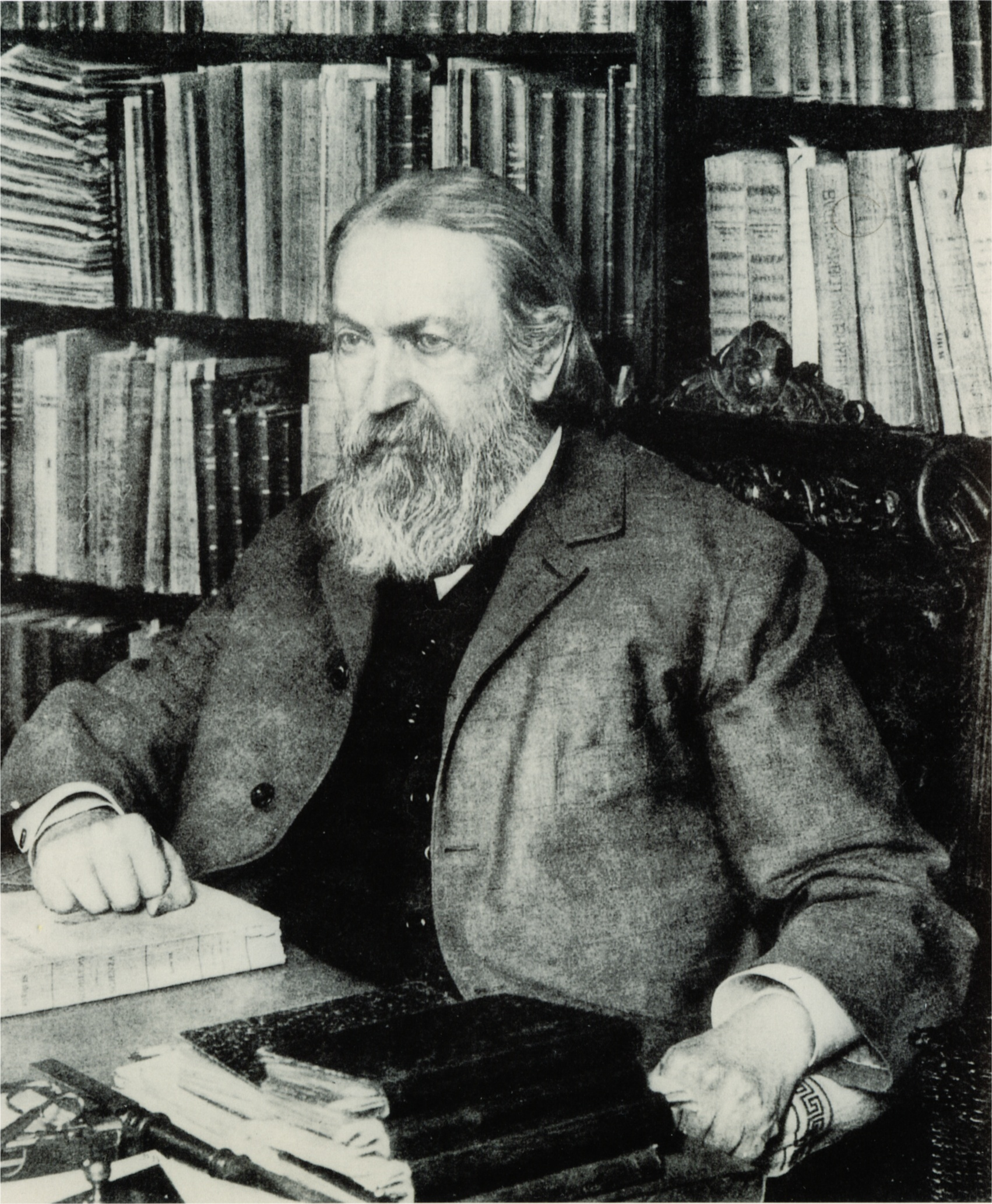
Ernst Mach, fyzik
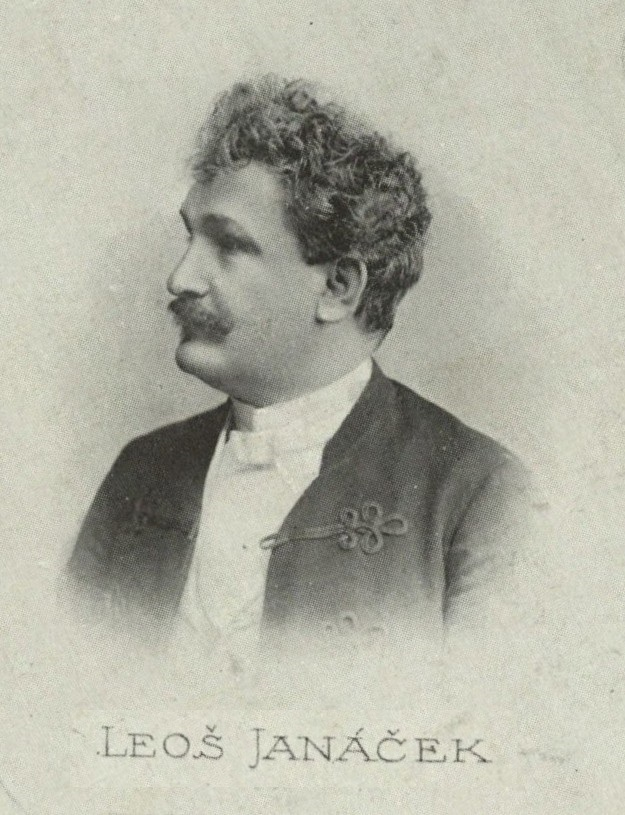
Leoš Janáček, hudební skladatel
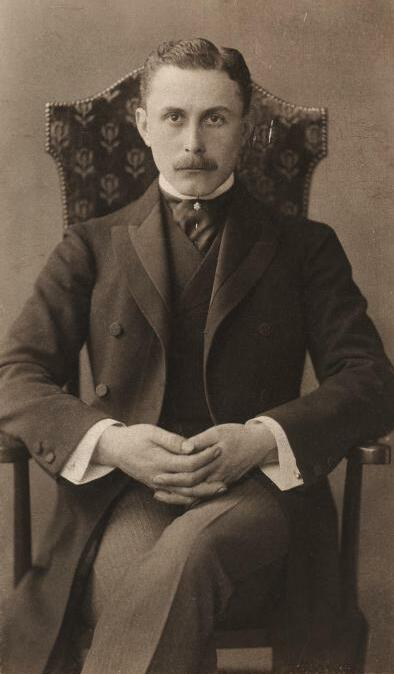
Adolf Loos, architekt
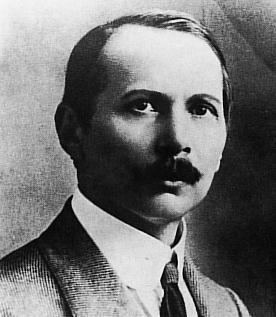
Viktor Kaplan, vynálezce Kaplanovy turbíny
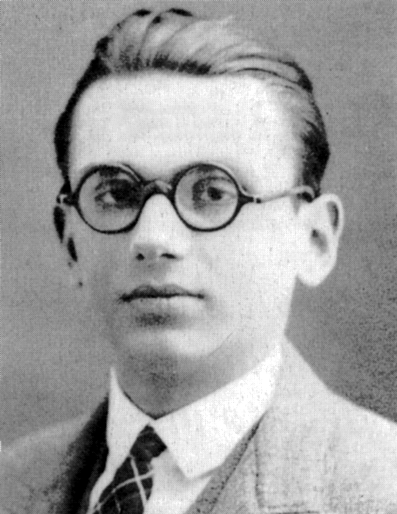
Kurt Gödel, matematik a logik
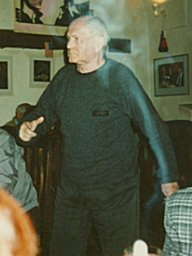
Bohumil Hrabal, spisovatel
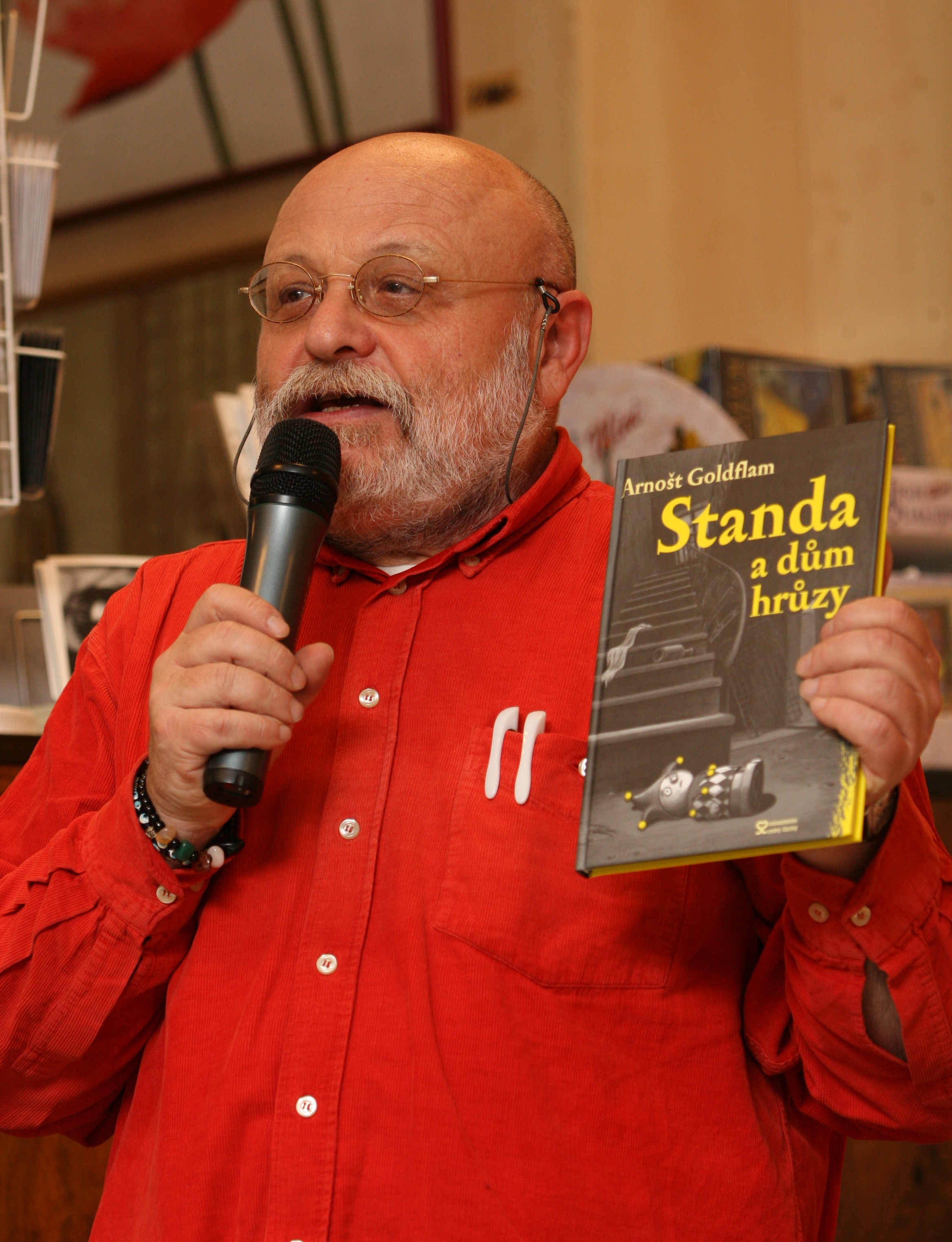
Arnošt Goldflam, herec a dramatik
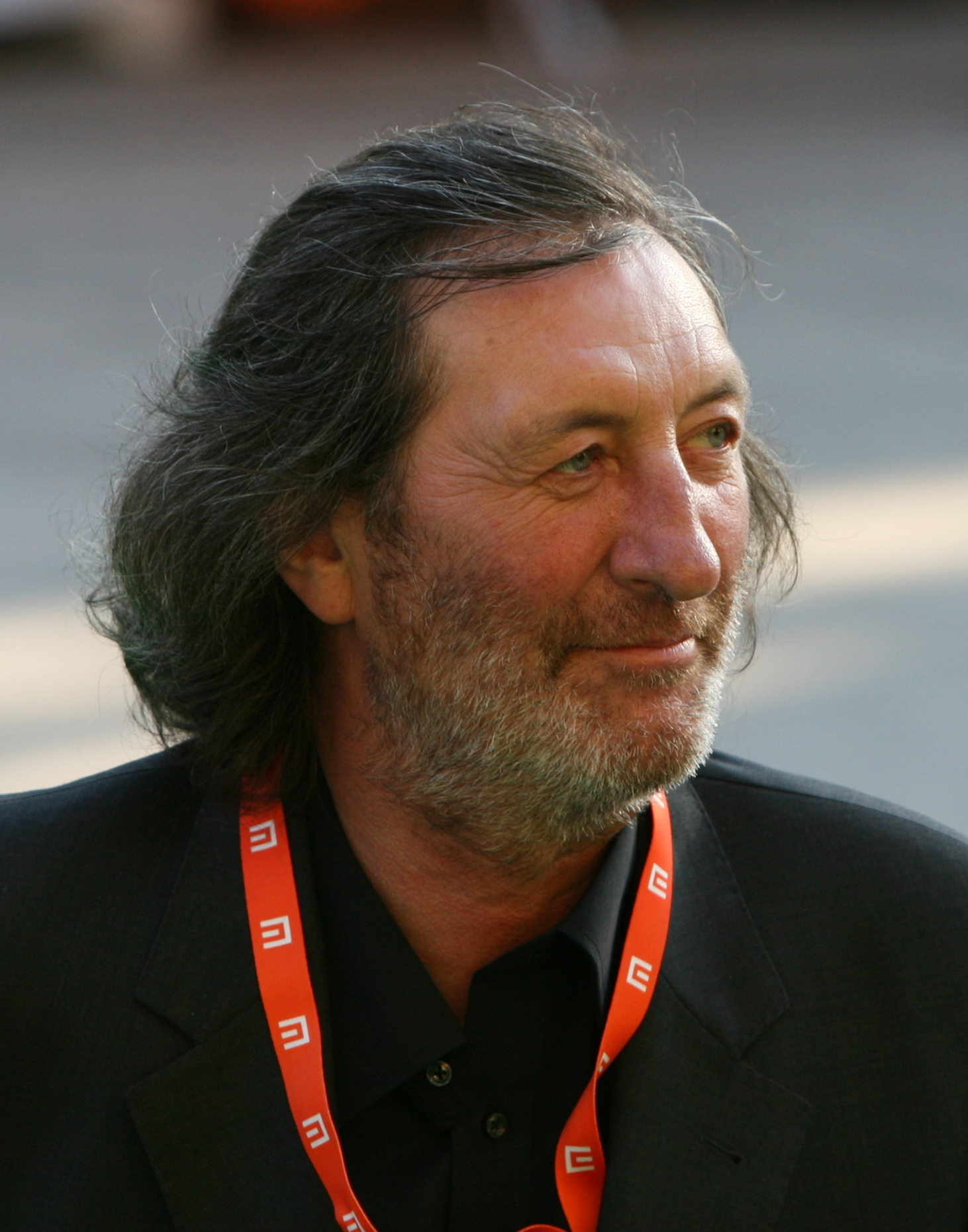
Bolek Polívka, herec a dramatik

## Doprava

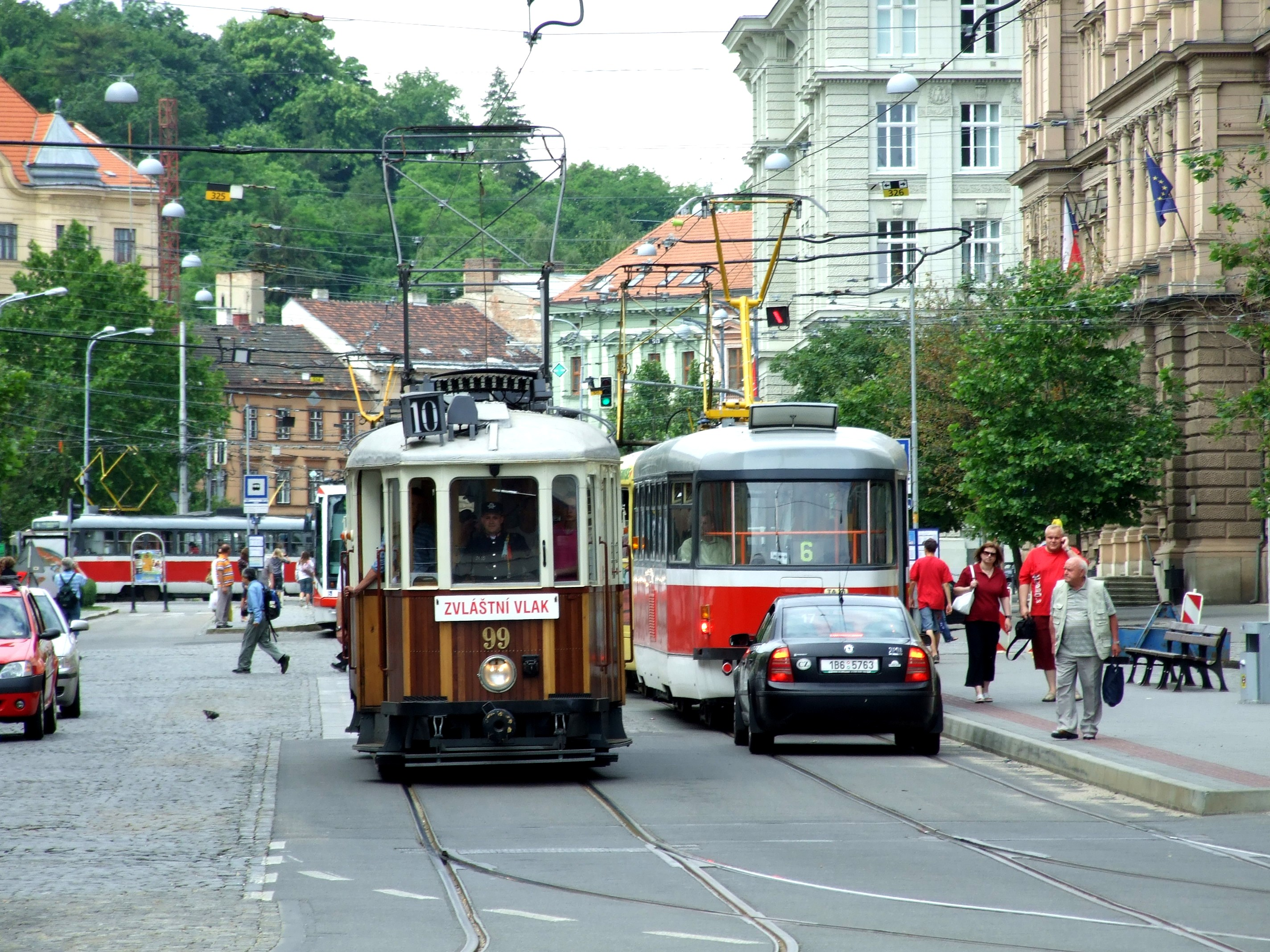
Tramvajová doprava je dnes páteří brněnské MHD. Na obrázku je vidět soudobá a historická tramvaj.

Městská hromadná doprava v Brně tvoří poměrně rozsáhlý systém sestávající ze 12 linek tramvají, 12 linek trolejbusů (tvořící největší síť trolejbusové dopravy v České republice) a 39 denních a 11 nočních linek městských autobusů. Šaliny, jak zdejší běžně nazývají tramvaje, mají v Brně dlouhou tradici, poprvé vyjely do ulic města již roku 1869, tedy jako první na území dnešní České republiky. Místní MHD je zapojena do Integrovaného dopravního systému Jihomoravského kraje a přímo dopravně napojuje také některé příměstské obce. Jejím hlavním provozovatelem je Dopravní podnik města Brna, který také provozuje rekreační lodní dopravu na Brněnské přehradě, nostalgické linky s historickými vozidly, pravidelný provoz turistického minibusu, poskytujícího krátkou prohlídku Brna, či službu seniorbus. Noční autobusová doprava má centrální uzel u hlavního vlakového nádraží, odkud v pravidelných intervalech vyjíždí tzv. rozjezdy. Pro posílení hromadné dopravy je také plánováno vybudování podpovrchové dráhy typu S-Bahn.
Železniční doprava zahájila v Brně provoz roku 1839 díky trati Vídeň–Brno, což byla první železniční trať s parním provozem na území dnešní České republiky. Nyní je Brno železničním uzlem nadregionálního významu, pro osobní dopravu zde slouží devět železničních stanic a zastávek. Dnes plně vytížené hlavní nádraží, které je mimo jiné centrálním uzlem regionální vlakové dopravy, denně využije 50 tisíc pasažérů a projede jím okolo 500 vlaků. Stávající hlavní nádraží je zastaralé a kapacitně nevyhovující, stavba nového nádraží byla ale několikrát z různých důvodů odložena. Po desetiletí se diskutovalo o možné změně jeho polohy a na toto téma byla vypsána dvě referenda (v letech 2004 a 2016), obě však pro nízkou účast neplatná.

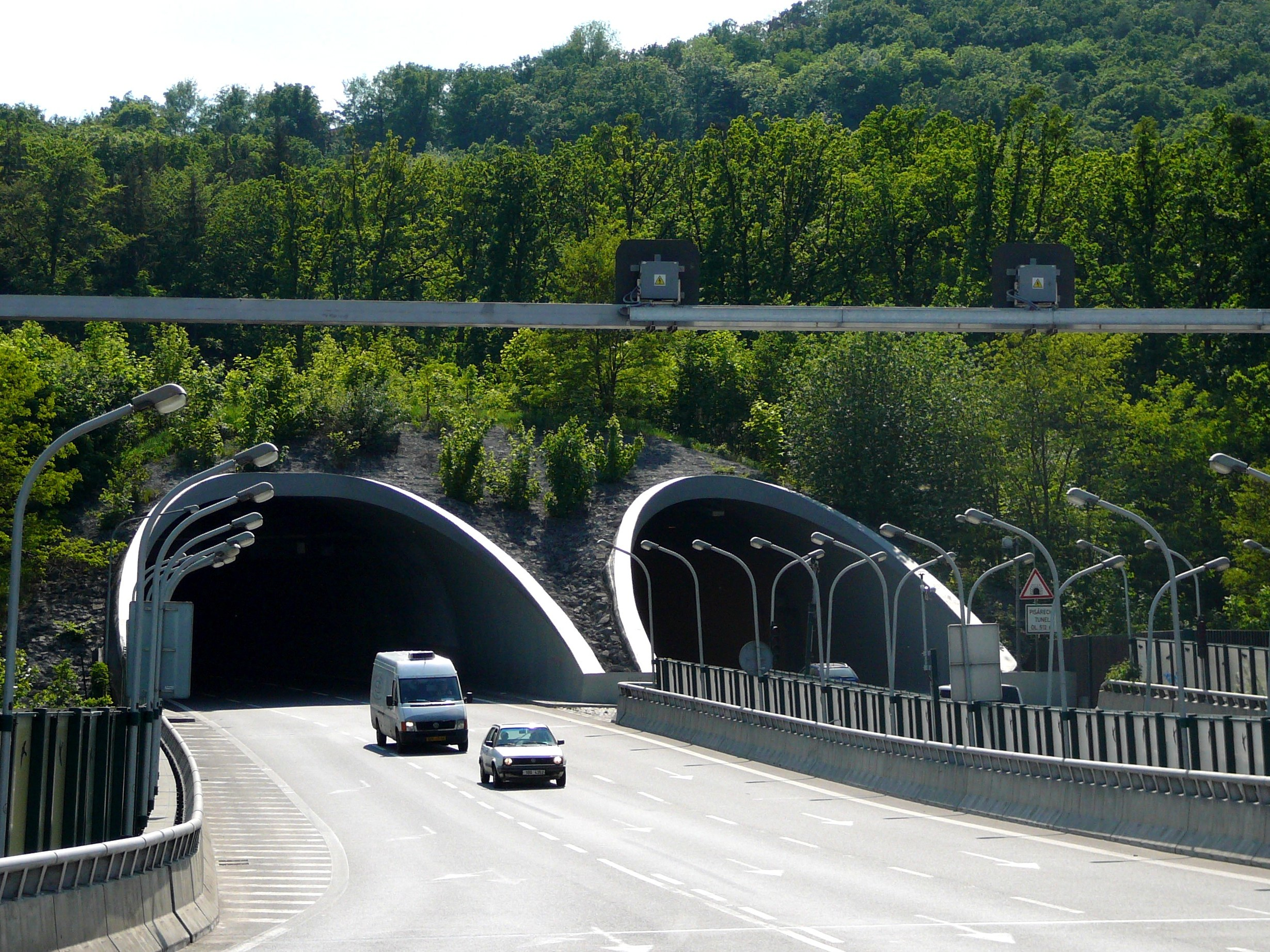
Pisárecký tunel napojuje dálnici D1 na Velký městský okruh

Silniční doprava dělá z Brna mezinárodní křižovatku dálnic. Jižním okrajem města vedou dvě dálnice, D1 z Prahy přes Brno do Ostravy a dále do Polska a D2 do Bratislavy, kousek za hranicemi Brna začíná dálnice D52 směrem na Vídeň, dále je plánována dálnice D43 severním směrem na Svitavy. Brnem také prochází evropské mezinárodní silnice E50, E65, E461 a E462. Ve městě je postupně budován Velký městský okruh, bylo zde postaveno několik silničních tunelů (Pisárecký, Husovický, Hlinky a Královopolský), další tunely jsou plánovány. Také kvůli zvýšenému náporu individuální dopravy jsou ve městě budovány parkovací domy a podzemní parkovací stání. Kromě nových míst k parkování byl od roku 2018 zavedlo město nový systém rezidentního parkování. Vznikly zóny A (historické centrum města), B (prstenec okolo centra) a C (zbytek města), ve kterých mohou zdarma parkovat pouze obyvatelé nebo podnikatelé v daném místě, jinak je pro návštěvníky parkování placené. Dle vedení Brna se tímto způsobem má pro občany zjednodušit parkování v okolí bydliště či místa podnikání, cílem je i regulace dlouhodobého stání vozidel.

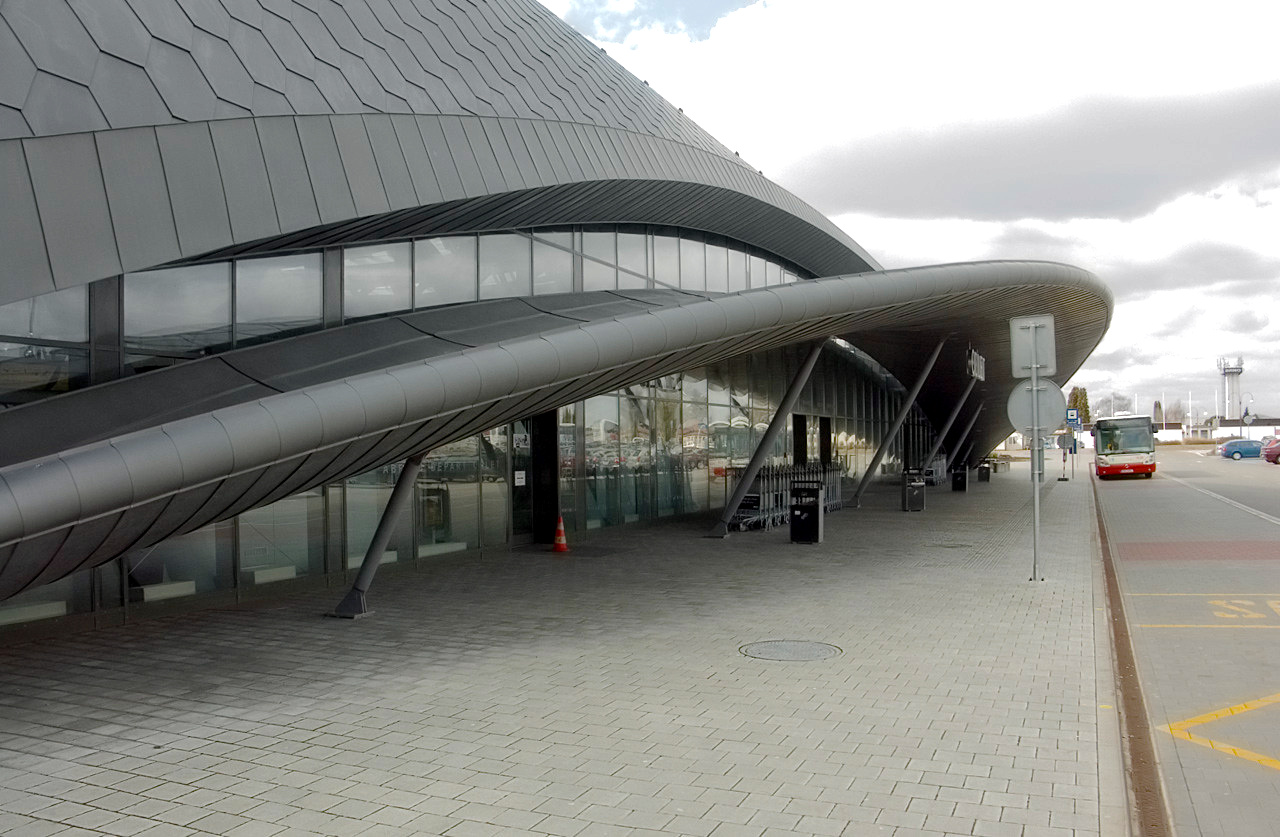
Mezinárodní letiště Brno-Tuřany je se svými pravidelnými i charterovými lety druhým největším letištěm v ČR.

Leteckou dopravu umožňují dvě fungující letiště, jedním je mezinárodní veřejné letiště Tuřany. Osobní doprava na tomto letišti zažívá v posledních letech velký nárůst, létají odtud pravidelné linky například do Londýna, Milána, Berlína a dalších měst, letiště je mimo jiné také jednou ze dvou základen letecké služby Policie ČR. Druhým je malé vnitrostátní letiště Medlánky sloužící především rekreačním aktivitám, jako jsou lety balónem, lety kluzáků či pilotáž leteckých RC modelů.
Cyklistika je ve městě rozšířená také díky nížinnému charakteru krajiny, stávající cyklostezky v roce 2011 měřily celkově přibližně 38 km, cyklostezky či dráhy pro bruslaře na kolečkových bruslích jsou dále postupně rozšiřovány. Z Brna vede také zhruba 130 km dlouhá cyklostezka do jednoho z jeho partnerských měst, Vídně. Městem prochází i několik turistických stezek KČT.

## Ekonomika

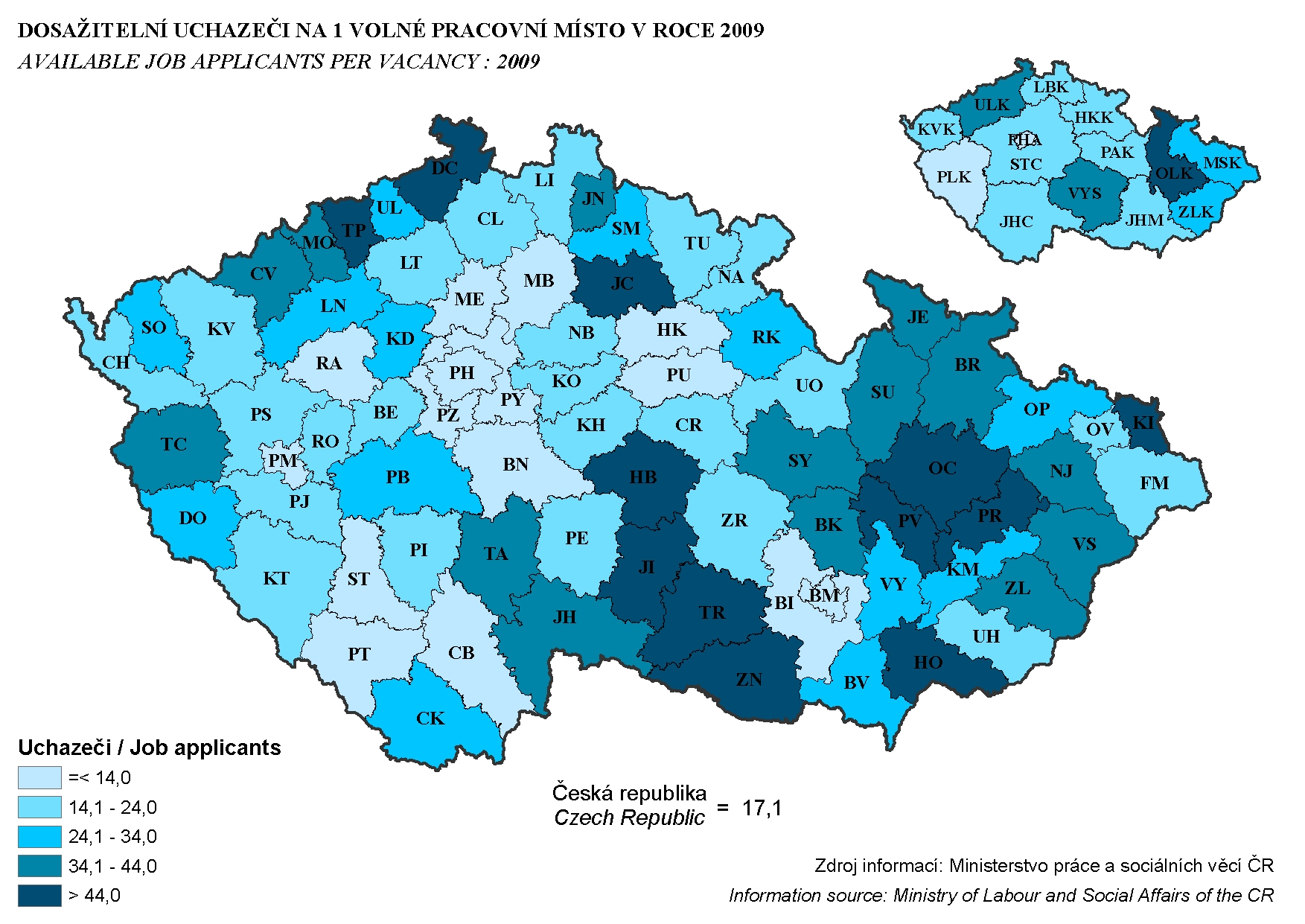
Brno má vysoký poměr množství volných pracovních míst vůči počtu nezaměstnaných, společně s Prahou a Plzní (stav 2009)

Od roku 1990 zaniklo mnoho firem, vytvořených nebo vyčleněných v rámci privatizace z bývalých národních podniků. Byly mezi nimi i některé tradiční firmy. Jiné podniky byly restrukturalizovány a v konkurenčním prostředí se udržely. Zatímco před rokem 1990 měly v Brně velkou váhu strojírenské podniky, od té doby se hospodářství města do značné míry přeorientovalo na lehký průmysl, logistiku a služby. V současnosti zažívají tato odvětví nebývalý rozvoj, o čemž svědčí i to, že v roce 2011 na 21. ročníku Veletrhu nemovitostí a investičních příležitostí MIPIM ve francouzském Cannes dostalo Brno trojí prestižní ocenění v soutěži Cities of the Future (města budoucnosti). Výrobní závody se soustřeďují především do nových průmyslových zón v Brně a okolí, jakými jsou Černovická terasa, Český technologický park, Průmyslová zóna Modřice, Průmyslová zóna Šlapanice a další. Průměrná mzda činila k 1. lednu 2018 v Brně 35 715 Kč.

### Zpracovatelský průmysl
Mezi nejznámější firmy brněnské historie patří strojírny Zetor (světoznámý výrobce traktorů), Zbrojovka Brno (mj. výrobce pušek), Královopolská (významná strojírna v Králově Poli), První brněnská strojírna a další. V 19. století Brno díky vysoce rozvinutému textilnímu průmyslu získalo přezdívku „rakouský“ resp. „moravský Manchester“.

### Terciární a kvartérní sektor

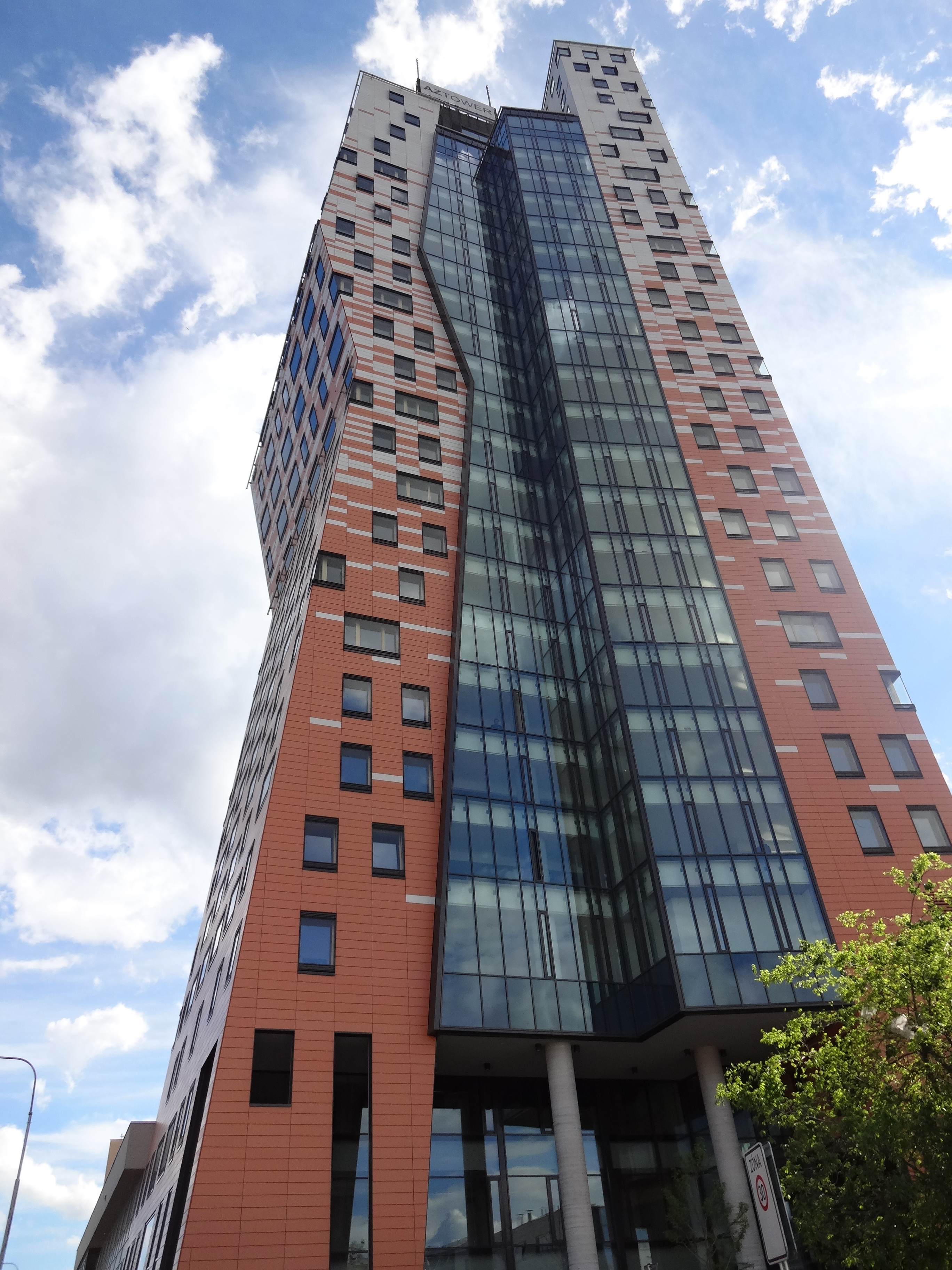
AZ Tower

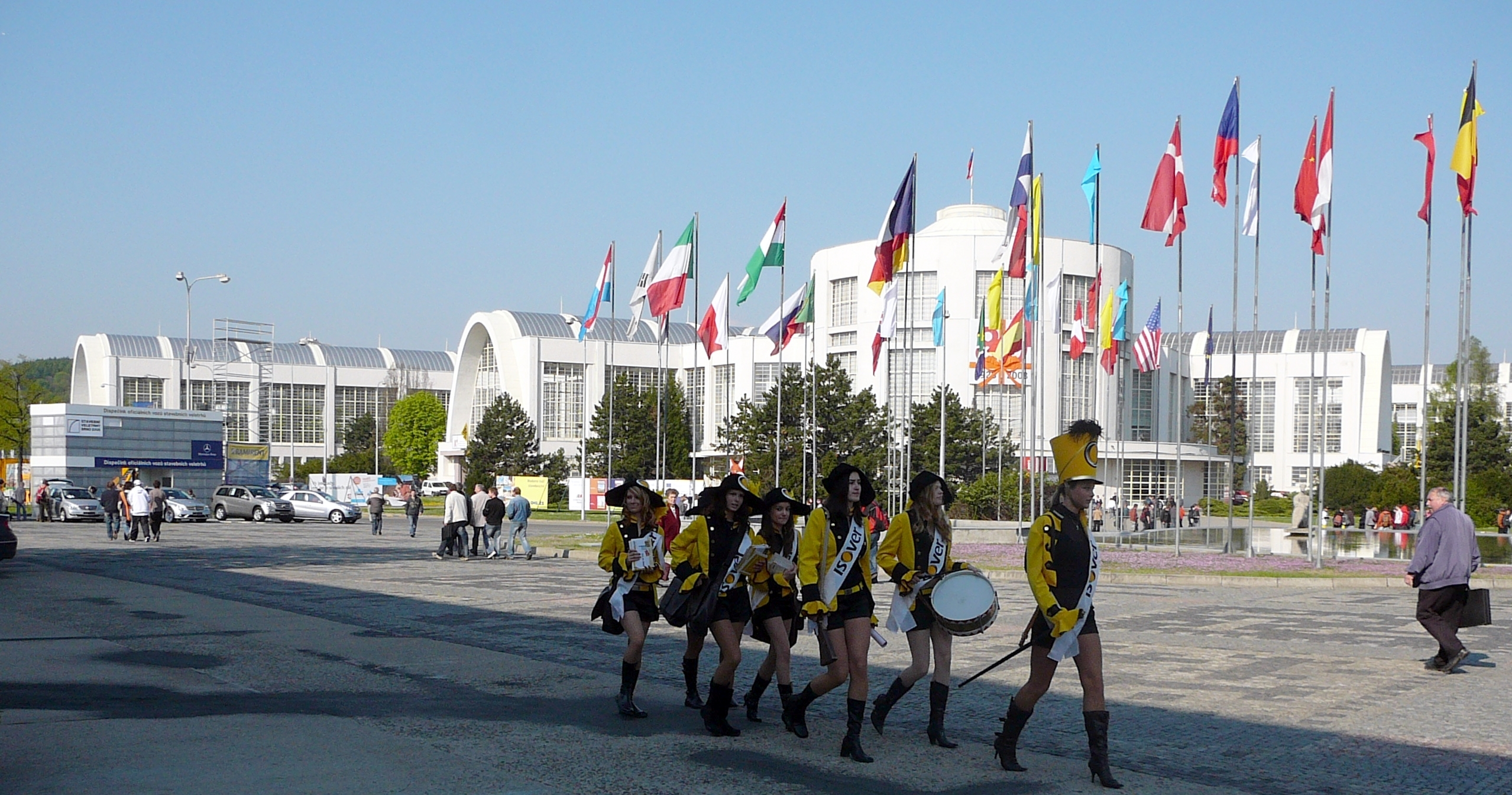
Brněnské výstaviště je jedním z předních evropských výstavišť. (Fotografie zachycuje Obchodně průmyslový palác z roku 1928.)

Společnost Veletrhy Brno, dříve Brněnské veletrhy a výstavy, vlastní značně rozsáhlé a architektonicky okázalé Brněnské výstaviště, na němž se každoročně pořádá řada výstav a veletrhů s mezinárodní účastí. Brněnské výstaviště je svými 0,13 km² výstavní plochy jedním z největších výstavišť světa, zaujímá 23. místo, jeho celková rozloha činí 0,36 km². Mezi hlavní události patří Autosalon, Mezinárodní strojírenský veletrh, Go-Regiontour a další. Dříve mezi hlavní akce patřil i veletrh moderní počítačové a komunikační techniky Invex. Brno také ve světě módy proslulo po Evropě pořádáním mezinárodního módního veletrhu Styl s výstavou Kabo.
V Brně také roste mnoho velkých administrativních center, především podél ulic Heršpické a Vídeňské na jihu města; příkladem může být Český technologický park, společný projekt britské firmy B&O a města, Spielberk Office Centre, Brno Business Park, Axis Office Park, Vienna Point Brno a další. Po roce 2000 v Brně otevřely svoje pracoviště zahraniční technologické firmy jako IBM, Honeywell, Siemens, AVG Technologies, Cisco Systems, AT&T, SGI, Red Hat, Alstom, Motorola a jiné. Přirozeně řada těchto firem má v Brně svá sídla pro Českou republiku, například Red Hat in the Czech Republic, AVG Technologies CZ, SGI Česká republika nebo mají v Brně své významné mezinárodní centrály, například Honeywell Global Design Center Brno, IBM Delivery Centre Central Europe Brno a další. Svá sídla mají v Brně i významné domácí firmy, například známý dopravce Student Agency, IT společnost GiTy a řada dalších.
V posledních letech se v Brně začíná také rozvíjet kvaternární sektor ekonomiky, tedy činnosti ve vědě, výzkumu a školství, příkladem může být CEITEC (Středoevropský technologický institut), International Clinical Research Centre in Brno (ICRC), AdMaS (Advanced Materials, Structures and Technologies) nebo Cetocoen (Centrum pro výzkum toxických látek v prostředí). Město nadále vyvíjí snahy tyto aktivity podporovat, příkladem může být Jihomoravské inovační centrum a jeho Technologický inkubátor VUT.
V roce 2024 vyšla datová zpráva, která shrnovala stav brněnského inovačního ekosystému. Podle ní dosáhlo Brno a Jihomoravský kraj výrazné dominance v kosmickém, elektrotechnickém, polovodičovém průmyslu, v informačních technologiích a region Jihovýchod se stal silným evropským inovátorem.

#### Prodejní síť

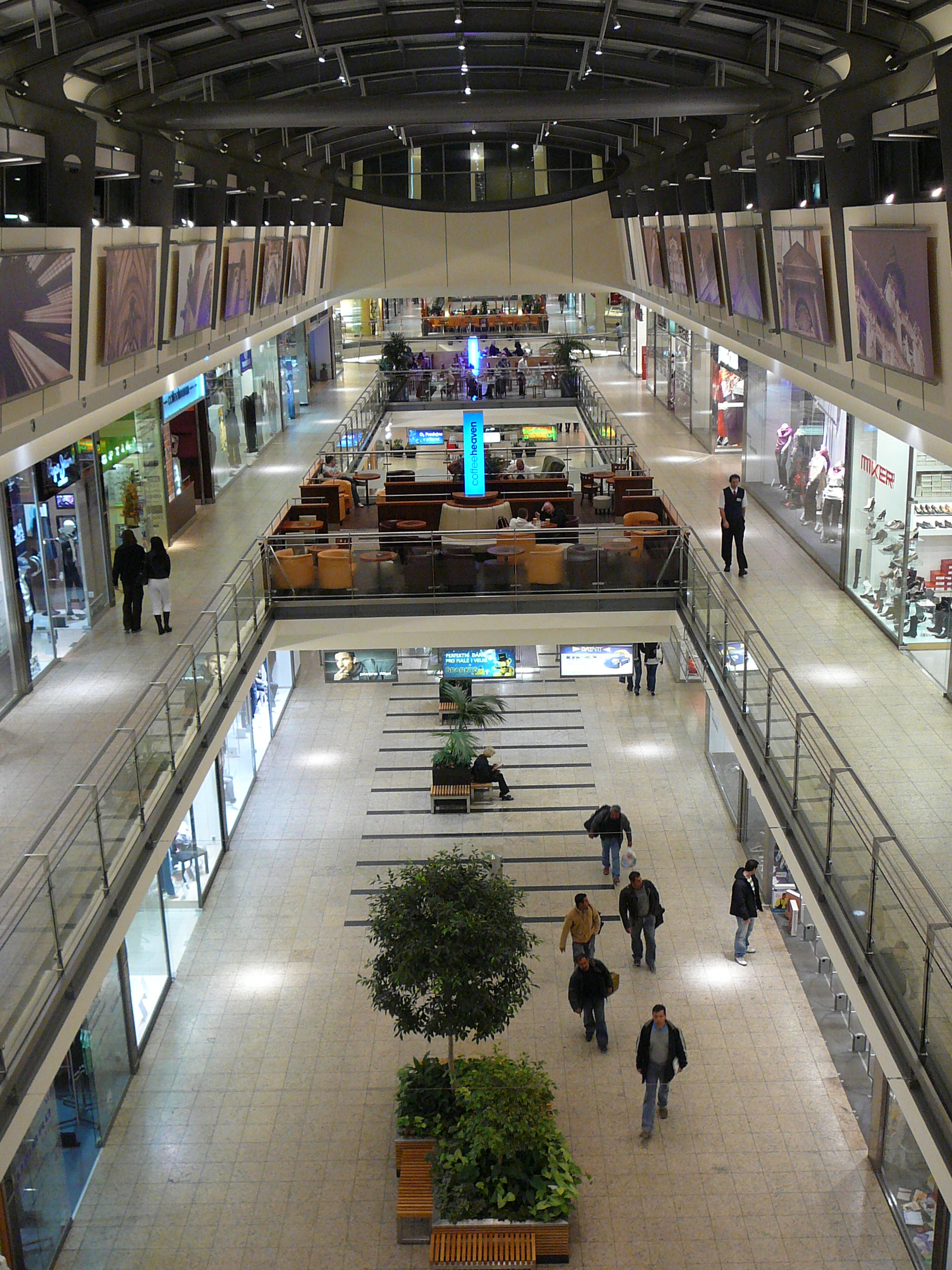
Galerie Vaňkovka je jedním z nejoblíbenějších nákupních center ve městě

V Brně se nachází velké množství nákupních center, jedněmi z nejoblíbenějších jsou Galerie Vaňkovka, Nákupní centrum Královo Pole a Olympia Brno, která však z větší části leží až za hranici města. Největšími jsou Olympia Brno, která je druhým největším obchodním centrem v České republice, a Avion Shopping Park Brno. V roce 2026 je plánováno otevření největšího projektu smíšeného využití Dornych, který bude nabízet maloobchodní, kancelářskou a rezidenční plochu. Některá velká nákupní centra jsou otevřena non-stop, jako například již zmíněné Nákupní centrum Královo Pole, zároveň je běžné, že ve velkých nákupních centrech jsou pravidelně pořádány různé výstavy a kulturní akce, například ve Vaňkovce, Olympii a dalších.
Brno má v současnosti plošný standard maloobchodní prodejní plochy 1,5 m² na obyvatele, což je stav plně srovnatelný s podmínkami ve městech západní Evropy. Významnou místní sítí maloobchodních prodejen je Brněnka.

#### Turismus

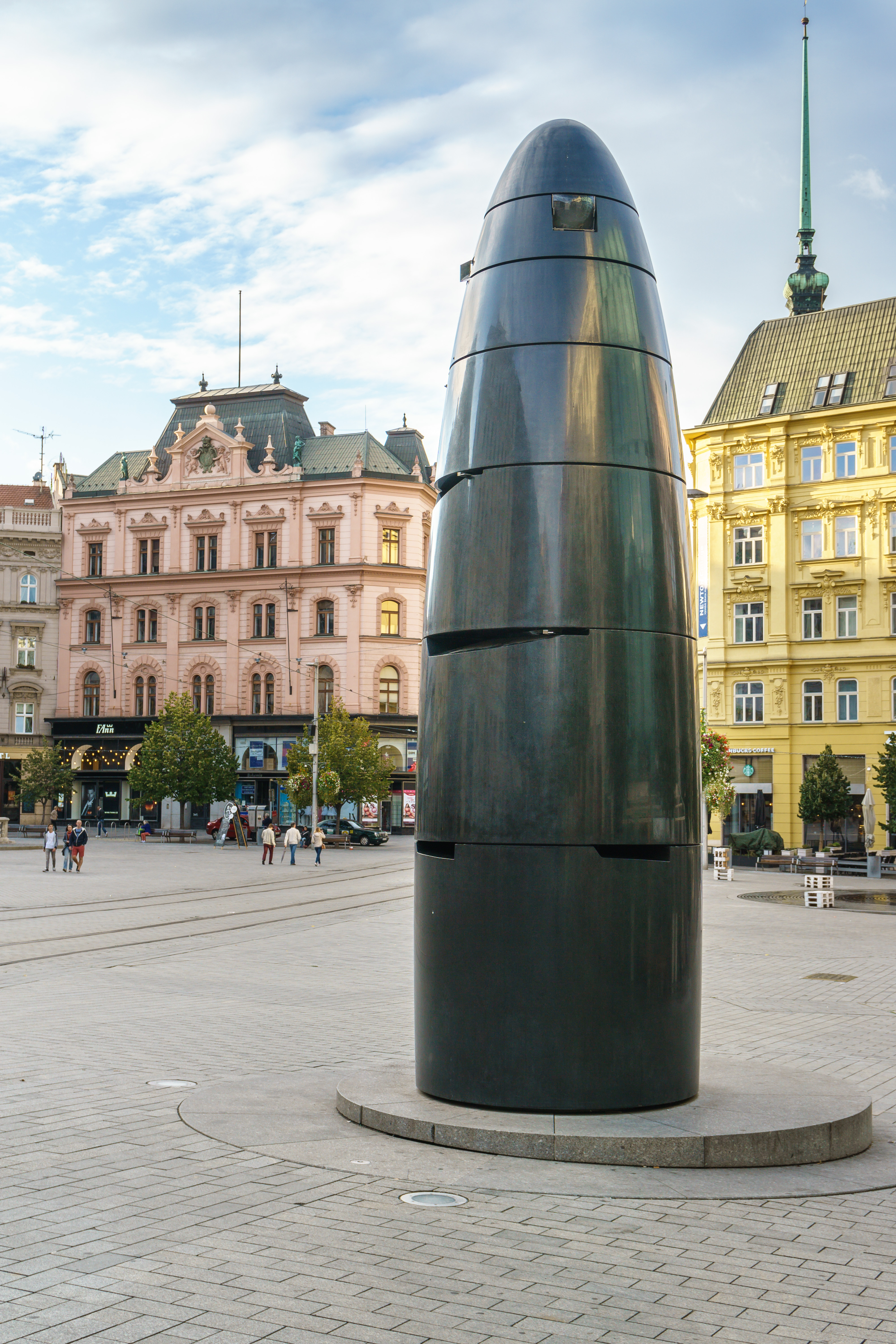
Brněnský orloj

Turismus zaznamenává v Brně od 90. let 20. století velký rozmach. Město je výchozí turistickou destinací za poznáním přírodních a kulturních zajímavostí Brna a jižní Moravy. Na severovýchodě území Brna začíná chráněná krajinná oblast Moravský kras a na jih se rozprostírají vinice s vinnými sklípky. Město je ze severu, východu i západu obklopeno zachovalými smíšenými lesy, které nabízejí mnoho příležitostí pro turistiku a cykloturistiku, na území města, mezi několika městskými částmi se nalézá obora Holedná. Roku 2006 navštívilo brněnská informační centra přes 205 tisíc turistů, z toho 83 tisíc cizinců. Nejvíce město navštěvují Rusové, Poláci a Italové, v jarním období Němci, Rakušané, Španělé a turisté z Asie a USA.
Počet přenocování zahraničních turistů v ubytovacích zařízeních v Jihomoravském kraji v roce 2008 překročil 778 tisíc. Takto vysokého zastoupení zahraničních návštěvníků kraje lze připsat významu Brna jako regionální obchodní a kulturní metropole, vytvářející potenciál pro příjezdový cestovní ruch orientovaný na veletržní a kongresovou turistiku a také jižní Moravě, jako kraji vína s řadou kulturních, historických a přírodních zajímavostí. Ve městě bylo na konci roku 2007 celkem 59 hotelů a 23 jiných hromadných ubytovacích zařízení, jejich celková kapacita byla 9002 lůžek a 4316 pokojů.
V oblasti cestovního ruchu v Brně na nějakou dobu vzbudilo nečekaný zájem odhalení hodinového stroje na náměstí Svobody (nepřesně označovaného jako Brněnský orloj) vyrobeného z africké žuly a záměrně tvarovaného tak, aby připomínal projektil, ovšem někdy též tvarově ztotožňovaného s penisem. Tato záležitost byla silně medializována a stavba se velmi brzy stala kontroverzní a známou v celé České republice.

## Správa a členění města

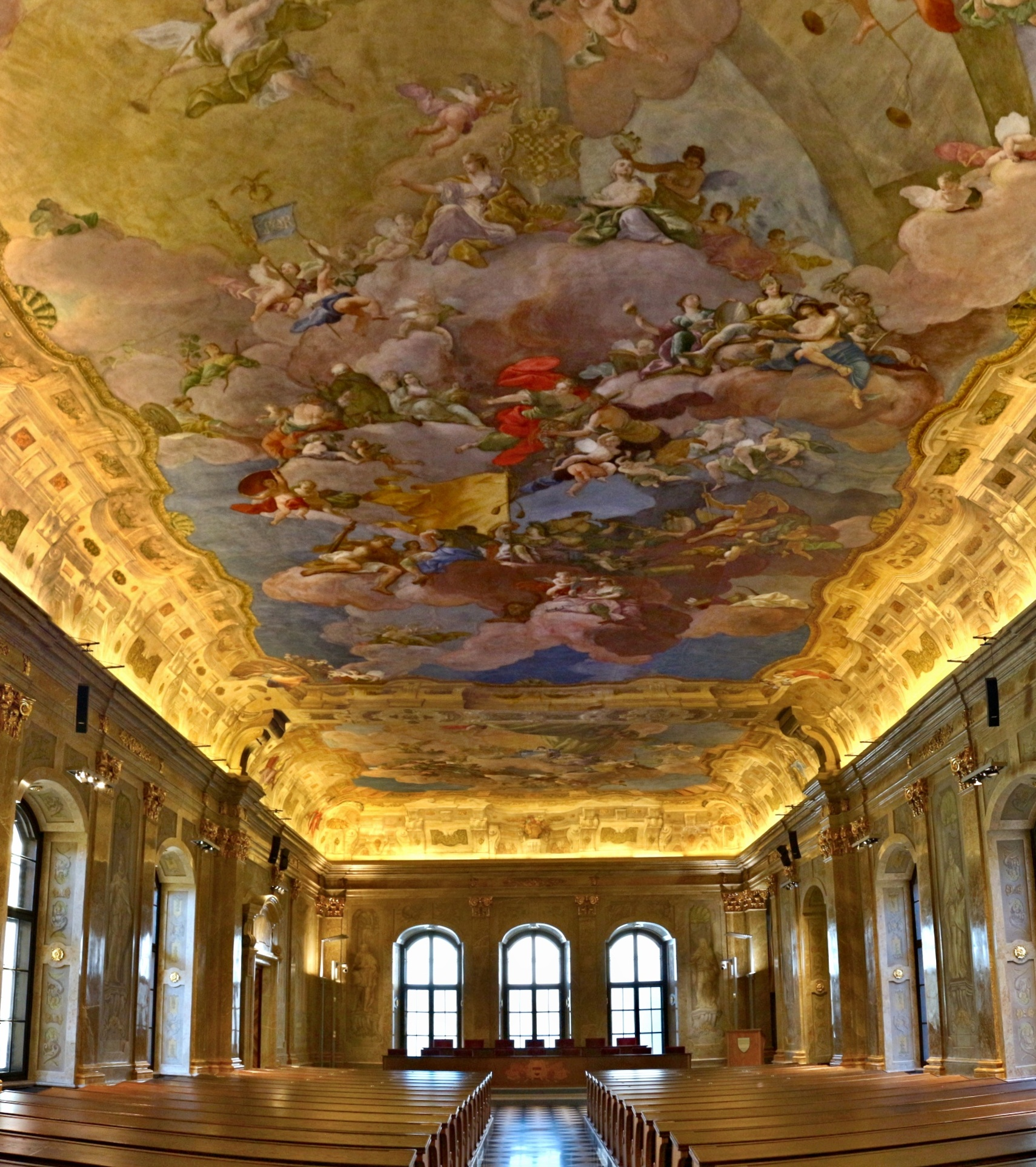
Zastupitelský sál v Nové radnici

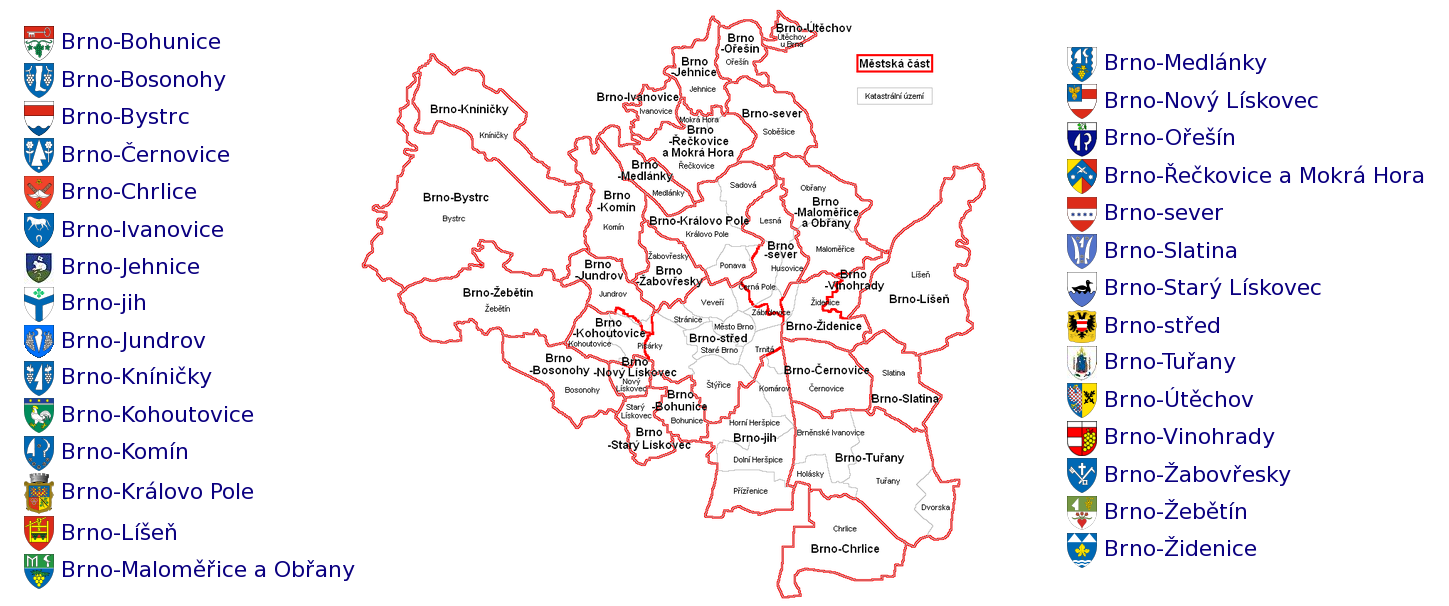
Městské části Brna a jejich znaky

Brno je územně členěné statutární město s magistrátem a primátorem, spravované podle statutu města Brna. Vedle zastupitelstva města a rady je orgánem města i sněm starostů, jehož členy jsou starostové jednotlivých brněnských městských částí a primátor města Brna.
Brno samo o sobě tvoří okres Brno-město, tedy je obcí s rozšířenou působností pouze pro vlastní území. Pro účely senátních voleb je území Brna rozděleno mezi volební obvody 55, 58, 59 a 60.

### Městské části
Správní členění Brna prošlo dramatickým a dlouhým vývojem, zvláště pak po roce 1945. Od podzimu 1990 se Brno člení na 29 samosprávných městských částí. Každá z nich má vlastní volené zastupitelstvo, radu a starostu, znak a vlajku. Brno se skládá celkově ze 48 katastrálních území, jejichž hranice jsou často rozděleny do několika městských částí. Velikost městských částí se zásadně liší od zhruba 600 obyvatel (MČ Brno-Ořešín) až po přibližně 60 tisíc obyvatel (MČ Brno-střed).
Mezi největší městské části Brna patří (dle počtu obyvatel) Brno-střed, Brno-sever, Brno-Bystrc a Brno-Královo Pole. Naopak nejmenší městské části jsou Brno-Kníničky, Brno-Útěchov a Brno-Ořešín. Dle katastrální výměry jsou největšími městskými částmi Brno-Bystrc, Brno-Tuřany, Brno-Líšeň a Brno-střed, nejmenšími pak Brno-Útěchov a Brno-Nový Lískovec.

## Úřady a instituce

### Justiční
Brno je centrem české justice, která je tím i geograficky oddělena od moci výkonné a zákonodárné sídlící v Praze. V Brně sídlí v bývalé Zemské sněmovně v Joštově ulici Ústavní soud České republiky. Své sídlo zde má i Nejvyšší soud České republiky (Burešova ulice), Nejvyšší správní soud České republiky (Moravské náměstí) a Nejvyšší státní zastupitelství (Jezuitská ulice).
Městský soud v Brně má působnost jako okresní soud pro celé město, pro okolní obce má působnost Okresní soud Brno-venkov. Oba soudy sídlí v novém Justičním areálu Brno v Polní ulici. V Justičním paláci v Rooseveltově ulici sídlí Krajský soud v Brně s působností pro celý Jihomoravský kraj (od roku 1960). V Brně také sídlí příslušné krajské, okresní a městské státní zastupitelství, na Moravském náměstí navíc sídlí pobočka Vrchního státního zastupitelství v Olomouci.

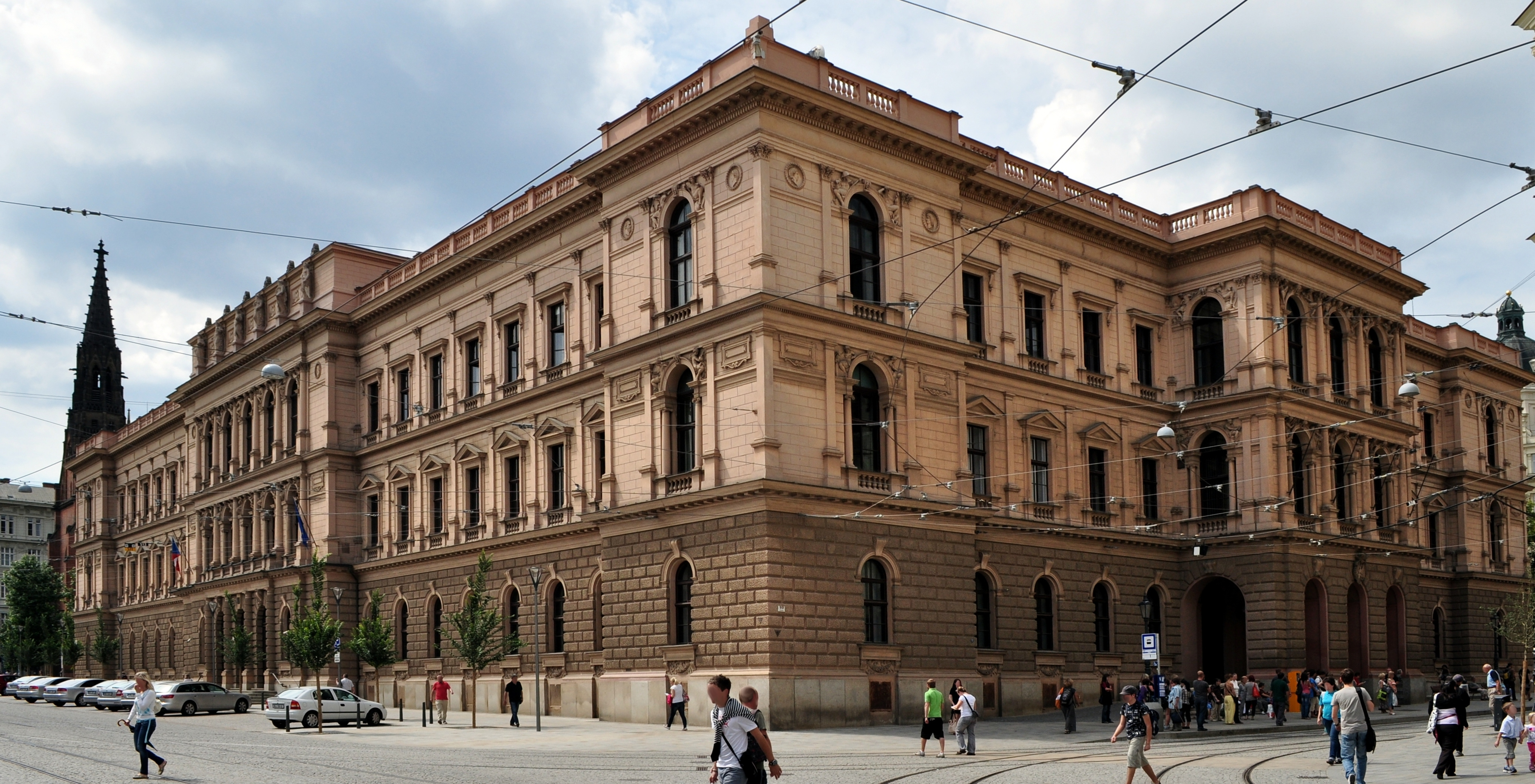
Bývalá Moravská zemská sněmovna, dnes sídlo Ústavního soudu České republiky
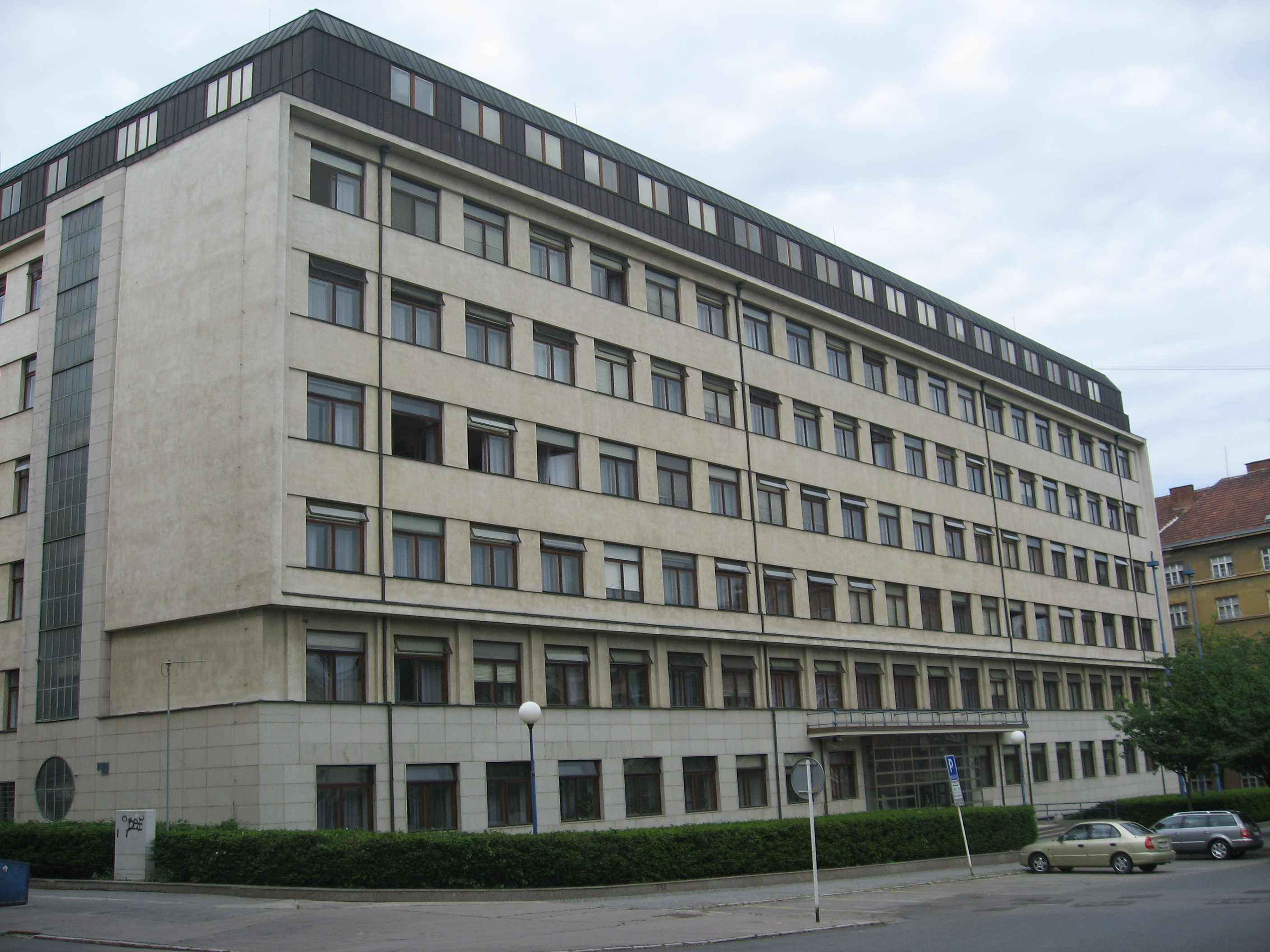
Budova Nejvyššího soudu České republiky
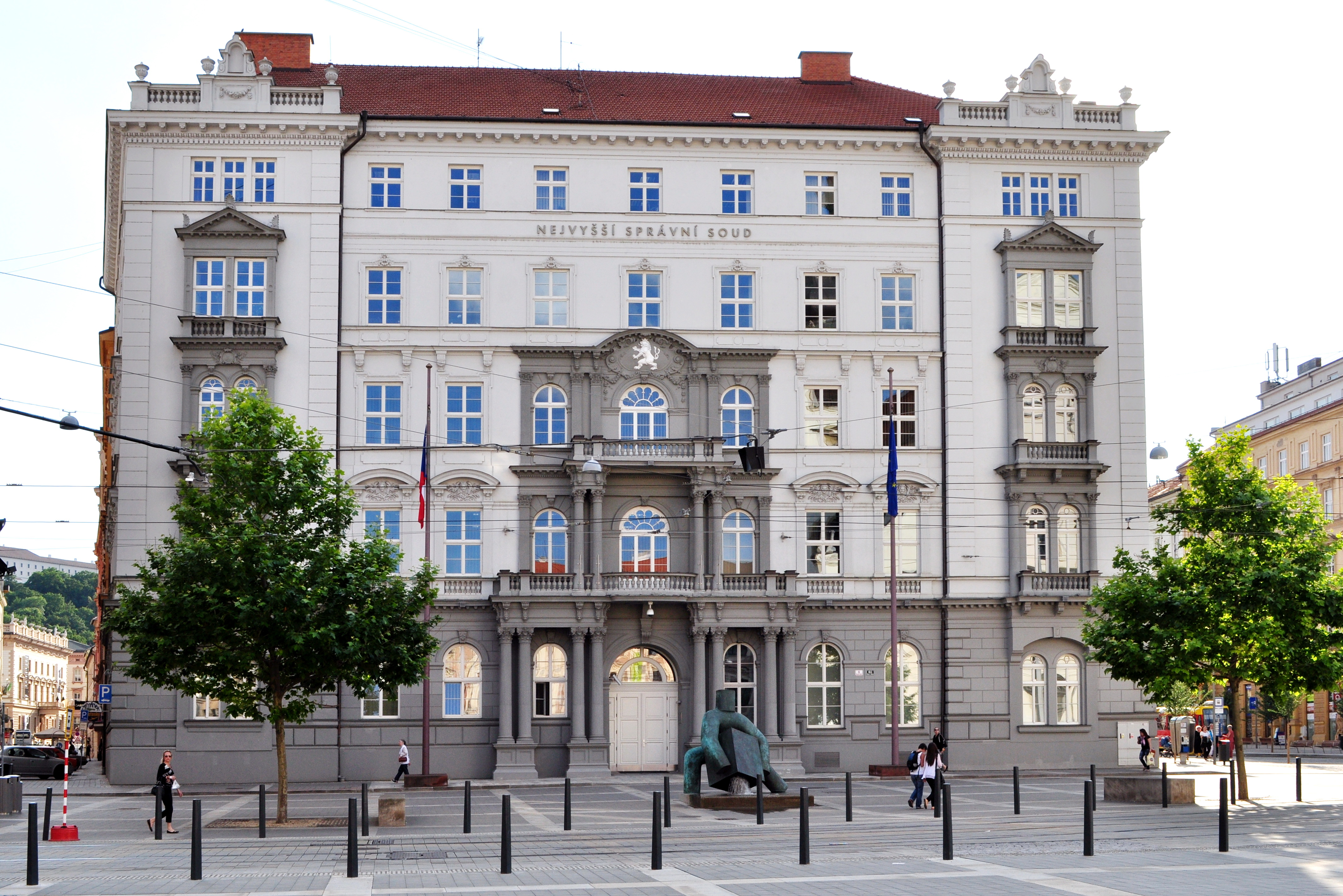
Nejvyšší správní soud České republiky na Moravském náměstí
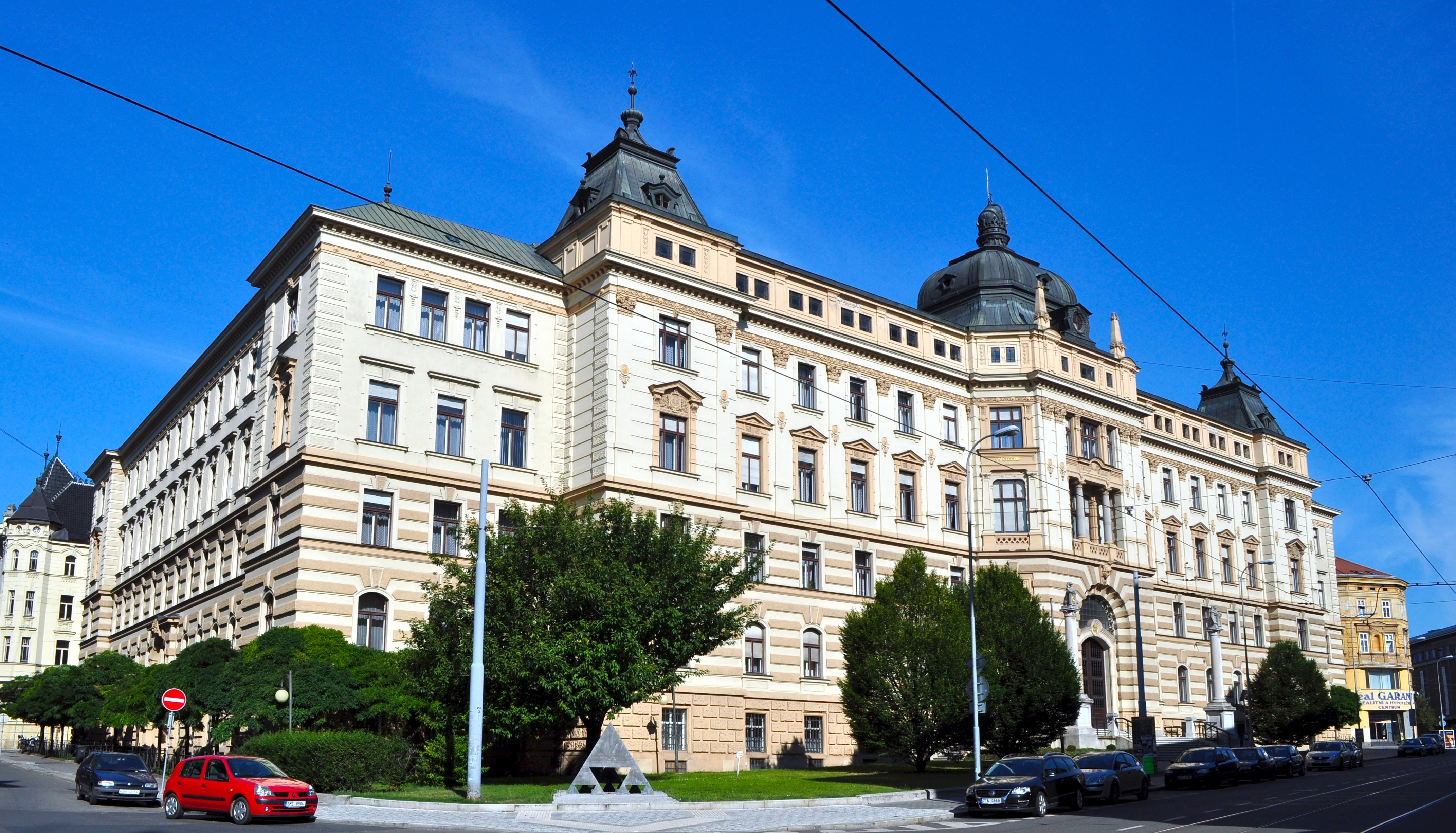
Justiční palác, sídlo Krajského soudu v Brně
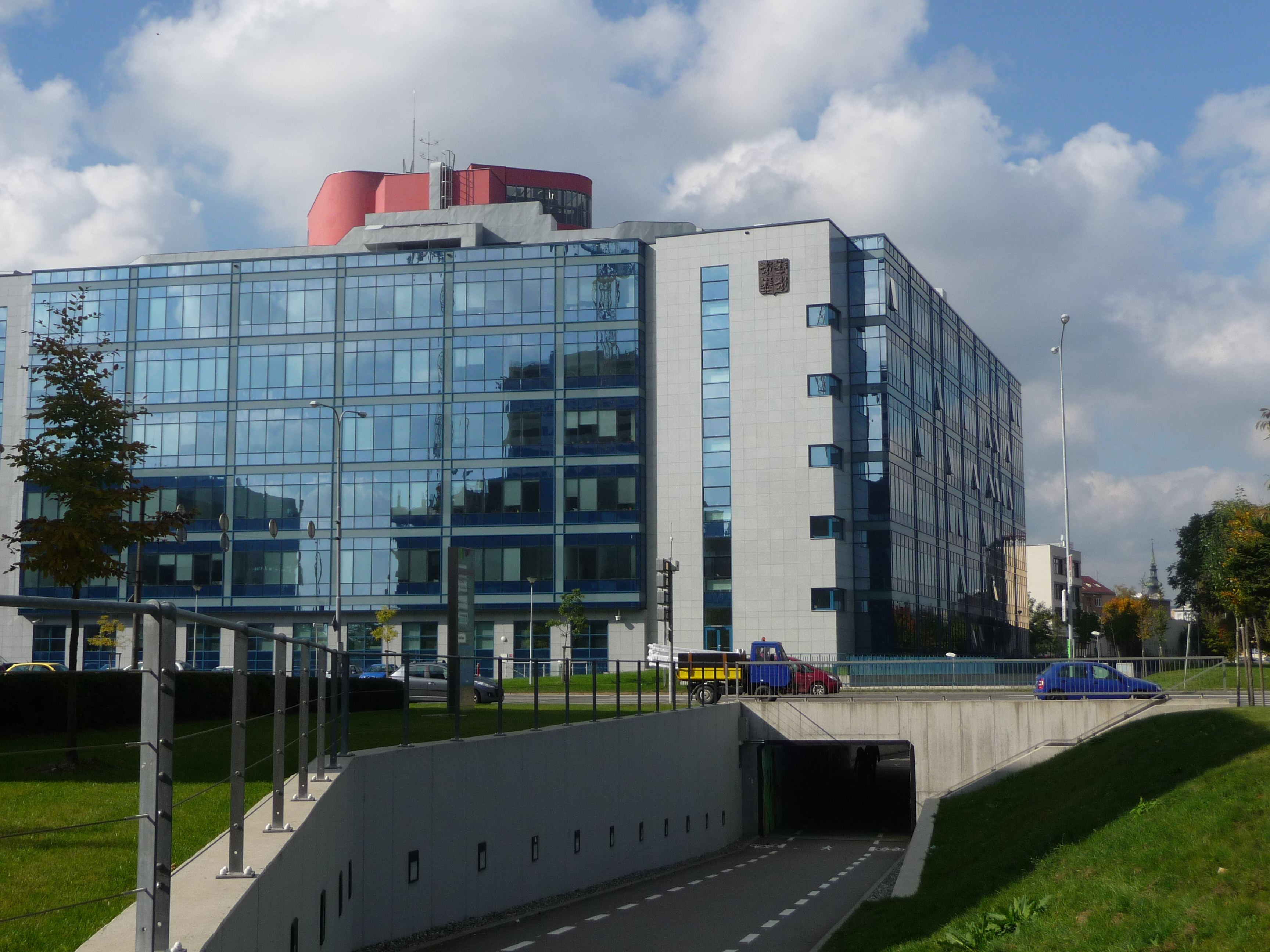
Justiční areál v Brně, sídlo Městského soudu v Brně a Okresního soudu Brno-venkov

### Výzkumné a vzdělávací

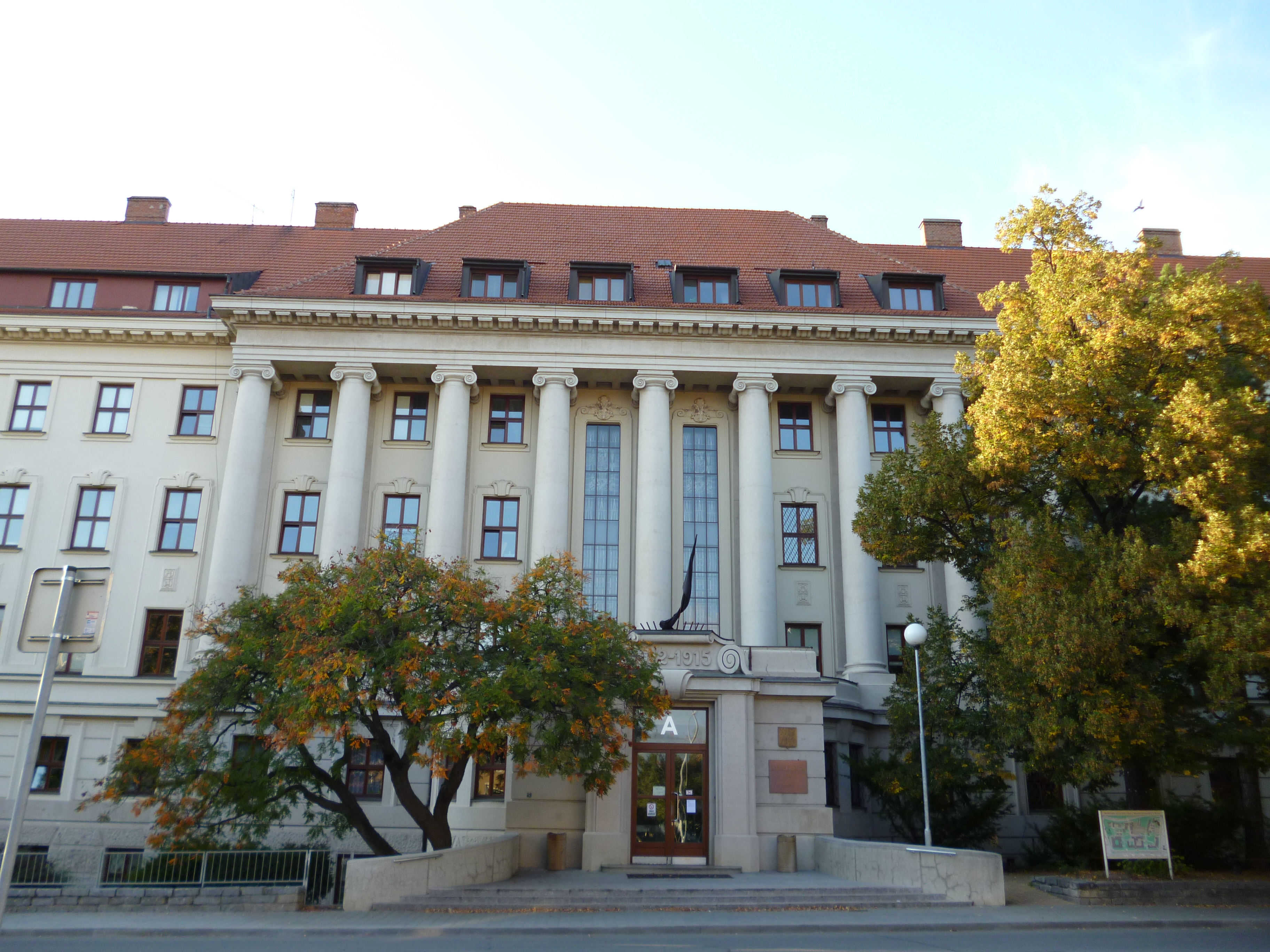
Mendelova univerzita v Brně – počtem studentů jedna z největších brněnských vysokých škol

V Brně má sídlo celkem osm ústavů Akademie věd České republiky (Archeologický ústav Brno, Biofyzikální ústav, Psychologický ústav, Ústav analytické chemie, Ústav biologie obratlovců, Ústav fyziky materiálů, Ústav přístrojové techniky a Ústav výzkumu globální změny) a některé další zde mají odloučená pracoviště. Sídlí zde také Sdružení moravských pracovišť Akademie věd České republiky. Dále mají v Brně sídlo Centrum dopravního výzkumu, Ústav archeologické památkové péče Brno a Výzkumný ústav veterinárního lékařství.
Své sídlo má v Brně pět veřejných vysokých škol, jedna státní vysoká škola a celkem 28 jejich fakult. Prvními vysokými školami ve městě byla mezi lety 1778 a 1782 krátce působící Císařsko-královská a arcibiskupská univerzita a roku 1873 vzniklá německá technická vysoká škola. V roce 1899 byla založena česká technická vysoká škola, předchůdkyně Vysokého učení technického, která byla svého času jedinou institucí na Moravě poskytující českojazyčné vysokoškolské vzdělání. Roku 1918 byla zřízena Veterinární univerzita, která je jedinou univerzitou v Česku nabízející studijní program veterinární medicíny. O rok později vznikla Masarykova univerzita, jež se stala druhou největší univerzitou v České republice a největší univerzitou na Moravě, a Mendelova univerzita, která je nejstarším vysokým zemědělským a lesnickým učením v Česku. Německá technika byla zrušena roku 1945. Po druhé světové válce byla v roce 1947 založena krátce existující Vysoká škola sociální (zrušena 1952) a také umělecká Janáčkova akademie múzických umění. V roce 1951 došlo ke zřízení Vojenské akademie, která se v roce 2004 stala základem Univerzity obrany, do níž byly sloučeny vojenské vysoké školy i z dalších měst. Po sametové revoluci byly zakládány také soukromé vysoké školy či jejich pobočky (např. AMBIS vysoká škola, Vysoká škola Sting a Vysoká škola NEWTON). V roce 2021 na vysokých školách v Brně studovalo asi 65 tisíc studentů.
V roce 2023 se v Brně nacházelo osm vyšších odborných škol, dvě konzervatoře, 63 středních škol (včetně dvou zahraničních), dvě jazykové školy s právem státní jazykové zkoušky, 20 základních uměleckých škol, 101 základních škol (včetně jedné zahraniční) a 178 mateřských škol. Dále ve městě fungovalo šest domů dětí a mládeže, jedna stanice zájmové činnosti, jedno zařízení pro další vzdělávání pedagogických pracovníků, dva dětské domovy, dvě střediska výchovné péče, jeden diagnostický ústav, tři pedagogicko-psychologické poradny (z toho jedna v rámci školy) a osm speciálně pedagogických center v rámci škol. Ubytování žáků a studentů zajišťovaly čtyři internáty (součásti škol) a 14 domovů mládeže (z toho 10 v rámci škol). V Brně v roce 2023 působilo také 131 dětských skupin.

### Náboženské

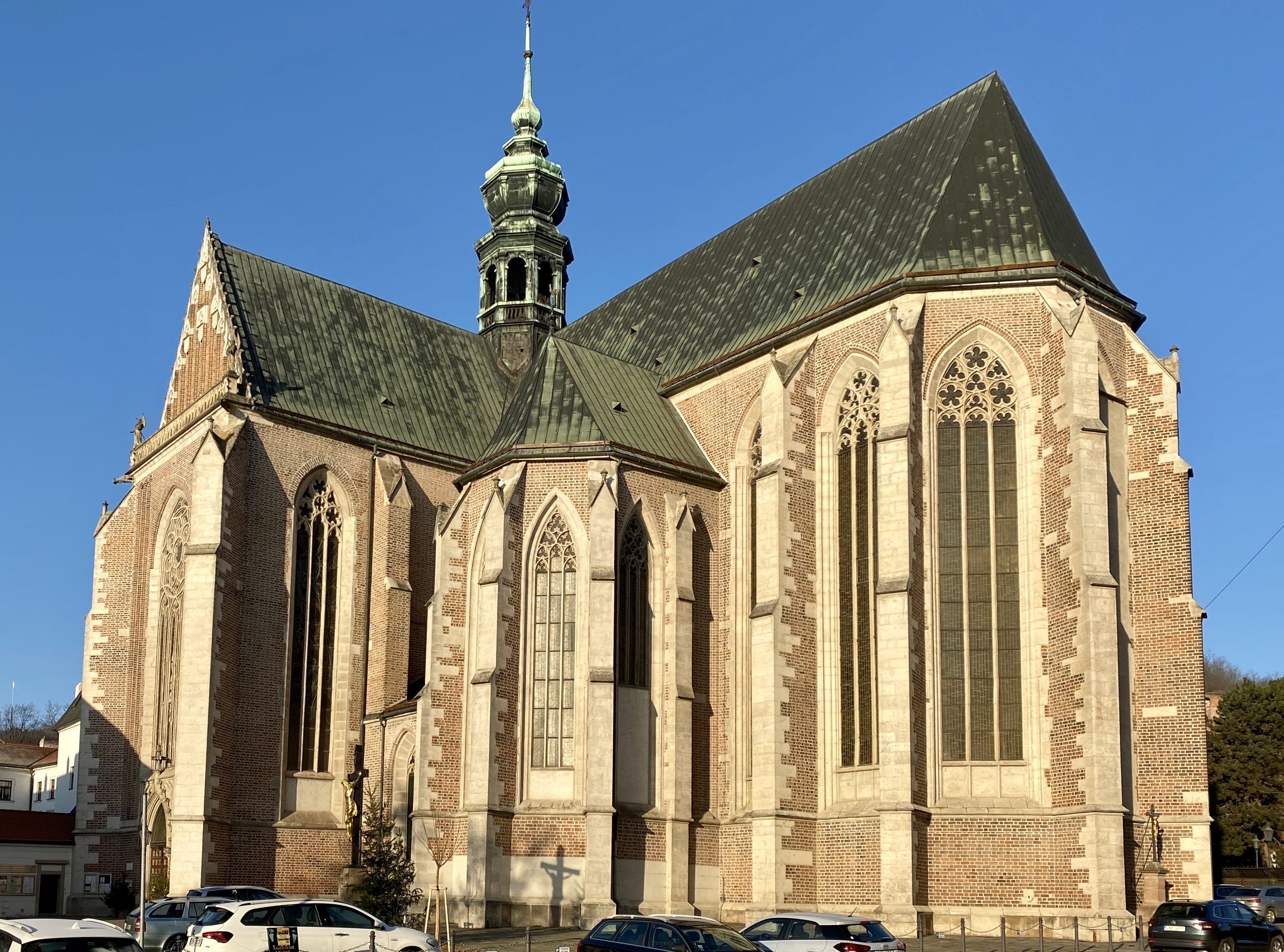
Bazilika Nanebevzetí Panny Marie

V Brně působí řada církevních institucí a je zde možné nalézt desítky náboženských staveb. Na území města stojí více než čtyři desítky kostelů a chrámů (z toho jedna katedrála, jedna bazilika minor a jeden katedrální chrám), desítky kaplí a množství klášterů (fungujících i bývalých). Dále se ve městě nachází brněnská mešita, která je první v České republice, a synagoga Agudas achim (v Brně dříve stála také Velká synagoga, Polský templ a Nová synagoga).
Město je sídelním místem biskupství římskokatolické brněnské diecéze a diecézního církevního soudu. Hlavním městským římskokatolickým chrámem je kostel svatého Jakuba na Jakubském náměstí, celkem je ve městě 23 farností sdružených spolu se třemi farnostmi z obcí okolo města do brněnského děkanství, na jehož území se nachází i exemptní farnost Brno-dóm s katedrálou svatého Petra a Pavla coby sídelním kostelem biskupa brněnské diecéze. Na území města zasahuje i dalších pět mimobrněnských farností. V Brně také sídlí biskupství brněnské diecéze Církve československé husitské, která má na území města devět náboženských obcí. Českobratrská církev evangelická má na území města v rámci brněnského seniorátu sídlo čtyř svých sborů, Bratrská jednota baptistů, Církev adventistů sedmého dne a Církev bratrská po třech sborech, Apoštolská církev a Církev víry po dvou. Svůj sbor, farnost, obec nebo centrum mají v Brně i Církev Křesťanská společenství, Církev Slovo života, Evangelická církev augsburského vyznání, Evangelická církev metodistická, Křesťanské sbory, Mezinárodní společnost pro vědomí Krišny, Hnutí Hare Krišna, Náboženská společnost českých unitářů a Starokatolická církev. V rámci Apoštolského exarchátu v České republice byla v Brně zřízena sídla dvou řeckokatolických farností podřízených brněnsko-olomouckého děkanátu. Pravoslavná církev v českých zemích a na Slovensku má v Brně katedrální chrám svatého Václava, který spadá pod brněnský okružní protopresbyterát, a tři náboženské obce. Ve městě také sídlí Židovská obec Brno a Muslimská obec v Brně.
Přímo v Brně mají sídlo tři církve a náboženské společnosti – Církev Slovo života, Kněžské bratrstvo svatého Pia X. a Křesťanské sbory.

### Ostatní úřady a instituce
Mezi další celostátní orgány sídlící v Brně patří sídlo veřejného ochránce práv v Údolní ulici, Úřad pro ochranu hospodářské soutěže na třídě Kapitána Jaroše, Úřad pro mezinárodněprávní ochranu dětí na Šilingrově náměstí, zvláštní mezinárodní matrika u úřadu městské části Brno-střed v Dominikánské ulici, Odvolací finanční ředitelství na Masarykově ulici, Státní zemědělská a potravinářská inspekce v Květné ulici, Ústřední kontrolní a zkušební ústav zemědělský v Hroznové ulici, Ústav pro státní kontrolu veterinárních biopreparátů a léčiv v Hudcově ulici a Vinařský fond v budově krajského úřadu na Žerotínově náměstí. Od roku 2017 je Brno také sídlem Národního úřadu pro kybernetickou a informační bezpečnost a Úřadu pro dohled nad hospodařením politických stran a politických hnutí.
V Brně sídlí i profesní komory některých profesí, jsou to Komora daňových poradců v Kozí ulici, Komora patentových zástupců v Gorkého ulici, Komora veterinárních lékařů České republiky na Palackého třídě a jediná pobočka České advokátní komory na náměstí Svobody.

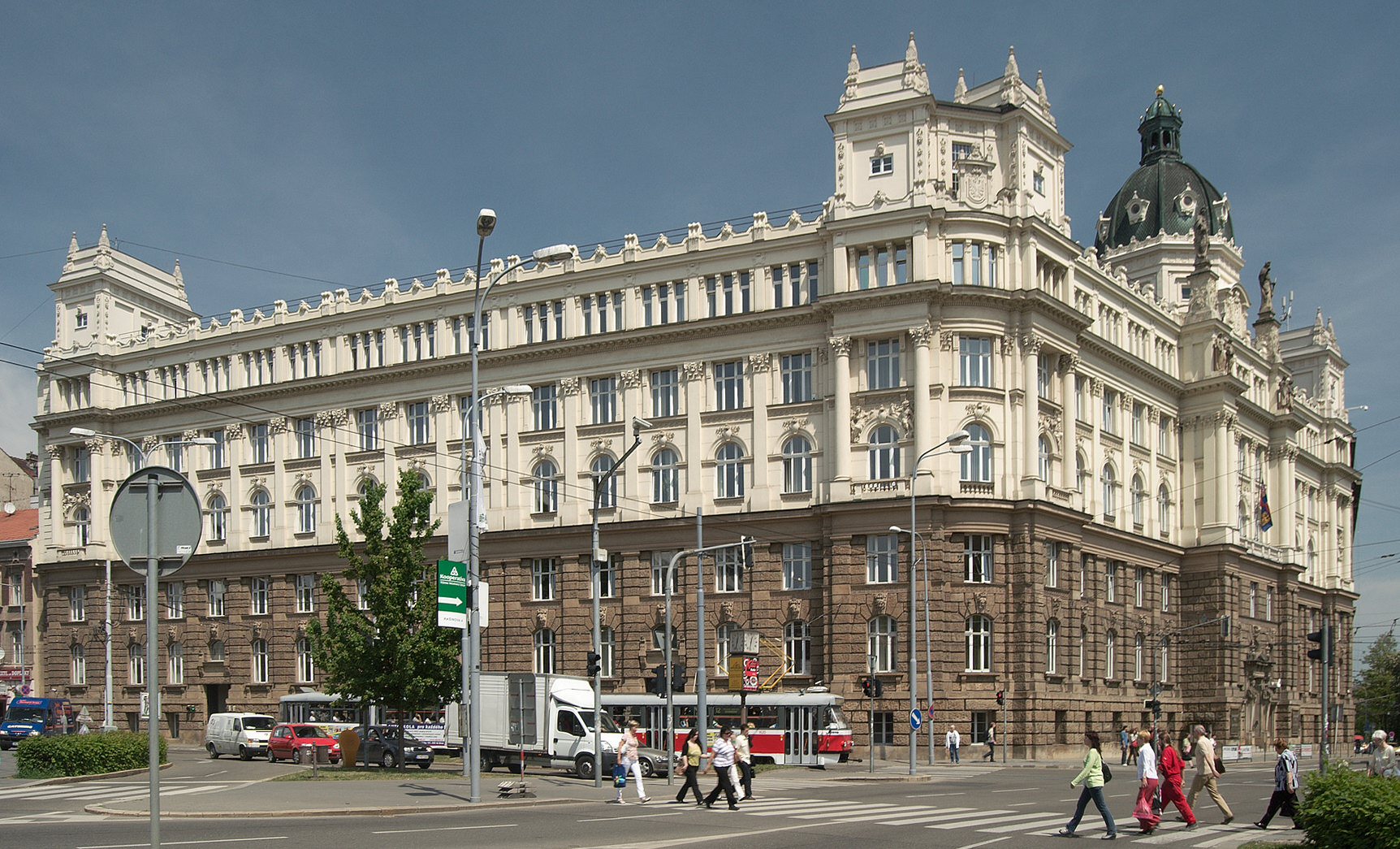
Nový zemský dům, nyní sídlo krajského úřadu Jihomoravského kraje

V Brně se nachází i mnohé regionální úřady v čele s krajským úřadem Jihomoravského kraje na Žerotínově náměstí, své sídlo zde mají i úřady městských částí a krajské oddělení bezpečnostních složek či dalších úřadů. V Brně sídlí i Vazební věznice Brno a je zde zřízena pobočka České národní banky, studio České televize a studio Českého rozhlasu.
Město je také sídlem celkem 11 nemocnic, 5 odborných léčebných ústavů a mnoha dalších zdravotnických zařízení (stav 2007). Například Fakultní nemocnice Brno, patřící k největším zdravotnickým zařízením v České republice, v roce 2009 bylo v nemocnici ošetřeno více než milión pacientů. Ve městě je celkově 202 ordinací praktických lékařů, 302 ordinací stomatologů, 75 ordinací dětských lékařů a stovky dalších ordinací. Pod Fakultní nemocnicí u sv. Anny vzniklo zdravotnické centrum klinické medicíny. Stavba vznikla ve spojení s klinikou Mayo, základní kámen byl položen v roce 2008, k otevření Mezinárodního centra klinického výzkumu (ICRC) došlo v roce 2012.

## Partnerská města
Partnerskými městy Brna jsou:
- Bratislava, Slovensko (od r. 2012)
- Dallas, USA (od r. 1991)
- Debrecín, Maďarsko
- Charkov, Ukrajina (od r. 2008)
- Kaunas, Litva (od r. 1994)
- Leeds, Spojené království (od r. 1990[pozn. 28])
- Lipsko, Německo (od r. 1973, obnoveno 1999)
- Poznaň, Polsko (od r. 1966)
- Rennes, Francie (od r. 1965, obnoveno 1990)
- St. Pölten, Rakousko (od r. 1991)
- Stuttgart, Německo (od r. 1989)

Minulá partnerství:
- Bologna, Itálie (od r. 1969)
- Homs, Sýrie (od r. 1986)
- Moskva, Rusko (2006–2022)[277][278]
- Nepean, Kanada (1990–1993)
- Nižnij Novgorod, Rusko (od r. 1993)
- Odense, Dánsko (od r. 1991)
- Plovdiv, Bulharsko (od r. 1970)
- Utrecht, Nizozemsko (1993–2013)[279]
- Voroněž, Rusko (1967–2022)[277][278]
- Záhřeb, Chorvatsko (od r. 1966)

Brno dále spolupracuje s městy Tedžon v Jižní Koreji a Vídeň v Rakousku (memorandum o spolupráci od roku 1998).

## Metropole v okruhu 300 km
Tento orientační nástroj zobrazuje pouze města, která jsou hlavními městy států nebo zemí ve významu územní jednotky a jsou za metropole obecně v evropském kontextu považována a nebo s počtem obyvatel přesahujícím 300 tisíc. Vzdálenost je uvedena jako přibližná geografická vzdálenost bez ohledu na dopravní infrastrukturu.
| Růžice kompasu | Praha (~180 km), Drážďany (~290 km) | Vratislav (~210 km)                   | Ostrava (~140 km), Katovice (~210 km), Krakov (~260 km) | Růžice kompasu |
| Růžice kompasu | Sever                               |                                       |                                                         | Růžice kompasu |
| Růžice kompasu | Brno                                |                                       |                                                         | Růžice kompasu |
| Růžice kompasu | Jih                                 |                                       |                                                         | Růžice kompasu |
| Růžice kompasu | Linec (~190 km), Salcburk (~300 km) | Vídeň (~110 km), Bratislava (~125 km) | Budapešť (~260 km)                                      | Růžice kompasu |